# 俄羅斯入侵烏克蘭時間軸 (2024年12月)

俄羅斯入侵烏克蘭的動態地圖（參見可交互的俄烏戰爭詳細地圖）

本條目主要列出俄羅斯入侵烏克蘭在2024年12月的過程。

## 12月1日
烏克蘭地方政府表示，截至01日上午9時，俄羅斯在過去24小時內襲擊赫爾松、基輔、切爾卡瑟、波爾塔瓦、日托米爾、蘇梅、尼古拉耶夫、第聶伯羅彼得羅夫斯克、頓涅茨克、盧甘斯克、哈爾科夫和切爾尼戈夫等地，至少造11名平民死亡，51名平民受傷。赫爾松當局表示，俄軍使用無人機襲擊赫爾松市德尼普羅區撞上一輛穿梭巴士，至少造成3名平民死亡，8名平民受傷。
烏克蘭武裝部隊總參謀部表示，自全面入侵以來，俄羅斯在烏克蘭損失742,130名士兵，過去一天俄軍有1,730人傷亡，累計損失9,469輛戰車、19,369輛裝甲戰鬥車輛、30,507輛車輛和油箱、20,923門火砲系統、1,253套多管火箭系統、1,019套防空系統、369架飛機、329架直升機、19,803架無人機、2,852枚巡弋飛彈、28艘船隻和1艘潛艦等。烏克蘭國防部表示，俄軍在11月對烏克蘭的戰爭中遭受創紀錄的軍事裝備和人員損失。整個11月有45,720名俄羅斯士兵受傷、死亡或被俘，相當於俄軍3個以上的機動步槍師。烏軍亦摧毀307輛俄羅斯坦克、899輛裝甲戰車和884門大炮。估計俄羅斯在11月損失的武器和裝置價值超過30億美元。
俄羅斯國防部表示，在過去24小時防空部隊擊落55架無人機。
俄羅斯國防部表示，中部集團軍部隊已經佔領頓涅茨克地區彼得羅夫卡村，南部集團軍部隊已經佔領頓涅茨克地區伊林卡村。烏克蘭軍隊在過去一晝夜內，在前線各地區內損失1,450名軍人。俄軍航空兵、無人機、導彈部隊和炮兵摧毀136個有生力量和烏軍裝備聚集區。自特別軍事行動展開以來，俄軍已累計摧毀烏軍649架飛機，283架直升機，37,013架無人機，586套防空系統，19,577輛坦克及其他裝甲車輛，1,497門多管火箭炮，18,807門火炮和迫擊炮和28,905輛軍用車輛。
烏克蘭總統澤連斯基會見就任首日的新任歐洲理事會主席科斯塔和新任歐盟外交與安全政策高級代表卡拉斯，兩人重申力挺烏克蘭抵禦俄羅斯侵略。澤連斯基強調，烏克蘭永遠不會在法律上承認俄羅斯對其土地的任何佔領，並且認為如果烏克蘭在戰爭期間加入北約，北大西洋公約中的第5條關於集體自衛權，可以不適用於其整個領土。並表示，俄羅斯於11月向烏克蘭發射347枚導彈和2,500多架無人機，呼籲西方盟友提供額外的防空系統。歐盟外交與安全政策高級代表卡拉斯表示，歐盟已向烏克蘭交付100萬枚炮彈，兌現最初承諾在2024年春季的承諾，但這還不夠，還需要做更多工作。
烏克蘭總統澤連斯基表示，烏克蘭新電子支援計劃在接受申請的第一天就收到超過210萬份申請，其中包括近50萬份兒童申請。每位受助者可獲24美元援助，用於烏克蘭商品和服務，或透過志願基金捐贈支援烏克蘭武裝部隊。澤連斯基表示，在烏克蘭確定加入北約後，軍隊仍缺乏力量，烏克蘭可能不得不透過外交手段解放俄羅斯控制的一些領土。在接受日本傳媒「共同通訊社」訪問時表示，一些部署到俄羅斯對烏克蘭作戰的朝鮮人民軍士兵已經喪生，但沒有透露人數，預測北韓士兵最終只會被用作炮灰，以減少俄羅斯軍隊的損失，警告隨著俄軍正在向北韓軍隊傳授現代戰爭方法，包括使用無人機，亞洲的安全將受到負面影響。在訪問中質疑近期西方傳媒報道烏克蘭有多達8萬名士兵在全面戰爭中死亡，表明實際數字更少，但表示不清楚有多少烏克蘭人在被佔領地區死亡。
俄羅斯總統普京簽署批准未來三年的預算計劃，當中軍事支出在未來三年內創紀錄高，2025年國防支出將達到創紀錄的1,260億美元，佔俄羅斯國內生產總值的6%以上，2026年為1,149億美元，2027年為1,224億美元。
美國國家安全顧問沙利文表示，美國不考慮將烏克蘭先前同意根據《布達佩斯安全保障備忘錄》放棄的核武器歸還給烏克蘭。

## 12月2日
烏克蘭地方政府表示，截至02日上午9時，俄羅斯在過去24小時內襲擊赫爾松、 捷爾諾波爾、切爾諾夫策、基輔、切爾卡瑟、波爾塔瓦、日托米爾、蘇梅、尼古拉耶夫、第聶伯羅彼得羅夫斯克、頓涅茨克、赫梅利尼茨基、盧甘斯克、哈爾科夫和切爾尼戈夫等地，至少造成4名平民死亡，23名平民受傷。烏克蘭捷爾諾波爾市長表示，俄軍1架無人機襲擊捷爾諾波爾市，導致一棟住宅樓起火，至少造成1名平民死亡，3名平民受傷。
烏克蘭武裝部隊總參謀部表示，自全面入侵以來，俄羅斯在烏克蘭損失743,920名士兵，過去一天俄軍有1,790人傷亡，累計損失9,478輛戰車、19,397輛裝甲戰鬥車輛、30,606輛車輛和油箱、20,953門火砲系統、1,253套多管火箭系統、1,019套防空系統、369架飛機、329架直升機、19,886架無人機、2,852枚巡弋飛彈、28艘船隻和1艘潛艦等。
俄羅斯國防部表示，烏克蘭軍隊在過去一晝夜內，在前線各地區內損失1,515名軍人。
烏克蘭總統澤連斯基會見到訪的德國總理蕭茲，蕭茲是自2022年6月以來首次到訪烏克蘭，並重申德國在面對俄羅斯侵略時支援烏克蘭，承諾在12月提供價值6.8億美元的額外武器。聯合記者會上澤連斯基表示，與俄羅斯總統普京的單獨會談，並不能加強烏克蘭，只會導致普京的地位提高。另外，澤連斯基表示，早前撤換烏克蘭地面部隊指揮官的安全是與上月公布的「10點內部韌性計劃」有關，並指出將繼續對部隊人員進行改組，形容烏克蘭需要更快地行動。
俄羅斯外交部長拉夫羅夫會見到訪的匈牙利外交部長西亞爾托。西亞爾托敦促烏克蘭和俄羅斯坐在談判桌上，過去一千天已經確鑿地證明，烏克蘭的戰爭無法在戰場上解決，必須在談判桌上尋求解決方案，外交關係的斷絕亦使談判解決方案變得不可能。
俄羅斯武裝部隊作戰訓練主要負責人布瓦爾采夫表示，7個教官連和8個專家培訓公司已經培訓30多萬名軍人，作為目前戰鬥的預備役。
烏克蘭國防部情報總局發言人切爾尼亞克表示，俄羅斯全面入侵烏克蘭期間發射至少60枚北韓提供的彈道導彈，製造技術已經過時，因此準確性不是很高。
美國國務卿布林肯表示，美國將向烏克蘭提供價值7.25億美元的新軍事援助，包括毒刺導彈、海馬斯火箭系統彈藥、155毫米和105毫米炮彈藥、無人機和地雷等裝置。
北約秘書長呂特表示，上月與美國總統當選人特朗普會面期間表示，如果烏克蘭被迫接受不利的和平協議，美國將面臨來自中華人民共和國、伊朗和朝鮮民主主義人民共和國的嚴重威脅。
斯洛伐克總理菲科批評新任歐洲理事會主席科斯塔和新任歐盟外交與安全政策高級代表卡拉斯對烏克蘭的支援言論，並已經致電歐盟委員會主席馮德萊恩表達其不同意見，認為委員會成員和歐洲理事會主席都不能以歐盟的名義發表歐盟和歐洲理事會從未達成一致的宣告，其發表的宣告亦與歐盟的結論不符。
七國集團成員國駐烏克蘭大使會見多名烏克蘭著名記者，進行有價值的交流，並討論當前的媒體格局，包括新聞自由和多元化對於加強民主、支援政治辯論和推進烏克蘭在歐洲-大西洋的道路前行，其中亦調查軍隊戰爭期間貪污醜聞的記者。
自由歐洲電臺/自由電臺引述北約不具名官員消息報道，法國和英國正在探索支援烏克蘭與俄羅斯潛在和平談判的方案，包括部署法國和英國軍隊監測接觸線沿線的停火，有關討論目前只在個別政府之間，沒有在北約的正式結構內。目的是為各種情況做準備，確保在美國新政府的要求下，歐洲更多地參與對烏克蘭的援助。
親政府的俄羅斯傳媒「工商日報」引述不具名消息報道，俄羅斯總統辦公廳上星期召集全國副州長舉行研討會，討論在烏克蘭戰爭中的勝利形象，會議提及俄羅斯對烏克蘭的戰爭將結束，有必要為此做好準備，不同的社會群體可能對戰爭有不同的看法，但未來結果必須被視為社會的勝利。要求官員關注「社會上安靜的多數人」，讓他們滿足於實現戰爭目標和俄羅斯佔領的領土，並且需要重視從烏克蘭返回的俄羅斯軍事人員，以免前士兵加入抗議運動或作出犯罪行為。

## 12月3日

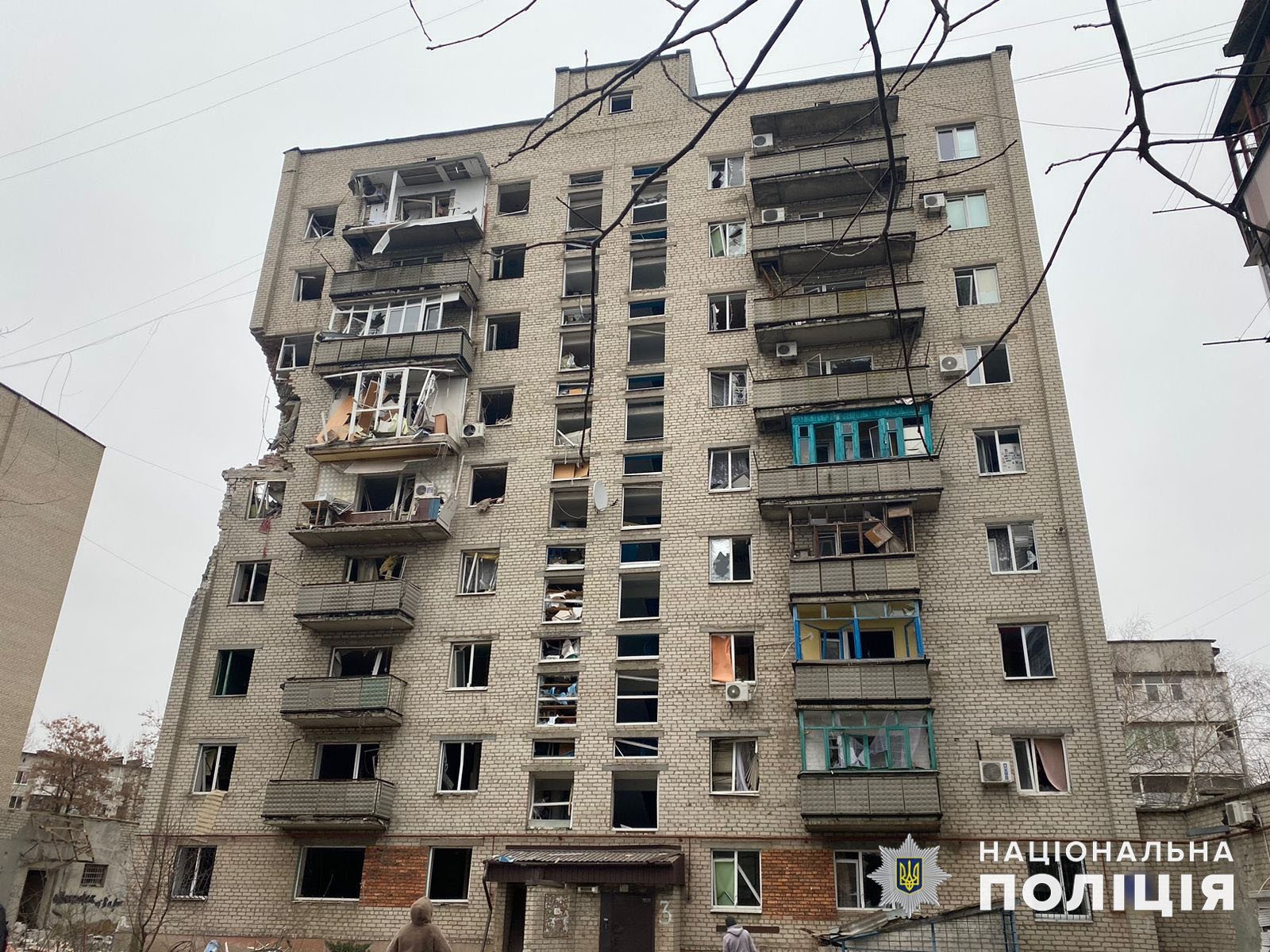
俄羅斯襲擊波克羅夫斯克後

烏克蘭地方政府表示，截至03日上午9時，俄羅斯在過去24小時內襲擊赫爾松、 捷爾諾波爾、羅夫諾、切爾卡瑟、蘇梅、尼古拉耶夫、第聶伯羅彼得羅夫斯克、頓涅茨克、赫梅利尼茨基、盧甘斯克、哈爾科夫和切爾尼戈夫等地，至少造1名平民死亡，8名平民受傷。烏克蘭捷爾諾波爾市市長表示，俄羅斯無人機襲擊該市一個能源設施，導致部份地區停電。
烏克蘭武裝部隊總參謀部表示，自全面入侵以來，俄羅斯在烏克蘭損失745,700名士兵，過去一天俄軍有1,780人傷亡，累計損失9,486輛戰車、19,419輛裝甲戰鬥車輛、30,666輛車輛和油箱、20,976門火砲系統、1,253套多管火箭系統、1,019套防空系統、369架飛機、329架直升機、19,917架無人機、2,855枚巡弋飛彈、28艘船隻和1艘潛艦等。總參謀部表示，烏克蘭軍隊設法擊退試圖在哈爾科夫州庫皮揚斯克鎮以北的奧斯基爾河西側建立據點的俄羅斯軍隊。
俄羅斯國防部表示，在過去24小時防空部隊擊落40架無人機。
俄羅斯國防部表示，東部集團軍部隊已經佔領扎波羅熱地區諾沃達羅夫卡居民點，南部集團軍部隊已經佔領頓涅茨克地區羅曼諾夫卡居民點。烏克蘭軍隊在過去一晝夜內，在前線各地區內損失1,640名軍人。
烏克蘭總統澤連斯基會見主要官員後表示，第一人稱視角無人機、偵察無人機、遠端無人機和導彈無人機有大量新訂單和長期訂單，另討論導彈計劃和新型導彈的測試，感謝烏克蘭導彈開發商，將正在加快無人機和導彈生產速度。
烏克蘭外交部在「布達佩斯安全保障備忘錄」簽署30週年前發表聲明表示，隨著烏克蘭經歷布達佩斯備忘錄所帶來的痛苦，烏克蘭不會接受任何替代方案，來替代烏克蘭正式加入北約，烏克蘭安全的唯一真正保證以及阻止俄羅斯進一步侵略烏克蘭和其他國家的因素，是烏克蘭正式加入北約。呼籲美英兩個簽署布達佩斯備忘錄的國家、加入備忘錄的法國和中華人民共和國以及「核不擴散條約」的所有締約國，支援向烏克蘭提供有效的安全保障。
烏克蘭外交部長西比哈在布魯塞爾舉行北約會議前表示，烏克蘭呼籲其北約合作伙伴提供至少20個防空系統，以幫助擊退俄羅斯在冬季的空襲。烏克蘭外交部表示，外長西比哈與美國國務卿布林肯簽署價值8.25億美元的援助協議，旨在恢復烏克蘭的關鍵基礎設施，引入分散式發電，改革能源部門，並促進戰後向低碳、有競爭力的歐洲整合經濟過渡。
烏克蘭國會人權監察員魯賓內茲駁斥俄羅斯人權事務專員莫斯卡科瓦指在公佈600名烏克蘭戰俘名單後，烏克蘭不同意收回他們的指控，表明烏克蘭沒有拖延，相反正準備成立一個混合醫療委員會來遣返重傷戰俘。
烏克蘭國會通過由國營烏克蘭石油天然氣公司執行長查尼紹夫出任副總理和新成立的民族團結部部長，專注於加強與居住在海外的烏克蘭人的關係。
英國首相施紀賢表示，必須繼續支援烏克蘭對俄羅斯的防禦，讓烏克蘭處於最強大的談判地位，以便烏克蘭能夠按照自身條件確保公正和持久的和平，保證自己的安全、獨立和選擇未來的權利。支援烏克蘭不僅符合英國利益，而且符合整個歐洲的最佳利益，認為俄羅斯不受控制的侵略對國際安全構成巨大威脅，俄軍推進得越遠，威脅就越近，控制的土地越多，控制的穀物價格和能源就越多，俄羅斯總統普京就越自信。
德國外交部長貝爾伯克在在布魯塞爾舉行北約部長級會議上表示，為了在烏克蘭實現長期和平，德國不排除向烏克蘭部署軍隊以確保停火的可能性，另外烏克蘭加入北約和部署包括德國軍隊在內的國際部隊等安全保證是可以想象的。
保加利亞國防部表示，向烏克蘭提供第7批軍事援助，包括武器、裝備和彈藥。
美國耶魯大學公共衛生學院公布一項研究，指控俄羅斯正實施一項有系統、有意和廣泛的強制收養和俄羅斯化被驅逐的烏克蘭兒童計劃，在俄羅斯總統普京的命令下，俄羅斯航空太空軍部隊和軍用飛機於2022年運送多組兒童，俄羅斯的兒童安置資料庫將烏克蘭兒童列為出生在俄羅斯。普京和兒童權利總統專員利沃娃-別洛娃下令並促進兒童驅逐和強迫同化到俄羅斯家庭的制度。來自烏克蘭的兒童被轉移到俄羅斯各地至少21個地區，在被安置在俄羅斯家庭之前接受親俄再教育。

## 12月4日
烏克蘭地方政府表示，截至04日上午9時，俄羅斯在過去24小時內襲擊赫爾松、 捷爾諾波爾、文尼察、切爾卡瑟、波爾塔瓦、蘇梅、尼古拉耶夫、第聶伯羅彼得羅夫斯克、頓涅茨克、赫梅利尼茨基、盧甘斯克、哈爾科夫和切爾尼戈夫等地，至少造6名平民死亡，16名平民受傷。
烏克蘭武裝部隊總參謀部表示，自全面入侵以來，俄羅斯在烏克蘭損失747,370名士兵，過去一天俄軍有1,670人傷亡，累計損失9,493輛戰車、19,450輛裝甲戰鬥車輛、30,746輛車輛和油箱、21,002門火砲系統、1,253套多管火箭系統、1,020套防空系統、369架飛機、329架直升機、19,946架無人機、2,855枚巡弋飛彈、28艘船隻和1艘潛艦等。烏克蘭軍隊南方司令部發言人表示，俄軍已經集結300艘船隻，企圖向第聶伯羅河以西推進，並且在三角洲島嶼部署陣地。
俄羅斯國防部表示，在過去一夜防空部隊擊落24架無人機。俄羅斯車臣共和國領袖卡德羅夫表示，一架無人機擊中車臣共和國格羅茲尼市中心一個特別警察大樓。
俄羅斯國防部表示，烏克蘭軍隊在過去一晝夜內，在前線各地區內損失1,615名軍人。
烏克蘭國防部長烏梅羅夫表示，烏克蘭自行開發的輕型導彈-無人機混合動力導彈，已進入批次生產。烏克蘭國家抵抗中心表示，北韓士兵作為不參與直接戰鬥的第二梯隊駐守在俄羅斯庫爾斯克地區的觀察哨和檢查站。
烏克蘭總統辦公室主任葉爾馬克表示，烏克蘭政府未見到任何跡象表明俄羅斯準備進行有意義的和平談判，強調無情的戰爭仍然繼續，迫切需要額外的武器和裝備。
烏克蘭扎波羅熱州州長費多羅夫表示，在全面入侵初期被俄羅斯綁架和關押2年8個月的第聶伯羅魯德內市長葉夫尼·馬特維耶夫，在俄羅斯的囚禁中被折磨致死，遺體在最近的交換中被送回烏克蘭。烏克蘭總統府常駐克里米亞代表團表示，2024年俄羅斯在俄佔克里米亞地區非法徵召近5千5百名居民加入俄羅斯軍隊。
俄羅斯常駐聯合國代表涅邊賈表示，烏克蘭情報總局向敘利亞反政府武裝提供武器，其中包括恐怖組織「沙姆解放組織」，該組織統領敘利亞反對派在11月尾起發動攻勢，先後佔領第二大城市阿勒頗和第五大城市哈馬。
烏克蘭財政部表示，部長馬爾琴科簽署烏克蘭與歐盟之間的諒解備忘錄和貸款協議，以吸引高達350億歐元的宏觀金融援助，資金是七國集團烏克蘭特別收入加速貸款計畫的一部分，貸款將透過俄羅斯在歐盟被凍結主權資產的未來收入來償還，烏克蘭國內財政資源不會用於還款。
北約秘書長呂特表示，北約國家將盡其所能為烏克蘭提供保護其基礎設施所需的防空系統，但目前此類系統沒有過剩能夠提供，3日的會議達成明確的共識，即幫助烏克蘭，特別是其基礎設施，必須成為優先事項。
美國國務卿布林肯表示，烏克蘭必定需要作出艱難的決定，進一步動員士兵，以參與俄羅斯的全面戰爭，動員對烏克蘭至關重要，即使有足夠的資金和彈藥亦需要人員來擊退俄羅斯的侵略。另外，布林肯表示，美國和歐盟將利用凍結的俄羅斯資產向烏克蘭提供500億美元援助。美國國務院發言人米勒表示，國務院對5名俄羅斯官員實施簽證限制，指控他們在強制驅逐烏克蘭兒童方面發揮作用，令不少兒童的身份被改變，出身被掩蓋，受到親俄灌輸和軍事化。
美國眾議院議長約翰遜回應早前有報道指總統拜登秘密向國會提交法案要求進一步援助烏克蘭時表示，不會將向烏克蘭提供額外240億美元的援助請求付諸表決，形容現在不是拜登作出決定的地方，美國有一位新當選的總統，正等候並接受新司令的指導。
荷蘭外交部長維爾德坎普表示，荷蘭將提供2300萬美元，協助加強烏克蘭的防空系統等。
俄羅斯獨立媒體「Astra」公布影片顯示，俄羅斯總統普京姪女、國防部副部長齊維廖娃在國家杜馬委員會會議上表示，政府已經收到許多來自士兵親屬的申請，請求政府透過DNA樣本來辨識失蹤士兵的行蹤，內政部已經接收4萬8千份申請。俄羅斯國家杜馬國防委員會主席卡爾塔波洛夫隨後提醒在場人士不要再提起任何數字，形容是「非常敏感」的資訊。齊維廖娃則回應，沒有說到失蹤人數，指的是親屬向政府提出的申請數量。
俄羅斯獨立媒體Meduza引述俄羅斯聯邦預算分析報道，2024年第三季俄羅斯合同士兵招募率較上季度有所下降，估計俄羅斯軍方每日簽署500至600分新合同，幾乎不足以彌補俄羅斯不可逆轉的戰場損失，估計俄羅斯在戰場上每日損失600至750人，其中200至250人死亡。
美國多家媒體報道，烏克蘭總統辦公室主任葉爾馬克、國防部長烏梅羅夫、經濟發展與貿易部部長斯維里登科和烏克蘭駐美國大使馬爾卡羅娃組成的代表團在美國華盛頓會見美國副總統當選人萬斯和即將上任的政府高階官員等。
美國非營利組織「美國烏克蘭國會委員會」向美國政府相關部門發信，敦促機構在允許SpaceX發射22,488顆Starlink衛星之前進行進一步審查，指控對SpaceX執行長馬斯克與俄羅斯的接觸以及俄羅斯軍隊在烏克蘭使用Starlink系統表示擔憂，有必要確定Starlink是否被用來協助外國對手。

## 12月5日
烏克蘭地方政府表示，截至05日上午9時，俄羅斯在過去24小時內襲擊赫爾松、基輔、基洛夫格勒、敖德薩、日托米爾、文尼察、切爾卡瑟、波爾塔瓦、蘇梅、尼古拉耶夫、第聶伯羅彼得羅夫斯克、頓涅茨克、赫梅利尼茨基、盧甘斯克、哈爾科夫和切爾尼戈夫等地，至少造4名平民死亡，16名平民受傷。
烏克蘭武裝部隊總參謀部表示，自全面入侵以來，俄羅斯在烏克蘭損失748,950名士兵，過去一天俄軍有1,580人傷亡，累計損失9,506輛戰車、19,472輛裝甲戰鬥車輛、30,843輛車輛和油箱、21,023門火砲系統、1,253套多管火箭系統、1,020套防空系統、369架飛機、329架直升機、19,977架無人機、2,855枚巡弋飛彈、28艘船隻和1艘潛艦等。烏克蘭軍方霍爾蒂恰作戰戰術小組發言人表示，烏克蘭軍隊已將俄羅斯部隊趕出並奪回頓涅茨克州諾維科馬爾村。
俄羅斯國防部表示，在過去24小時防空部隊擊落101架無人機。
俄羅斯國防部表示，烏克蘭軍隊在過去一晝夜內，在前線各地區內損失1,725名軍人。俄軍航空兵、無人機、導彈部隊和炮兵摧毀147個有生力量和烏軍裝備聚集區。自特別軍事行動展開以來，俄軍已累計摧毀烏軍649架飛機，283架直升機，37,284架無人機，586套防空系統，19,630輛坦克及其他裝甲車輛，1,497門多管火箭炮，19,032門火炮和迫擊炮和29,003輛軍用車輛。
烏克蘭傳媒「基輔獨立報」引述烏克蘭國防部情報總局消息報道，情報總局網絡專家對俄羅斯最大銀行之一，俄羅斯天然氣工業銀行系統發動網絡襲擊，擾亂俄羅斯天然氣工業銀行的線上和移動銀行服務。
烏克蘭總統澤連斯基表示，至少有6名烏克蘭市長和市鎮最高行政首長仍然被俄羅斯囚禁，是自2014年以來數千名無辜但被關押多年的烏克蘭人之一，烏克蘭正在盡一切可能確保其公民獲釋。超過19,500名烏克蘭兒童仍然被俄羅斯俘虜，而只有3,767人獲釋。批評全球的應對措施，指出沒有採取重大行動來阻止俄羅斯的犯罪並懲罰責任人，世界上仍然很少有人談論被俄羅斯綁架的烏克蘭兒童，關於凍結戰爭的討論往往忽視被佔領土上數百萬烏克蘭人和數十萬兒童的命運。對國際上對俄羅斯戰爭罪的關注逐漸消失表示遺憾，即使是俄羅斯最大規模的戰爭罪行，逐漸被世界和歐洲的許多人在政治層面上遺忘。另外，澤連斯基在「布達佩斯安全保障備忘錄」簽署30週年日發表晚間演講中表示，十年的戰爭反映了這份備忘錄沒有一天有效，正因如此，世界上每個人現在都會知道，僅僅是任何國家的簽名或任何保證或承諾都不足以保證安全。烏克蘭的安全目前需要有效的保障，即國內真正的聯盟和真正的安全基礎，以及能夠防禦和威懾敵人的武器，呼籲團結一致，有助於克服即使是最具挑戰性的時刻。
烏克蘭國防部長烏梅羅夫表示，軍方將根據總統澤連斯基公布的「10點內部韌性計劃」，在2025年獲得超過3萬架DeepStrike攻擊無人機，無人機能夠在長距離上自主操作，並高精度地擊中目標。
俄羅斯外交部長拉夫羅夫前往馬耳他參與歐洲安全與合作組織部長級會議，是自2022年2月俄羅斯入侵烏克蘭以來，拉夫羅夫首次踏足歐盟國家。烏克蘭外交部長西比哈亦到訪馬耳他出席相關會議，並且在全體會議上發表講話。在拉夫羅夫發表講話前，西比哈與多國外交官員離場。西比哈在會議上表示，俄羅斯想要舉行第二次雅爾塔會議或第三次明斯克協議，想要瓜分勢力範圍，強烈反對任何類似於過去雅爾塔或明斯克的協議，形容類似協議只會使俄羅斯的侵略合法化。
俄羅斯外交部表示，如果烏克蘭獲得核武器將違反在「核不擴散條約」承擔的義務，亦違反核武器不擴散的制度。
烏克蘭國家調查局和總檢察長辦公室表示，烏克蘭最受歡迎的線上賭場之一Pin-Up的受益所有人和高層管理人是俄羅斯公民，並涉嫌與俄羅斯軍隊合作，收集個人資料和使用者位置的資訊，包括烏克蘭武裝部隊和其他軍事編隊的軍事人員，而且為俄羅斯國家預算捐款，並為軍工綜合體和對烏克蘭的武裝侵略提供資金。
俄羅斯國防部表示，在俄羅斯倡儀下武裝部隊總參謀長格拉西莫夫與美國參謀長聯席會議主席布朗在11月27日進行電話會談，格拉西莫夫在電話會談中向美國通報俄羅斯在地中海舉行高精度火箭發射和射擊演習的情況，未有交代其他內容。
俄羅斯偵查委員會表示，烏克蘭武裝部隊第80獨立空降突擊旅上校巴甫洛·羅茲拉契涉嫌在八月指揮使用含有窒息性有毒物質的集束彈對庫爾斯克州大索爾達茨科耶發動襲擊，襲擊至少造成20人受傷，已對他提起刑事訴訟和國際通緝。
美國國家安全顧問沙利文會見烏克蘭總統辦公室主任葉爾馬克期間表示，拜登政府在卸任前制定一項加強烏克蘭戰爭立場的戰略，其中包括提醒大量軍事援助和全面新制裁，承諾在1月中旬之前向烏克蘭提供數十萬枚額外的炮彈、數千枚火箭和數百輛裝甲車。支援烏克蘭的人力挑戰，提出在烏克蘭領土以外的地點訓練新部隊，旨在使俄羅斯維持其戰爭努力的能力複雜化，並提高烏克蘭在談判桌上的議價能力，為未來的解決方案奠定基礎。
非牟利智庫「戰爭研究所」，俄軍在2024年9月、10月和11月期間，佔領約2,356平方公里土地，估計損失125,800人，前進每平方公里損失約53人。11月是俄羅斯傷亡人數連續第五個月增加，估計共有45,690名士兵喪生。在此期間，俄軍平均每天推進27.96平方公里，共佔領839平方公里土地。
芬蘭法院公布，開始對俄羅斯僱傭兵嚴·彼得羅夫斯基進行審判，檢察官指控彼得羅夫斯基涉嫌在2014年至2015年期間在烏克蘭東部領導一支俄羅斯部隊時在路障上揮舞一面烏克蘭國旗，並伏擊烏克蘭士兵殺死22人，4人重傷，部分士兵被處決並殘害。面臨5項戰爭罪指控，檢察官尋求判處無期徒刑。
英國傳媒「天空新聞」援引不具名西方官員消息報道，俄羅斯對烏克蘭的炮兵優勢正在減弱，由俄軍發射數與烏軍五比一，下降至1.5比一，目前的下降原因包括生產和運輸困難，以及烏克蘭無人機對彈藥庫的襲擊，西方彈藥供應亦幫助烏克蘭消除差距。但俄羅斯仍在尋找其他方法來維持戰鬥力，包括越來越多地使用滑翔炸彈，產生毀滅性的影響。

## 12月6日
烏克蘭國家緊急服務局表示，俄軍使用1枚彈道導彈襲擊第聶伯羅彼得羅夫斯克州克里維里赫一棟行政大樓，至少造成2名平民死亡，17名平民受傷，包括一名6歲男童。扎波羅熱州州長表示，俄軍使用制導空中炸彈襲擊扎波羅熱市，至少造成10名平民死亡，24名平民受傷，包括2名兒童。
烏克蘭武裝部隊總參謀部表示，自全面入侵以來，俄羅斯在烏克蘭損失750,610名士兵，過去一天俄軍有1,660人傷亡，累計損失9,514輛戰車、19,518輛裝甲戰鬥車輛、30,899輛車輛和油箱、21,043門火砲系統、1,253套多管火箭系統、1,020套防空系統、369架飛機、329架直升機、20,023架無人機、2,857枚巡弋飛彈、28艘船隻和1艘潛艦等。
俄羅斯國防部表示，在過去一夜防空部隊擊落33架無人機和2艘無人艇。
俄羅斯國防部表示，武裝力量一周內用高精度武器和無人機對烏克蘭能源設施、軍工綜合體、無人機組裝地以及烏軍、外國教官和雇傭兵駐紮地發動6次集群打擊，全部命中目標。過去一周，黑海艦隊摧毀烏軍8艘無人艇。防空系統摧毀1枚海王星遠程導彈、4枚美制海馬斯多管火箭系統火箭彈以及441架無人機，自特別軍事行動開始以來，俄軍共摧毀649架飛機、283架直升機、37,354架無人機、586套防空系統、19,685輛坦克和其他裝甲車輛、1,497套多管火箭系統、19,085門火炮和迫擊炮、29,061輛特種軍用車輛。
非政府組織「白俄羅斯哈瓊監測小組」表示，俄羅斯對烏克蘭的夜間無人機襲擊中，至少有10架無人機進入白俄羅斯空域。
烏克蘭克里米亞游擊組織「阿泰什」表示，成員在莫斯科州契訶夫村附近燒燬一個中繼櫃，破壞連接俄羅斯莫斯科和庫爾斯克州一條關鍵鐵路線，擾亂俄羅斯補給。
烏克蘭總統澤連斯基表示，第一批新型導彈-無人機混合武器「Peklo」已交付烏克蘭武裝部隊，並表示現在的目標是擴大生產和部署，且已經驗證戰鬥力。
俄羅斯總統普京到訪白俄，出席俄白聯盟國家最高國務委員會會議時表示，特別關注的當然是歐洲地區的事態，尤其是烏克蘭，西方國家蓄意加劇緊張局勢，正是他們造成今天的悲劇，並在繼續加劇局勢。這種不負責任的政策正將世界推向全球衝突的邊緣。
俄羅斯財政部長西盧安諾夫表示，西方國家如何對待凍結俄資產的收益，俄羅斯就會如何使用西方資產的收益，俄羅斯將會利用俄羅斯凍結的西方資產收益發展和支持俄羅斯各地區。
德國總理朔爾茨表示，與美國總統當選人特朗普詳細討論達成協議充滿信心為烏克蘭制定一項聯合戰略，其團隊正在與特朗普的安全顧問保持直接溝通，相信能夠成事，戰略原則仍然是，如果不讓烏克蘭人民有發言權，任何事情都無法做出決定。
中國外交部發言人林堅表示，中國敦促國際社會為基輔和莫斯科之間的直接和平談判創造條件，只有當大國表現出正能量並努力進行對話和談判時，衝突才能得到解決。
烏克蘭筆會表示，6月時烏克蘭小說家維多利亞·阿梅麗娜在俄羅斯導彈襲擊頓涅茨克州東部城市克拉馬托爾斯克中身亡，終年37歲，獲國際出版商協會頒發IPA伏爾泰獎特別獎。
俄羅斯親政府傳媒「工商日報」報道，因應西方制裁，俄羅斯最大航空公司俄羅斯國際航空公司計劃購買5架二手波音737-800BCF貨機以拆解取得備件。
俄羅斯獨立媒體「ISTories」報道，在10月21日19歲俄羅斯應徵者阿爾喬姆·安東諾夫在拒絕簽署在庫爾斯克州作戰的軍事合同後被其指揮官槍殺。其親屬表，安東諾夫因拒絕簽署合同而多次面臨酷刑和虐待，包括用鐵棒毆打。

## 12月7日
烏克蘭赫爾松地區當局表示，過去一天俄羅斯多次炮擊赫爾松州多個住宅區，至少造成16名平民受傷，包括1名兒童。
烏克蘭武裝部隊總參謀部表示，自全面入侵以來，俄羅斯在烏克蘭損失751,910名士兵，過去一天俄軍有1,300人傷亡，累計損失9,514輛戰車、19,535輛裝甲戰鬥車輛、30,948輛車輛和油箱、21,055門火砲系統、1,253套多管火箭系統、1,022套防空系統、369架飛機、329架直升機、20,042架無人機、2,857枚巡弋飛彈、28艘船隻和1艘潛艦等。烏克蘭海軍副司令表示，烏克蘭海軍無人艇成功摧毀俄佔克里米亞控制的天然氣平臺上的監控系統。自由俄羅斯軍團發言人表示，扎波羅熱前線的局勢正變得非常困難和緊張，但事態發展仍可預測，俄軍的步兵突擊隊在裝甲車的掩護下，正試圖找到烏軍防禦的弱點。
俄羅斯國防部表示，在過去24小時防空部隊擊落26架無人機。
俄羅斯國防部表示，中部集團軍部隊已經佔領頓涅茨克地區別列斯特基村。俄軍航空兵、無人機、導彈部隊和炮兵摧毀142個有生力量和烏軍裝備聚集區。
烏克蘭總統澤連斯基表示，丹麥已向烏克蘭交付第二批F-16戰機，進一步增強防空能力，第一批丹麥提供的F-16戰機已經部署，感謝丹麥總理弗雷德裡克森、其團隊和丹麥人民的支援。如果所有國際合作夥伴都表現出同樣程度的承諾，那麼對俄羅斯將不再感到恐怖。

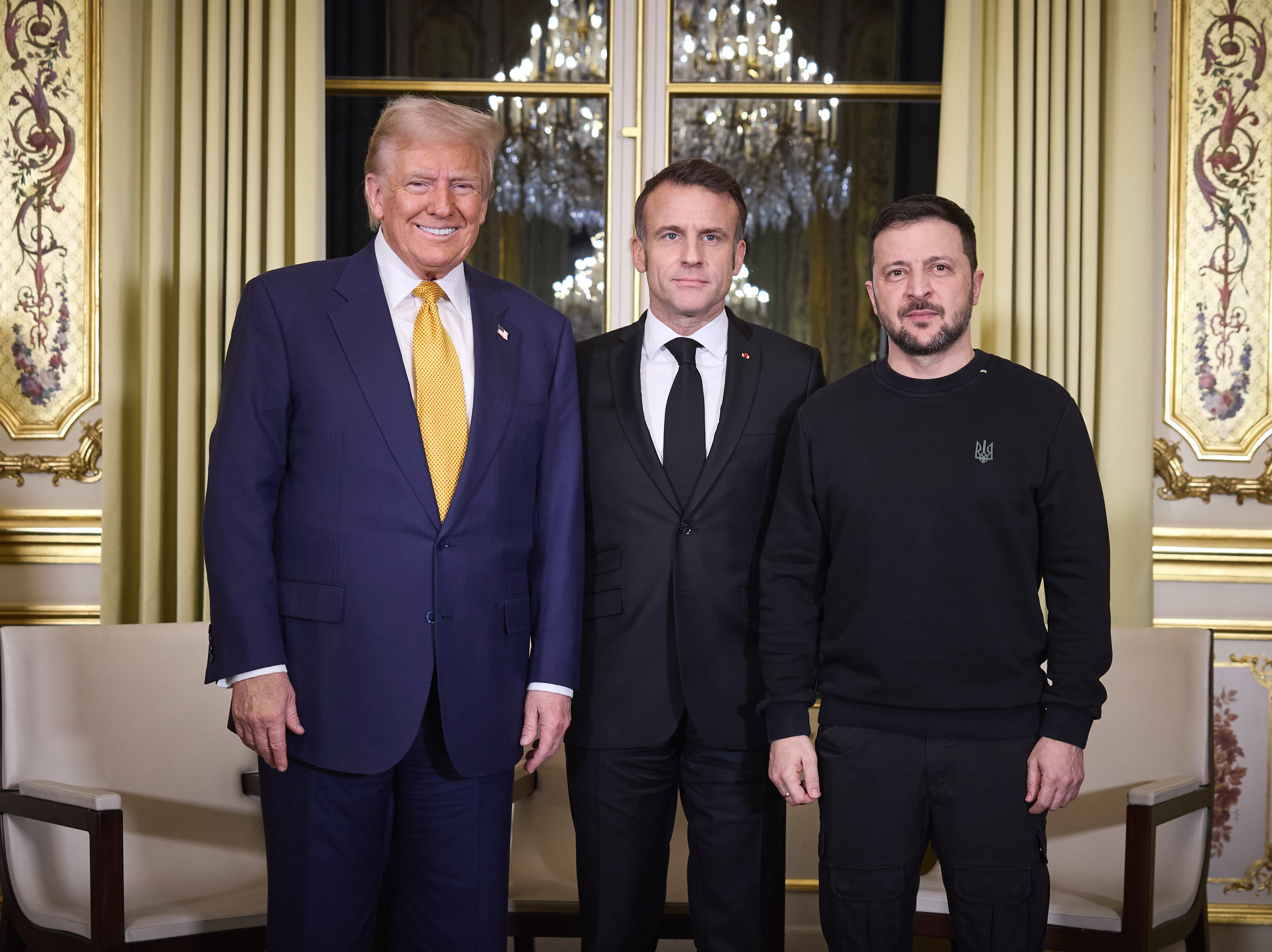
烏克蘭總統澤連斯基與美國總統當選人特朗普和法國總統馬克龍舉行三邊會談

烏克蘭總統澤連斯基到訪法國，出席巴黎聖母院重開儀式，並且與美國總統當選人特朗普和法國總統馬克龍舉行三邊會談。是自11月特朗普贏得美國總統選舉以來，澤連斯基和特朗普之間的首次面對面會面。會後澤連斯基表示，約35分鐘的富有成效和意義，談到烏克蘭人民、局勢和公正的和平。另外，澤連斯基亦會晤格魯吉亞總統祖拉比什維利，澤連斯基重申烏克蘭支持並聲援喬治亞人民，為自己爭取一個有價值的未來，重要的是始終尊重人民的意願，不要讓伊萬尼什維利政府將國家的未來交給俄羅斯總統普京。
美国國防部表示，將向乌克兰提供價值9.88亿美元的新军事援助，包括高機動炮兵火箭系統彈藥以及新無人機。
美國國家安全顧問沙利文表示，俄羅斯在烏克蘭的消耗戰中倒地，無法向敍利亞阿薩德政權提供更大的軍事援助，助長敍利亞反對派進攻的速度和規模，令敍利亞阿薩德政權更快垮台。

## 12月8日
烏克蘭空軍表示，俄羅斯在午夜至凌晨期間，對烏克蘭發動無人機和導彈襲擊，俄軍從布良斯克、庫爾斯克、濱海阿赫塔爾斯克和奧廖爾發射74架見證者-136無人機和其他類型無人機，防空系統在基輔、切爾卡瑟、哈爾科夫、波爾塔瓦、蘇梅、基洛夫格勒、第聶伯羅彼得羅夫斯克、扎波羅熱等地區擊落28架無人機。另有46架無人機因電子戰措施，未能擊中目標。烏克蘭赫爾松地區當局表示，俄羅斯無人機襲擊金迪伊卡鎮，至少造成1名平民死亡，7名平民受傷。
烏克蘭武裝部隊總參謀部表示，自全面入侵以來，俄羅斯在烏克蘭損失753,370名士兵，過去一天俄軍有1,460人傷亡，累計損失9,519輛戰車、19,571輛裝甲戰鬥車輛、30,965輛車輛和油箱、21,058門火砲系統、1,253套多管火箭系統、1,023套防空系統、369架飛機、329架直升機、20,071架無人機、2,857枚巡弋飛彈、28艘船隻和1艘潛艦等。
俄羅斯國防部表示，在過去一夜防空部隊擊落46架無人機。
俄羅斯國防部表示，東部集團軍部隊已經佔領頓涅茨克地區布拉戈達特諾耶村。烏克蘭軍隊在過去一晝夜內，在前線各地區內損失1,400名軍人。
烏克蘭總統澤連斯基在社交平台釋出一份關於烏克蘭損失的內容中透露，自2022年2月俄羅斯開始全面入侵以來，烏克蘭在戰場上有4萬3千名士兵陣亡，37萬名士兵受傷，大約一半受傷士兵康復後重返戰場。自今年9月以來，俄羅斯在戰場上以5比1甚至6比1的比例在戰場上損失軍隊，損失數字超越烏克蘭。
俄羅斯總統新聞秘書佩斯科夫表示，烏克蘭的損失比俄羅斯方面的損失高許多倍，如果損失以該速度繼續增加，將導致烏軍完全耗盡，並把動員年齡降低至18歲，加強強制動員，局勢對烏軍來說只會越來越具有災難性。俄羅斯總統普京早前已經公開和平談判的條件，但烏克蘭仍然拒絕談判，也沒有改變自己的立場，在過去和現在都拒絕談判。澤連斯基更通過法令禁止自己及烏克蘭當局與俄羅斯領導層有任何接觸。為了步入和平軌道，澤連斯基只需取消相關法令，並指示在土耳其伊斯坦布爾協議基礎上恢復對話，同時考慮到當前的現實情況。
烏克蘭國防部情報總局表示，在敘利亞阿薩德政權垮台之際，俄羅斯已經開始從敘利亞多個基地撤出其海軍和軍事資產。
美國總統當選人特朗普7日在法國巴黎與烏克蘭總統澤連斯基和法國總統馬克龍會談後在社交平台上表示，敍利亞的阿塞德政權垮台，其保護者普京領導的俄羅斯，已經沒有興趣繼續保護他，對敘利亞喪失興趣是因為烏克蘭，俄羅斯在這場根本不該開始的戰爭中，已經有60萬官兵死傷。烏克蘭亦已經荒謬地喪失40萬官兵，還有更多的民眾人命。必須要立即停火，進行協商，太多生命已經毫無意義地犧牲，自己與普京關係良好，是自己該行動的時候，並認為中華人民共和國可以幫忙。特朗普在接受NBC新聞採訪時表示，正在努力結束烏克蘭的戰爭，上任後將會減少對烏克蘭的援助，認為烏克蘭需要為減少援助作準備，又證實近期沒有與俄羅斯總統普京接觸，形容是不想做任何可能阻礙談判的事情。
美國總統拜登表示，西方支援的烏克蘭軍隊對俄軍造成大規模破壞，令俄羅斯無法支援在敘利亞的盟友，導致阿薩德政權垮台。
美國國防部長奧斯汀表示，自2022年俄羅斯全面入侵烏克蘭以來，俄羅斯在烏克蘭的戰爭上花費至少2千億美元，俄羅斯在戰爭第一年損失的士兵比至第二次世界大戰以來的任何衝突加起來還要多　近幾個月來俄軍至少每天損失1千名士兵，至少遭受70萬人傷亡。
教宗方濟各在週日禱告中表示，呼籲政治家和全球領導人在聖誕節慶祝活動前實現全球停火，包括烏克蘭，並表示將繼續為飽受折磨的烏克蘭、中東以及遭受暴力和戰爭的任何人和地方的和平禱告。

## 12月9日
烏克蘭武裝部隊總參謀部表示，自全面入侵以來，俄羅斯在烏克蘭損失754,590名士兵，過去一天俄軍有1,220人傷亡，累計損失9,519輛戰車、19,589輛裝甲戰鬥車輛、30,989輛車輛和油箱、21,061門火砲系統、1,253套多管火箭系統、1,023套防空系統、369架飛機、329架直升機、20,093架無人機、2,859枚巡弋飛彈、28艘船隻和1艘潛艦等。烏克蘭國家安全局表示，其無人艇6日在俄佔克里米亞附近成功擊退追擊的俄羅斯直升機，直升機遭受重大破壞，需要進行重大維修，幾名機員被打死和受傷。
俄羅斯國防部表示，在過去24小時防空部隊擊落10枚美製海馬斯多管火箭炮彈和36架無人機。
俄羅斯國防部表示，烏克蘭軍隊在過去一晝夜內，在前線各地區內損失1,530名軍人。俄軍航空兵、無人機、導彈部隊和炮兵摧毀147個有生力量和烏軍裝備聚集區。

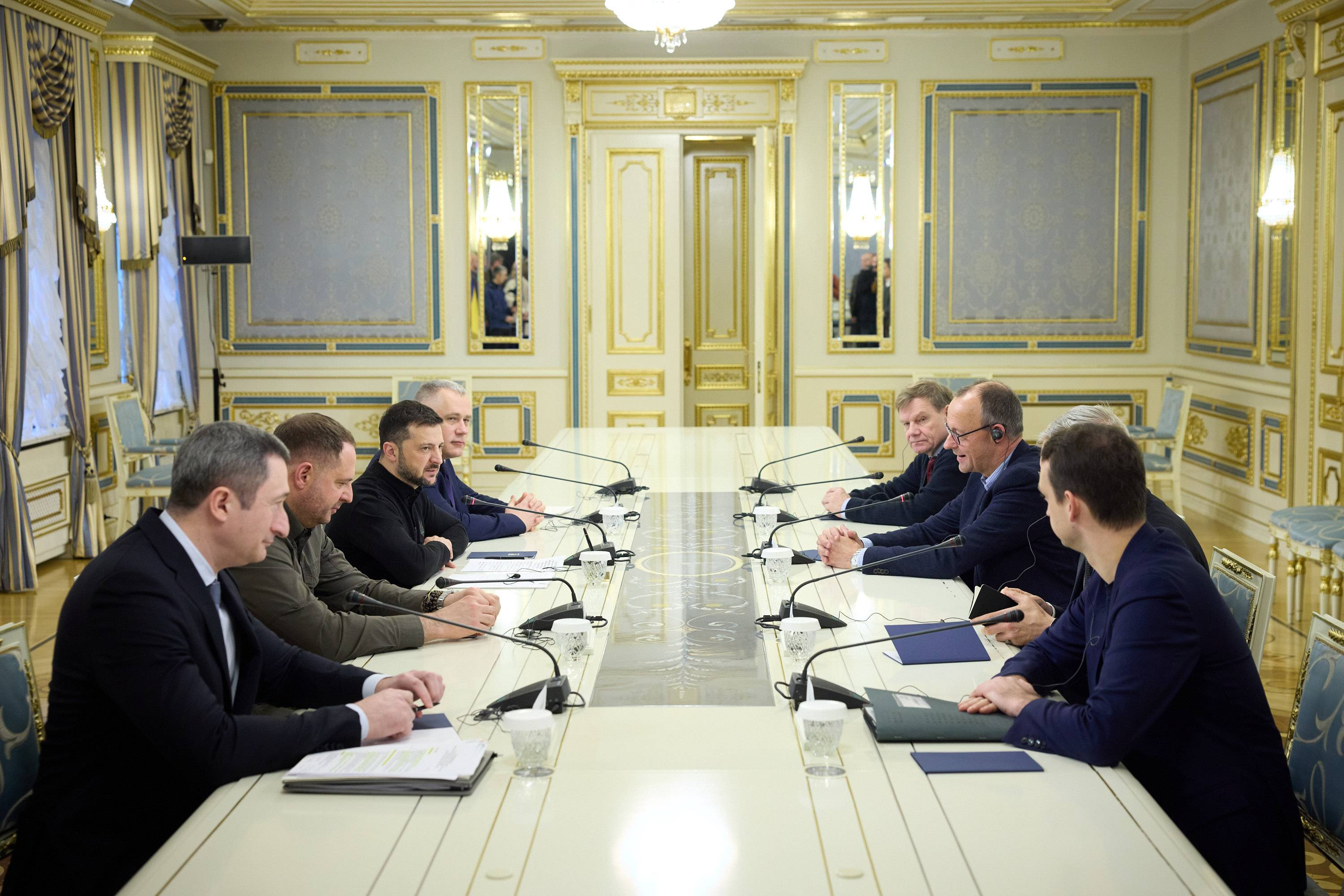
烏克蘭總統澤連斯基會見到訪的德國在野黨基民盟領導人默茨

烏克蘭總統澤連斯基會見到訪的德國在野黨基民盟領導人默茨。期間澤連斯基表示烏克蘭可能會考慮法國總統馬克龍關於在烏克蘭領土部署外國維和人員的建議，但必須在明確加入成為北約成員的時間表後。默茨則表示，建議德國、法國、英國和波蘭應該成立一個聯絡小組，協調歐洲國家結束俄烏戰爭的方法，並表示澤連斯基同意相關提案，另外默茨批評現屆德國政府在提供金牛座巡航導彈等武器政策上猶豫不決，認為是令烏克蘭單手作戰。另外，澤連斯基會見愛沙尼亞總理米哈爾，兩人討論烏克蘭前線局勢發展。
烏克蘭總統澤連斯基在社交平台回應美國官員和西方盟友的施壓，要求將徵兵年齡從25歲降低至18歲，以動員更多士兵時表示，烏克蘭絕不能用士兵的年輕人來彌補缺乏裝備和訓練，當務應該是提供導彈並降低俄羅斯的軍事潛力，而不是烏克蘭的徵兵年齡。目標應該是保護儘可能多的生命，而不是儲存武器。烏克蘭的重點應該是裝備和訓練現有軍隊旅，盟國應該共同努力結束俄羅斯的全面入侵。感謝法國總統馬克龍和美國總統當選人特朗普最近在巴黎進入富有成效的對話，期間亦對特朗普直言，普京只害怕他，也許也害怕中華人民共和國。
俄羅斯總統普京在祖國英雄日於克里姆林宮舉行頒獎儀式，向俄羅斯英雄頒發金星獎章。普京表示，俄羅斯為在特別軍事行動區作戰的戰士的勇氣感到自豪，包括我們的前輩，以及我們同時代的人，戰士的決心讓任何人都毫不懷疑俄羅斯會勝利。
俄羅斯人權事務專員莫斯卡爾科娃表示，俄羅斯已移交據稱1月份在俄羅斯別爾哥羅德州伊爾-76空難中喪生的烏克蘭戰俘屍體。烏克蘭戰俘待遇協調總部發言人表示，俄羅斯在最近的交換安排中移交幾具屍體，但仍然需要進行身份識別工作，專門機構正是在刑事訴訟框架內確認遺體屬於烏克蘭軍人。
烏克蘭總統發言人尼基佛洛夫表示，烏克蘭正在組建一個合作伙伴聯盟，成立一個工作組，旨在加強其國防，並就結束戰爭形成統一的外交立場，相關國家具有遠端能力，對烏克蘭武器生產進行大量投資，並對烏克蘭未來北約成員具有影響力，計劃於12月舉行會議，以協調立場，並確保烏克蘭在談判和戰場上的實力。
俄羅斯檢察官辦公室表示，俄佔克里米亞一間法院以叛國罪判處一名當地居民監禁15年，該名居民涉嫌在2022年12月至2023年3月期間向烏克蘭國防部提供有關俄羅斯軍事裝備移動和正在建設中的軍事設施的資訊。
烏克蘭國防部表示，已批准新型Droid TW 12.7機器人複合體用於戰鬥行動，該複合體帶有Browning 12.7毫米機槍，是一種透過遙控平板電腦操作的地面戰鬥無人機。
俄羅斯Telegram頻道「Mash」報道，在2022年7月29日奧列尼夫卡監獄大屠殺期間，出任負責人的謝爾希·葉夫修科夫在俄佔頓涅茨克一輛汽車爆炸中死亡。烏克蘭方面以謀殺、酷刑和戰爭罪通緝葉夫修科夫。
美國國務院發言人米勒表示，已經就烏克蘭東部地區面臨的安全局勢與烏克蘭政府進行討論，並且重申關於烏克蘭軍事力量的組成，由烏克蘭人自行作出決定，美國已經明確表示，如果烏克蘭改變其動員政策，美國及其盟友將會為新動員士兵提供訓練和必要裝備。
英國政府表示，針對俄羅斯非法黃金貿易實施新制裁，對5名個人實施資產凍結，認為他們間接地為俄羅斯對烏克蘭的戰爭提供資金，利用非法黃金貿易洗錢和規定制裁，以此來支援普京的戰爭努力。
新聞通訊社「彭博社」報道，儘管受到國際制裁，俄羅斯軍工綜合體材料供應商仍然利用漏洞美國科技公司「德州儀器」訂購晶片，在2023年8月至2024年8月期間，一家大型俄羅斯分銷商處理4千多個價值近600萬美元的德州儀器產品訂單。另外，「彭博社」引述不具名消息報道，中國製造商開始限制向美國和歐洲客戶銷售重要的無人機部件，將會窒礙烏克蘭的戰爭努力。

## 12月10日
烏克蘭地方政府表示，截至10日上午9時，俄羅斯在過去24小時內襲擊赫爾松、蘇梅、尼古拉耶夫、第聶伯羅彼得羅夫斯克、頓涅茨克、盧甘斯克、哈爾科夫和切爾尼戈夫等地，至少造3名平民死亡，14名平民受傷。烏克蘭內政部表示，上午10時20分左右俄軍10分鐘內先後兩次對哈爾夫夫州茲拉托皮爾發射2枚伊斯坎德爾-M彈道導彈，至少造成11名平民受傷，多棟民用基礎設施和住宅受到破壞。烏克蘭扎波羅熱州長表示，俄軍使用導彈襲擊扎波羅熱市一家私人診所，至少造成10名平民死亡，22名平民受傷。
烏克蘭總統澤連斯基表示，一輛國際原子能機構服務車在前往俄佔扎波羅熱核電站途中遭俄羅斯無人機擊中，嚴重受損，清楚地表明俄羅斯如何看待國際法和國際機構，呼籲國際原子能機構和國際合作夥伴作出堅定回應。國際原子能機構總幹事格羅西譴責襲擊是不可接受，強調機構在衝突期間，預防核事故方面的關鍵作用。俄羅斯外交部發言人扎哈羅娃11日發聲明表示，國際原子能機構秘書處專家在扎波羅熱核電站按計劃進行輪換期間，烏克蘭部隊對正在運送該機構人員的車輛實施一系列打擊，俄羅斯對此表示強烈譴責。
烏克蘭武裝部隊總參謀部表示，自全面入侵以來，俄羅斯在烏克蘭損失755,940名士兵，過去一天俄軍有1,350人傷亡，累計損失9,524輛戰車、19,596輛裝甲戰鬥車輛、31,037輛車輛和油箱、21,064門火砲系統、1,253套多管火箭系統、1,023套防空系統、369架飛機、329架直升機、20,107架無人機、2,859枚巡弋飛彈、28艘船隻和1艘潛艦等。
俄羅斯國防部表示，在過去24小時防空部隊擊落3枚美製海馬斯多管火箭炮彈和23架無人機。俄佔頓涅茨地區葉納基耶夫懷疑遭到導彈襲擊，發生爆炸。當地官員宣布進行疏散。
俄羅斯國防部表示，中部集團軍部隊已經佔領頓涅茨克地區熱爾多耶居民點。烏克蘭軍隊在過去一晝夜內，在前線各地區內損失1,585名軍人。俄軍航空兵、無人機、導彈部隊和炮兵摧毀128個有生力量和烏軍裝備聚集區。自特別軍事行動展開以來，俄軍已累計摧毀烏軍649架飛機，283架直升機，37,527架無人機，586套防空系統，19,720輛坦克及其他裝甲車輛，1,500門多管火箭炮，19,334門火炮和迫擊炮和29,123輛軍用車輛。
烏克蘭克里米亞游擊組織「阿泰什」表示，俄軍集結約300艘船，旨在穿越第聶伯羅河並佔領河上具有戰略意義的島嶼，而越來越多俄羅斯士兵破壞船隻和裝備，以避免在南部戰線的第聶伯羅河群島上作戰。
公開來源地圖「DeepState Map」資訊報道，俄軍在蘇梅州亞歷山德里亞邊境村莊附近推進，已經佔領蘇梅州2平方公里土地。蘇梅州軍事行政部門負責人則否認俄羅斯軍隊突破邊境的說法，形容報告是虛假資訊。
烏克蘭總統澤連斯基表示，新型導彈「Ruta」正在成功測試中，強調烏克蘭在導彈和無人機開發方面的進展，並指出輕型混合動力導彈-無人機「圓麵包」已進入大規模生產，而混合動力導彈-無人機「Peklo」已經成功部署在戰鬥中。
烏克蘭總統辦公室主任葉爾馬克表示，作為「帶孩子回UA」計劃的一部份，從俄羅斯和俄佔地區帶回多名平民，包括3名剛滿18歲的烏克蘭年輕人，其中2人被帶到俄羅斯生活時遭受心理壓力，另一人則是被迫離開自己的家庭支援，最終設法希望離開俄佔地區，另外協助一個四口之家，包括11歲和14歲的兒童，因親烏克蘭立場而面臨迫害，以及協助1名無法自行疏散的77歲婦女。
烏克蘭國會人權監察員魯賓內茲表示，烏克蘭可以確認俄羅斯軍方在2024年即決處決至少109名烏克蘭戰俘，在全面戰爭的前幾年則確認177起處決戰俘的案件。
俄羅斯聯邦安全局表示，拘留1名俄羅斯-德國雙重國籍公民，涉嫌受烏克蘭金錢獎勵，自制爆炸裝置準備破壞鐵路，發現與烏克蘭情報部門代表通訊的通訊裝置，被拘留者是追隨激進新納粹意識形態團體的一員。
美國財政部表示，將向烏克蘭提供200億美元的貸款援助，作為七國集團500億美元倡議的一部分，貸款將使用凍結的俄羅斯資產收益償還，將有助於確保烏克蘭擁有維持緊急服務、醫院和其他用於抵抗的基礎所需資源。美國國務院表示，批准為烏克蘭提供2.66億美元的外國軍事銷售計劃，向烏克蘭提供F-16戰機的關鍵支援系統，包括聯合任務規劃系統、武器軟體、訓練裝置以及戰機的備件和替換零件。
美國印太司令部司令帕帕羅表示，俄羅斯可能已經向北韓轉讓米格-29和蘇-27戰機，以換取北韓士兵參與烏克蘭戰事，北韓可能會再從俄羅斯尋求額外的軍事能力，包括彈道導彈技術、潛艇技術和防空系統。
波蘭總理圖斯克表示，結束烏克蘭戰爭的和平談判最早可能在今年冬天開始。
白俄羅斯反對派流亡領導人季哈諾夫斯卡婭表示，白俄羅斯權力移交協調委員會已經與烏克蘭領導人建立良好的聯絡和關係，強調烏克蘭勝利的重要性，並指出自由的白俄羅斯取決於烏克蘭不受俄羅斯侵略，但烏克蘭必須獲得所有必要的武器才能獲勝。
英國非牟利組織「調查性新聞中心」根據衛星影像調查顯示，俄羅斯在刻赤海峽為保護克里米亞大橋，而部署的駁船數量在一個月內減少一半，7月27日至8月8日期間部署的34艘駁船在刻赤海峽航道附近排成兩排。12月8日最新的衛星影象顯示，圖茲拉島和刻赤半島之間僅剩18條駁船。
烏克蘭智庫「新歐洲中心」公布調查顯示，約70.3%受訪烏克蘭人贊成烏克蘭以類似於德國加入北約的模式逐漸加入北約，關鍵的區別是，加入的邀請將涵蓋整個烏克蘭，但聯盟的集體防禦只有在被佔領土未來解放後才會套用到相關地區。64.1%受訪者認為，如果沒有西方的適當安全保證，不值得與俄羅斯會談。30%受訪者贊成無條件談判，認為烏克蘭沒有資源維持一場消耗戰。約31.3%受訪者認為核武器的發展是最有效的安全保證。29.3%受訪者認為加入北約是最理想的路線。6.4%受訪者相信歐洲維和人員在烏克蘭部署的可能性。

## 12月11日
烏克蘭地方政府表示，截至11日上午9時，俄羅斯在過去24小時內襲擊赫爾松、蘇梅、尼古拉耶夫、第聶伯羅彼得羅夫斯克、頓涅茨克、盧甘斯克、哈爾科夫和切爾尼戈夫等地，至少造成8名平民死亡，57名平民受傷。
烏克蘭武裝部隊總參謀部表示，自全面入侵以來，俄羅斯在烏克蘭損失757,340名士兵，過去一天俄軍有1,400人傷亡，累計損失9,526輛戰車、19,616輛裝甲戰鬥車輛、31,073輛車輛和油箱、21,067門火砲系統、1,253套多管火箭系統、1,023套防空系統、369架飛機、329架直升機、20,111架無人機、2,859枚巡弋飛彈、28艘船隻和1艘潛艦等。武裝部隊總參謀部表示，烏克蘭軍隊發射武器擊中布良斯克市附近一條德魯日巴石油裝載管道，導致管道起火焚燒。烏克蘭軍方霍爾蒂恰作戰戰術小組發言人表示，俄軍在波克羅夫斯克方向取得支援，由於長時間的衝突，烏軍兩個陣地被摧毀，一個陣地丟失，正在採取措施恢復陣地。
俄羅斯國防部表示，基輔政權上午發射6枚美製MGM-140陸軍戰術導彈攻擊羅斯托夫州境內的塔甘羅格軍事機場，俄軍鎧甲防空系統攔截其中2枚導彈，其餘導彈被電子戰系統干擾，導彈碎片墜落造成部分人員受傷。針對使用西方遠程武器發動襲擊一事，俄羅斯不會坐視不管，將採取相應措施予以回應。俄羅斯羅斯托夫州代理州長表示，午夜至凌晨期間1枚烏克蘭導彈擊中俄羅斯羅斯托夫州一家鍋爐廠，破壞塔甘羅格市的關鍵基礎設施，至少27棟公寓樓的供暖供應中斷。
俄羅斯國防部表示，在過去24小時防空部隊擊落4枚美製海馬斯多管火箭炮彈和32架無人機。
俄羅斯國防部表示，北部集團軍部隊在進攻行動中，已奪回庫爾斯克州的達里諾和普廖霍沃居民點。烏克蘭軍隊在過去一晝夜內，在前線各地區內損失1,455名軍人。俄軍航空兵、無人機、導彈部隊和炮兵摧毀141個有生力量和烏軍裝備聚集區。自特別軍事行動展開以來，俄軍已累計摧毀烏軍649架飛機，283架直升機，37,559架無人機，586套防空系統，19,725輛坦克及其他裝甲車輛，1,500門多管火箭炮，19,411門火炮和迫擊炮和29,138輛軍用車輛。
烏克蘭總統澤連斯基聽取武裝部隊總司令瑟爾斯基匯報後表示，俄羅斯軍隊在11月和12月的戰事中遭受的傷亡數字均創紀錄新高，頓涅茨克州的波克羅夫斯克和庫拉霍韋地區仍然是前線的活躍部分。瑟爾斯基在訪問波克羅夫斯克地區前線行動的第38獨立海軍陸戰隊旅後表示，波克羅夫斯克的戰鬥異常艱難，需要烏克蘭軍事領導層做出非標準決定，以提高防禦的復原力，並更有效地摧毀佔領者，烏軍正處於劣勢，特別是在人力方面，俄軍的人數超過烏克蘭部隊，並正在向前推進所有可用的部隊。
俄羅斯克里姆林宮發聲明表示，匈牙利總理歐爾班提議與俄羅斯總統普京通話，兩人通話超過1小時，討論烏克蘭戰爭和其他話題。歐爾班表示，有興趣促進聯合尋找從政治和外交上解決危機的方法，包括考慮歐爾班與個別西方領導人的接觸。普京則概述其對烏克蘭局勢當前發展和基輔政權破壞性路線的根本評估，認為路線繼續排除和平解決衝突的可能性。烏克蘭總統澤連斯基抨擊匈牙利總理歐爾班與普京的通話，呼籲不要以犧牲團結為代價來玩弄自己的形象，應該集中為了共同的成功，沒有烏克蘭代表就無法討論烏克蘭戰爭，絕對清楚的是實現真正的和平和保證安全需要美國的決心、歐洲團結和所有夥伴維護聯合國憲章和原則的承諾，我們都希望歐爾班至少不會打電話給莫斯科的前敍利亞總統阿薩德，去聽取他長篇大論的講座。
烏克蘭財政部長馬欽柯表示，烏克蘭正在從其預算中分配必要的資金來購買裝置，並繼續接收美國的武器，即使美國的援助耗盡，烏克蘭仍有足夠的資金和彈藥至少在2025年上半年繼續抵抗俄羅斯。美國總統當選人特朗普削減援助的可能性是一個挑戰，因此與新政府合作創造必要條件符合基輔的利益，烏克蘭想建立良好的關係。相信北約的正式成員仍然是阻止俄羅斯侵略的最佳保證，現代而強大的烏克蘭軍隊是唯一的選擇。財政部表示，七國集團利用俄羅斯凍結資產利潤向烏克蘭提供的500億美元貸款，將能夠為2025年烏克蘭國防部的所有計劃支出提供全額資金。
俄佔頓涅茨克當局表示，當地法院審判在保衛馬里烏波爾圍城戰中被俘的烏克蘭海軍步兵第36旅9名士兵，涉嫌在2022年3月炮擊馬裡烏波爾附近的舊克里木，判處監禁24年和無期徒刑。
歐盟委員會主席馮德萊恩表示，歐盟成員國大使同意對俄羅斯實施第15輪制裁，針對俄羅斯的影子艦隊，並對透過幫助俄羅斯規避出口限制和為俄羅斯軍事和技術發展做出貢獻的人和組織實施制裁。
俄羅斯獨立媒體Mediazona與BBC新聞俄語根據公共來源，包括訃告、親屬、地區媒體和地方當局的報道，確認自2022年2月俄羅斯全面入侵烏克蘭以來，82,050名俄羅斯陣亡士兵的名字，近4,400多名軍官在烏克蘭的戰鬥中喪生，至少有14,853名從監獄招募的囚犯、17,712名志願者和9,818名動員士兵在戰爭中死亡，報道明確表示，實際數字可能更高。
新聞通訊社「美聯社」援引一位不具名美國情報官員消息報道，俄羅斯可能會在未來幾天第二次向烏克蘭發射新型「榛樹」中程高超音速導彈。

## 12月12日
烏克蘭地方政府表示，截至12日上午9時，俄羅斯在過去24小時內襲擊赫爾松、蘇梅、尼古拉耶夫、第聶伯羅彼得羅夫斯克、頓涅茨克、盧甘斯克、哈爾科夫和切爾尼戈夫等地，至少造成1名平民死亡，11名平民受傷。
烏克蘭武裝部隊總參謀部表示，自全面入侵以來，俄羅斯在烏克蘭損失758,730名士兵，過去一天俄軍有1,390人傷亡，累計損失9,532輛戰車、19,644輛裝甲戰鬥車輛、31,127輛車輛和油箱、21,072門火砲系統、1,253套多管火箭系統、1,023套防空系統、369架飛機、329架直升機、20,111架無人機、2,861枚巡弋飛彈、28艘船隻和1艘潛艦等。
俄羅斯國防部表示，在過去24小時防空部隊擊落4枚美製海馬斯多管火箭炮彈和37架無人機。俄羅斯車臣領導人卡德羅夫表示，午夜至凌晨期間，無人機襲擊車臣格羅茲尼一個警察團營地，損壞大樓屋頂，至少4名值班人員受傷。
俄羅斯國防部表示，中部集團軍部隊已經控制頓涅茨克地區扎里亞居民點。烏克蘭軍隊在過去一晝夜內，在前線各地區內損失1,345名軍人。俄軍航空兵、無人機、導彈部隊和炮兵摧毀137個有生力量和烏軍裝備聚集區。自特別軍事行動展開以來，俄軍已累計摧毀烏軍649架飛機，283架直升機，37,596架無人機，586套防空系統，19,730輛坦克及其他裝甲車輛，1,500門多管火箭炮，19,482門火炮和迫擊炮和29,146輛軍用車輛。
烏克蘭傳媒「基輔獨立報」引述烏克蘭軍方消息報道，烏克蘭國防部情報總局人員在莫斯科附近槍殺，俄羅斯武器研發部門副總設計師兼軟體部門負責人米哈伊爾·沙茨基，沙茨基亦參與俄軍用於攻擊烏克蘭的Kh-59和Kh-69巡航導彈現代化。
俄羅斯聯邦安全會議副主席、前總統梅德韋傑夫到訪中華人民共和國，與中共中央總書記習近平會談後與媒體進行交流時表示，在與習近平會談時討論烏克蘭危機，中國黨和國家領導人闡述可能解決的願景。梅德韋傑夫指出，俄羅斯準備恢復與烏克蘭的談判，但只能是在烏克蘭認清當今現實和考慮俄羅斯總統普京所提建議的情況下。中華人民共和國外交部表示，習近平在與梅德韋傑夫會面時重申中國在解決烏克蘭戰爭方面的立場。強調三項原則，包括防止衝突蔓延到戰鬥區之外，防止敵對行動升級，防止任何一方煽動衝突。呼籲國際努力為政治解決創造有利條件，並重申北京的中立立場。
俄羅斯總統新聞秘書佩斯科夫表示，匈牙利總理歐爾班在與俄羅斯總統普京通話時提議俄羅斯和烏克蘭於聖誕節前夕進行大規模戰俘交換，並宣佈聖誕節停火。佩斯科夫表示，俄羅斯從未拒絕和談，並多次表示，願意在2022年伊斯坦布爾協議基礎上恢復和談，俄羅斯聯邦安全局亦向匈牙利駐俄羅斯大使館轉交俄方的戰俘交換建議，但從澤連斯基及其周圍人員在社交平台上回應看，烏克蘭方面拒絕歐爾班的所有提議。俄羅斯外長拉夫羅夫與匈牙利外長西雅爾多通電話，討論匈牙利提出的俄烏臨時停火和互換戰俘的提議，兩國外長商定繼續就烏克蘭危機的各種問題保持密切的信任對話。西雅爾多表示，匈牙利關於在烏克蘭前線臨時停火和互換戰俘的提議被澤連斯基拒絕，基輔政權外交部的官員已將此事通知匈牙利。拉夫羅夫表示，烏克蘭並非第一次拒絕人道主義倡議，其中亦包括匈牙利和土耳其提出的倡議。
烏克蘭總統顧問利特維寧表示，匈牙利方面從來沒有與烏克蘭討論任何事情，也沒有就與俄羅斯的接觸告知烏克蘭，匈牙利總理歐爾班亦並未就其提出的停火和交換囚犯的提議與烏克蘭進行接觸，指出歐爾班在社交平台批評烏克蘭總統澤連斯基拒絕其聖誕停火提議，但澤連斯基在社交平台的帖子並未提及停火或囚犯交換，而是批評歐爾班與普京的通話。重申烏克蘭每天都正在努力尋求釋放戰俘，並正在討論年底前進行重大囚犯交換，但否認與匈牙利之間就此事進行任何接觸，並表明和往常一樣，烏克蘭不需要公關，而是公正的和平，不需要言語，而是可靠的安全保障。烏克蘭總統辦公室主任葉爾馬克表示，烏克蘭不準備與俄羅斯進行談判，因為缺乏足夠的西方支援，無法從強勢位置進行談判，烏克蘭必須被平等地對待任何潛在的談判，並駁回俄羅斯的最後通牒，認為是不可接受，指出在總統澤連斯基的領導下，不會有新的明斯克協議或諾曼第模式。
烏克蘭地面部隊指揮官德拉帕蒂少將公布部隊的根本性改革計劃，修改包括零容忍腐敗的改革招聘系統，改善針對一線需求的軍事訓練，以及將先進技術整合到培訓和行動流程中。
烏克蘭駐美國大使馬爾卡羅娃表示，儘管烏克蘭外交官已經盡其所能作出努力，但美國眾議院通過的8,950億美元的美國國防法案中，沒有包括延長烏克蘭貸款法案的條款。美國曾於2022年5月通過「2022年烏克蘭民主防衛租借法」，但相關法案已於2023年9月到期，且從未使用，烏克蘭外交官一直在遊說重新引入相關法案，允許美國總統向烏克蘭借出或租賃武器，同時削減提供武器時國會的繁文縟節。
俄羅斯副外長里亞布科夫表示，烏克蘭加入北約對於俄羅斯而言絕對是不可接受，而且讓烏克蘭加入北約是開展特別軍事行動的主要原因之一，俄羅斯不能允許一個敵對集團繼續接近邊境，而且是像烏克蘭這樣與俄羅斯有著歷史聯繫的國家，生活著許多俄語居民，認為他們根本不認同所謂的大西洋野心。
烏克蘭國家安全局表示，烏克蘭法院缺席判處俄羅斯國家杜馬主席沃洛丁監禁15年，指控沃洛丁是俄羅斯全面入侵烏克蘭的關鍵人物，涉嫌在2022年2月15日，沃洛丁主持杜馬會議，批准決議，敦促普京承認俄佔頓涅茨克和俄佔盧甘斯克獨立。其後，組織克里姆林宮和被佔領土之間所謂「友好、合作和互助條約」的批准。相關行動成為俄羅斯在2022年2月24日發動全面入侵烏克蘭的理由。
俄羅斯調查委員會表示，俄羅斯莫斯科一個軍事法院審判烏克蘭第61獨立機械化旅服役的2名在庫爾斯克州作戰被俘的烏克蘭士兵，涉嫌犯下恐怖主義罪，開火殺害俄羅斯軍人和平民，於8月7日越過俄羅斯邊境進入庫爾斯克州，綁架3名俄羅斯公民到烏克蘭，並搶劫烏克蘭控制的蘇賈鎮的一家雜貨店，分別監禁14和15年。
流亡的烏克蘭馬里烏波爾市議會表示，俄佔頓涅茨克法院判處1名20歲的馬裡烏波爾居民米哈伊爾·卡裡莫夫在殖民地監獄監禁11年，涉嫌在2022年12月至2023年6月期間向烏克蘭國防部情報總局提供有關俄羅斯部隊位置和行動的資訊。
烏克蘭鋼鐵生產商Metinvest表示，由於該地區的炮擊加劇，將關閉包括一個礦山和一座行政大樓的波克羅夫斯克礦場，前線正在擴大，並越來越接近礦井，核心人員及其家人已被疏散，附近的皮沙內煤電廠停止運作。
美國總統當選人特朗普表示，非常強烈反對烏克蘭使用美國製造的導彈襲擊俄羅斯境內的目標，形容只是在升級這場戰爭，並讓它變得更糟，但特朗普承認俄羅斯的入侵比中東局勢更復雜，躺在各地田野上的年輕士兵死亡人數驚人，正在發生的事情太瘋狂，特朗普表示會尋求利用美國的援助將克里姆林宮推到談判桌上。特朗普表明，想達成協議，而達成協議的唯一方法就是不放棄。
美國國務卿布林肯表示，美國將向烏克蘭提高新一批價值5億美元軍事援助，包括海馬斯多管火箭系統、155毫米和105毫米火炮彈藥、防空武器、無人機、裝甲車、FGM-148標槍飛彈和AT4反坦克火箭筒、反坦克武器和其他裝置彈藥。美國烏克蘭經濟復甦問題特別代表維爾馬表示，美國將向烏克蘭提供超過4.4億美元經濟援助，用於重建、基礎設施、物流、交通和農業等經濟關鍵部門。
德國總理肖爾茨表示，即使11月中旬與俄羅斯總統普京通電話後，對普京一直重述其所有的公式感到沮喪，且引發批評，但仍準備再次與俄羅斯總統普京進行會談，不過不能對此抱有任何幻想。
國際原子能總署理事會按烏克蘭要求，召開緊急會議討論11月28日對烏克蘭能源設施的大規模無人機和導彈襲擊，襲擊導致嚴重停電，並中斷3座核電站的場外電力，構成重大的核安全風險，理事會通過決議，譴責對烏克蘭能源基礎設施的襲擊，但沒有明確提及俄羅斯。
非政府組織「克里米亞人權小組」表示，截至2024年12月，有301名烏克蘭平民婦女被俄羅斯俘虜，其中25人在俄羅斯全面入侵前被拘留，形容實際數字可能更高，強調俄羅斯全面入侵烏克蘭之後被拘留的婦女人數是之前的11倍，現時政府的首要任務是確保釋放所有戰俘和平民，呼籲採取明確措施來支援被俘平民及其家人。
美國傳媒「國會山報」報道，美國國會兩院議員在國防法案中加入要求國家情報總監、國防情報局局長和中央情報局局長撰寫一份關於不同政策對烏克蘭和美國安全影響的報告。報告應包括如果美國繼續或拒絕軍事和經濟支援，以及如果美國堅持或撤銷使用遠端導彈攻擊俄羅斯境內的許可，對烏軍防禦俄羅斯侵略能力的影響，希望情報主管評估若俄羅斯擊敗烏克蘭對美國國家安全利益的影響，包括來自俄羅斯、中華人民共和國、伊朗和朝鮮民主主義人民共和國的潛在進一步侵略。
新聞通訊社「彭博社」引述不具名消息報道，訪問波蘭華沙的法國總統馬克龍將會向波蘭總理圖斯克簡要介紹與美國總統當選人特朗普上週會晤，討論歐洲對烏克蘭的支援和結束俄羅斯戰爭的方法，預計兩人亦會討論在達成潛在的停火協議後，向烏克蘭派遣士兵的可能性。波蘭總理圖斯克在與法國總統馬克龍的記者會上表示，現時有關於可能在烏克蘭開展維和任務的猜測，但強調目前沒有計劃採取此類行動，可以結束對這個話題的猜測。馬克龍則強調，烏克蘭應該決定其行動方案，烏克蘭的強大安全意味著歐洲的強大安全，強調為基輔提供安全保障的重要性。
俄羅斯獨立媒體「Agentstvo」引述總參謀部消息報道，自西方盟友允許烏克蘭使用遠端導彈攻擊俄羅斯境內目標以來，俄羅斯使用制導空中炸彈對烏克蘭的攻擊已經下降50%以上，11月1日至20日對烏克蘭進行重型制導炸彈襲擊，俄羅斯每天至少投下100枚制導空中炸彈，但在12月的首12天裡，俄羅斯向烏克蘭發射的制導炸彈減少，每天平均炸彈數量為40枚或更少，認為下降可能是由於遠端導彈襲擊對俄羅斯機場構成的威脅，使俄軍將戰機移離前線600公里以上。
英國傳媒「BBC」報道，由於全面入侵烏克蘭後實施的制裁，嚴重打擊依賴外國部件來製造和維護飛機的俄羅斯航空和飛機製造業，令原計劃自2022年以來生產的108架客機的俄羅斯聯合航空製造公司，目前只能靠庫存零件生產7架飛機。
俄羅斯獨立媒體「內幕」、捷克傳媒「Investigace.cz」、意大利傳媒「IrpiMedia」以及哈薩克傳媒「Vlast.kz」共同研究顯示，俄羅斯狙擊手在制裁下仍然使用西方狙擊步槍和彈藥。調查指出，自2014年俄羅斯吞併克里米亞以來，對俄羅斯實施的制裁存在漏洞，使西方品牌的狙擊步槍流入俄羅斯手中。歐盟對俄羅斯武器出口的制裁不適用於2014年8月1日之前簽訂的協議，且不延伸至俄羅斯關稅同盟「歐亞經濟聯盟」的成員國，包括白俄羅斯、亞美尼亞、哈薩克和吉爾吉斯。因此未受制裁的歐亞經濟聯盟國家企業可以將武器重新出口至俄羅斯。證據之一是吉爾吉斯武器經銷商「Edelweiss」，其業務在2020年至2023年間蓬勃發展，繳稅額增加兩倍。根據聯合國的數據，意大利對亞美尼亞的霰彈槍出口從2019年的68支增加到2023年的1,862支。意大利對吉爾吉斯的武器出口在2020年和2021年為零，但在2022年增至882件，2023年達到4,434件。盧森堡的「貝瑞塔」武器公司被指是俄羅斯訂單的主要受益者之一，與俄羅斯商人米哈伊爾·庫布季亞共同經營一家合資企業俄羅斯鷹公司，並從「貝瑞塔」收到數千件武器和超過一百萬發在歐洲生產的彈藥。

## 12月13日
烏克蘭空軍表示，俄羅斯在午夜至凌晨期間，對烏克蘭能源設施發動最大規模之一的無人機和導彈襲擊，共發射94枚導彈和193架無人機，其中俄軍從坦波夫地區上空使用米格-31k戰機發射4枚匕首高超音速彈道導彈，從俄佔克里米亞和布良斯克地區發射2枚伊斯坎德爾-M彈道導彈，從布良斯克地區發射1枚KN-23彈道導彈，從伏爾加格勒地區上空使用Tu-95MS戰略轟炸機發射55枚Kh-101、Kh-55SM巡航導彈，從黑海發射24枚口徑巡弋導彈，從俄佔盧甘斯克地區發射1枚Kh-59/Kh-69導彈，從沃羅涅日地區發射7枚伊斯坎德爾-K巡弋導彈，從濱海阿赫塔爾斯克、米列羅沃區、庫爾斯克、布良斯克和奧廖爾發射193架見證者-136無人機和不明型號無人機，防空系統擊落80架無人機，80枚Kh-101、Kh-55SM、伊斯坎德爾-K巡弋導彈或口徑巡航導彈和1枚伊斯坎德爾-M彈道導彈。另有105架無人機因電子戰措施，未能擊中目標。5架無人機飛回俄羅斯，1架飛往白俄羅斯。烏克蘭總統澤連斯基表示，俄軍發射的導彈包括北韓提供的導彈，其中11枚導彈被烏克蘭F-16戰機攔截，俄軍亦發射近200架無人機，成為對能源電網的最大打擊之一，形容襲擊是普京的「和平」計劃之一，摧毀烏克蘭的一切，想透過恐嚇數百萬人來談判的方式，石油交易為普京提供足夠的金錢，讓普京相信有罪不罰。需要世界對大規模襲擊做出強烈反應。烏克蘭國營能源運營商「烏克蘭電網」表示，由於大規模導彈和無人機襲擊，多個地區的能源設施遭到破壞，維修工作正在進行中，但緊急停電的範圍將擴大。烏克蘭各地區政府表示，基輔州、敖德薩州、文尼察州、利沃夫州、伊萬諾-弗蘭科夫斯克州和切爾卡瑟州發生多次爆炸事件。
烏克蘭武裝部隊總參謀部表示，自全面入侵以來，俄羅斯在烏克蘭損失760,120名士兵，過去一天俄軍有1,390人傷亡，累計損失9,537輛戰車、19,675輛裝甲戰鬥車輛、31,177輛車輛和油箱、21,078門火砲系統、1,253套多管火箭系統、1,023套防空系統、369架飛機、329架直升機、20,176架無人機、2,861枚巡弋飛彈、28艘船隻和1艘潛艦等。烏克蘭軍方霍爾蒂恰作戰戰術小組發言人表示，烏軍正在頓涅茨克州的烏斯佩尼夫卡、漢尼夫卡、特魯多夫和羅曼尼夫卡附近擊退俄羅斯的襲擊，並正在採取必要措施防止被包圍，警告不要對戰場局勢進行情感解釋，可能會使局勢複雜化，並使俄軍受益。
俄羅斯傳媒表示，午夜至凌晨之間，俄羅斯西伯利亞新西伯利亞市一個5千平方米的倉庫遭大火吞噬，部分屋頂倒塌，倉庫中儲存各種貨物，包括塑膠製品。烏克蘭反虛假資訊中心負責人表示，倉庫是與一個軍事相關的設施，支援能源基礎設施和防爆裝置生產等關鍵行業。
俄羅斯國防部表示，作為對基輔政權11日發射6枚美製MGM-140陸軍戰術導彈攻擊羅斯托夫州境內的塔甘羅格軍事機場的回應，俄軍使用空基、海基遠程高精度武器、無人機，對烏克蘭軍工企業利用的關鍵燃料能源基礎設施實施大規模打擊。過去一周，俄軍部隊使用高精度武器和無人機，對烏克蘭軍工企業能源設施、軍用機場、無人機組裝和儲存地以及武器庫、彈藥庫等實施15次集群打擊。俄罗斯国家杜马的国防委员会一位成员表示，朝鮮人民軍的特种部队士兵正在协助俄罗斯作战。
俄羅斯聯邦安全會議副主席、前總統梅德韋傑夫表示，當前烏克蘭面臨著一個關鍵的選擇，要麼與俄羅斯共存，要麼在世界地圖上徹底消失。強調為了避免烏克蘭的消失，必須加強公眾意識，認識到俄羅斯對烏克蘭的重要性，無論是在文化、語言還是政治層面上，俄羅斯對烏克蘭而言都是不可替代。
俄羅斯總統新聞秘書佩斯科夫表示，俄羅斯依舊對談判持開放態度，願意進行談判，並認為在2022年伊斯坦布爾協議基礎上進行談判是可行和必要的。但目前進行談判的先決條件仍然未成熟，烏方正在回避談判，並將談判排除在外。俄羅斯不是尋求在烏克蘭實施停火，而是實現和平，和平將在俄羅斯的條件獲得尊重後來臨，在此之前將繼續進行特別軍事行動。另外指出美國總統當選人特朗普反對烏克蘭使用美製遠程導彈打擊俄羅斯縱深的決定，認為會使衝突升級，相關想法與克里姆林宮的態度相符，形容特朗普明白是甚麼令衝突升級。
烏克蘭武裝部隊輻射、化學和生物保護司令部司令弗拉西尤克表示，自戰爭開始以來，共記錄4千8百起涉及化學武器的事件，包括用於控制暴亂的催淚瓦斯和化學制劑，已有2千多名烏克蘭軍人因化學中毒住院治療，其中3人死亡，俄軍故意使用猛烈的火炮、火箭和炸彈攻擊隱瞞使用此類武器，使得難以追蹤、收集樣本和調查俄羅斯的違規行為。
烏克蘭政府任命因多名檢察官涉及虛假殘疾逃避兵役的不道德情況而辭職的前總檢察長科斯廷出任烏克蘭駐荷蘭大使。
愛沙尼亞國防軍情報中心表示，俄軍繼續向頓涅茨克州的波克羅夫斯克和庫拉霍韋推進，而烏軍在哈爾科夫州的庫皮揚斯克附近取得進展，俄軍已經控制波克羅夫斯克以西4公里的舍甫琴柯，俄軍在這相關地區遭受重大損失，過去兩週裡，約有3千名俄羅斯士兵被殺，隨著俄軍接近波克羅夫斯克，相關數字可能會繼續上升。而烏軍正在庫皮揚斯克地區取得成功，在穿越奧斯基爾河時摧毀2個俄羅斯橋頭堡。
美國財政部長耶倫表示，美國考慮對運輸俄羅斯石油的「影子船隊」油輪實施進一步制裁，以打擊俄羅斯將能源收入用於烏克蘭戰場，更不排除制裁有份協助俄羅斯交易的中國相關銀行。
美國總統當選人特朗普提名的烏克蘭和俄羅斯事務特使凱洛格將軍表示，隨著1月特朗普的就職典禮臨近，俄烏戰爭的解決方案可能即將到來，並預示著潛在的和平談判，真心相信在接下來的幾個月內會得到解決，唯一能做到這一點的人是特朗普。
挪威國防部長格蘭表示，挪威將繼續培訓烏克蘭F-16飛行員，作為其對烏克蘭國防支援的一部分，並將其訓練基地從丹麥遷至葡萄牙，旨在加強烏克蘭空軍的更廣泛防空聯盟一部分。
英國傳媒「金融時報」引述美國國家安全委員會不具名官員消息報道，俄羅斯可能會在本週末再次向烏克蘭發射新型「榛樹」中程高超音速導彈，表明俄羅斯想使用武器恐嚇烏克蘭及其支持者，但「榛樹」導彈不會改變戰場上的遊戲規則。
美國傳媒「NBC新聞」引述知情人士消息報道，拜登政府國家安全顧問沙利文已經與美國總統當選人特朗普提名的國家安全顧問華爾茲通話多次，重點分享有關烏克蘭戰爭的資訊。特朗普過渡團隊發言人證實，兩位官員正在聯絡，目標是讓世界明白，過渡時期的美國政府繼續強大，為世界各地的和平與穩定而努力，直到當選總統特朗普宣誓就職。

## 12月14日
烏克蘭空軍表示，俄羅斯在午夜至凌晨期間，連續第二晚對烏克蘭發動大規模的無人機襲擊，俄軍從濱海阿赫塔爾斯克、米列羅沃區、庫爾斯克、布良斯克和奧廖爾發射132架見證者-136無人機和不明型號無人機，防空系統在切爾尼戈夫、蘇梅、基輔、波爾塔瓦、切爾卡瑟、文尼察、敖德薩、尼古拉耶夫、哈爾科夫、第聶伯羅彼得羅夫斯克、基洛夫格勒地區擊落58架無人機。另有72架無人機因電子戰措施，未能擊中目標。2架無人機飛回俄羅斯。
烏克蘭國家警察表示，第聶伯羅市中心一棟行政大樓發生爆炸，至少造成1人死亡，4人受傷，包括2名警察。烏克蘭國家安全局將該事件列為恐怖襲擊，並拘留1名37歲當地居民，涉嫌按照俄羅斯特種部隊的指示行事。
烏克蘭武裝部隊總參謀部表示，自全面入侵以來，俄羅斯在烏克蘭損失761,160名士兵，過去一天俄軍有1,040人傷亡，累計損失9,539輛戰車、19,675輛裝甲戰鬥車輛、31,217輛車輛和油箱、21,102門火砲系統、1,253套多管火箭系統、1,023套防空系統、369架飛機、329架直升機、20,229架無人機、2,861枚巡弋飛彈、28艘船隻和1艘潛艦等。
俄羅斯國防部表示，在過去24小時防空部隊擊落6枚美製海馬斯多管火箭炮炮彈和60架無人機。俄羅斯奧廖爾州州長表示，午夜至凌晨期間，防空報道擊落11架無人機，其中無人機襲擊奧廖爾市一個油庫，引發大火。
俄羅斯國防部表示，烏克蘭軍隊在過去一晝夜內，在前線各地區內損失1,375名軍人。俄軍航空兵、無人機、導彈部隊和炮兵摧毀153個有生力量和烏軍裝備聚集區。自特別軍事行動展開以來，俄軍已累計摧毀烏軍649架飛機，283架直升機，37,693架無人機，586套防空系統，19,6784輛坦克及其他裝甲車輛，1,500門多管火箭炮，19,574門火炮和迫擊炮和29,206輛軍用車輛。
烏克蘭總統澤連斯基表示，已經有初步資料表明俄軍已經開始將朝鮮人民軍士兵納入聯合部隊，並部署在庫爾斯克州的行動中。北韓軍隊尚未在前線任何其他地區加入俄羅斯軍隊，但不能排除未來加入，現時加入俄軍的北韓士兵遭受顯著損失，形容俄羅斯總統普京將另一個國家拖入戰爭中。烏克蘭國防部情報總局表示，在庫爾斯克州加入俄軍作戰的北韓士兵在作戰期間，向俄軍車臣阿赫馬特部隊開火，殺死8名俄隊員。
烏克蘭戰略工業部長博耶夫會見立陶宛、拉脫維亞、愛沙尼亞、芬蘭、丹麥、挪威、冰島和瑞典外交代表，概述2025年向烏克蘭提供軍事和財政援助的計劃，審查今年的合作成果，並確定來年援助烏克蘭的優先事項，介紹前線的行動情況，並分享總統澤連斯基勝利計劃的細節。重申烏克蘭的立場，即邀請加入北約是長期安全保障的組成部分，並強調加強防空和導彈防禦、組建軍事儲備以及支援國防工業是關鍵重點領域。
烏克蘭外交部發言人泰克伊表示，已經要求國際足協就早前2026年世界盃抽籤期間，顯示的烏克蘭地圖將克里米亞排除在外之事道歉，形容是不可接受的錯誤，違反國際法，並支援俄羅斯的宣傳、戰爭罪和侵略烏克蘭罪。國際足聯表示，已經意識到相關問題，並刪除有關地圖。烏克蘭足球協會則採取進一步行動，向國際足聯秘書長格拉夫斯特羅姆和歐洲足球協會聯盟秘書長西奧多里迪斯發出正式信函，表示對事件深切關注，提到國際足聯和歐足聯自2014年以來作出的決定，重申烏克蘭的領土完整，形容相關錯誤地圖是完全不能接受。
烏克蘭導演薩寧表示，加入烏克蘭第128領土防衛旅在前線服役的著名演員雅基夫·特卡琴科在作戰中陣亡。
英國首相施紀賢表示，透過對俄羅斯的額外制裁和加強對烏克蘭的軍事支援，對俄羅斯總統普京將能夠明白造成最大痛苦的重要性。強調普京不願意作出讓步，並主張加強對烏克蘭的援助，以使烏克蘭在未來盡可能強大，指出國際社會必須增加經濟壓力和軍事援助，以實現該目標。
美國傳媒「紐約時報」報道，烏克蘭當局擔憂特朗普重返白宮後可能會撤回對烏克蘭的軍事援助，決定推遲與美國拜登政府簽署關於稀土礦物的加工和提取協議，以便讓總統當選人特朗普上任時能夠獲得這一交易的榮譽，試圖迎合特朗普的自尊心和商人聲譽。

## 12月15日
烏克蘭空軍表示，俄羅斯在午夜至凌晨期間，連續第三晚對烏克蘭發動大規模的無人機和導彈襲擊，俄軍從濱海阿赫塔爾斯克、米列羅沃區、庫爾斯克、布良斯克和奧廖爾發射1枚S-300導彈及108架見證者-136無人機和不明型號無人機，防空系統在切爾尼戈夫、蘇梅、基輔、波爾塔瓦、切爾卡瑟、赫梅利尼茨基、尼古拉耶夫、哈爾科夫和第聶伯羅彼得羅夫斯克地區擊落56架無人機。另有49架無人機因電子戰措施，未能擊中目標。3架無人機飛回俄羅斯。烏克蘭尼古拉耶夫州州長表示，防空部隊凌晨在尼古拉耶夫市上空擊落4架無人機，但仍有1架無人機損壞基礎設施，並至少造成2名平民受傷。
烏克蘭武裝部隊總參謀部表示，自全面入侵以來，俄羅斯在烏克蘭損失762,440名士兵，過去一天俄軍有1,280人傷亡，累計損失9,551輛戰車、19,707輛裝甲戰鬥車輛、31,398輛車輛和油箱、21,128門火砲系統、1,253套多管火箭系統、1,025套防空系統、369架飛機、329架直升機、20,356架無人機、2,943枚巡弋飛彈、28艘船隻和1艘潛艦等。東部前線記錄292次戰鬥衝突，烏克蘭部隊對俄軍集中、武器裝備進行35次精准打擊，摧毀1個無人機控制點、3門火炮和2套防空系統。烏軍亦成功防守陣地，擊退多個地區的俄軍攻擊，包括庫皮揚斯克、托雷茨克、庫拉霍韋、克拉馬托爾斯克、錫韋爾斯克、利曼和波克羅夫斯克，挫敗俄軍 52次攻擊。俄軍繼續使用多種武器和戰術攻擊烏克蘭陣地，集中火力於哈爾科夫、頓涅茨克、扎波羅熱和赫爾松地區，共使用2枚導彈攻擊烏克蘭部隊和定居點，並進行61次航空打擊，使用99枚航空炸彈，超過5千次炮擊事件，包括158次火箭炮，並發射3千多架無人機。乌克兰军方还公布昨天在俄罗斯在库尔斯克地区袭击后阵亡的朝鲜士兵的照片和视频。
俄羅斯國防部 表示，在過去一天俄軍擊落8枚美製海馬斯多管火箭炮彈和116架無人機。
俄羅斯國防部表示，南部集團軍部隊已經佔領頓涅茨克地區韋塞利海村，中部集團軍部隊已經佔領頓涅茨克地區普希金諾村。俄軍航空兵、無人機、導彈部隊和炮兵摧毀146個有生力量和烏軍裝備聚集區，包括4套美製愛國者防空系統和擊落1架烏克蘭米格-29戰機。自特別軍事行動開始以來，俄軍共摧毀烏軍650架飛機、283架直升機、37,809 架無人機、590個防空系統、1,797輛坦克和裝甲車、1,501個多管火箭發射系統、1,964門火炮和迫擊炮、29,235輛特種軍用車輛。
烏克蘭傳媒「基輔獨立報」引述烏克蘭情報機構消息報道，烏克蘭國家安全局、烏克蘭武裝部隊塔夫里亞行動小組、國防部情報總局和特種作戰部隊聯合行動。在俄佔扎波羅熱地區奧萊克西夫卡附近破壞一條用於從克里米亞向扎波羅熱運輸燃料的火車供應線，導致一列載有40個油箱的俄羅斯火車出軌爆炸。為了防止俄軍拯救剩餘燃料，烏軍再發射海馬斯多管火箭炮，摧毀列車。
美國總統當選人特朗普提名的美國國家安全顧問華爾茲表示，特朗普的團隊正在討論如何永久結束俄烏戰爭，而不僅僅是暫停戰爭，在回應是否計劃限制烏克蘭如何使用美國武器時，華爾茲表示，空白支票不是一種策略，此類措施有可能將衝突變成一場永遠的戰爭。
匈牙利外交部長西雅爾多表示，匈牙利曾提議總理歐爾班和烏克蘭總統澤連斯基之間就聖誕節停火和交換戰俘問題進行電話通話，但澤連斯基沒有接受相關提議，並且強行但禮貌地拒絕歐爾班關於討論聖誕節停火的呼籲。
斯洛伐克總統佩萊格里尼表示，呼籲烏克蘭和俄羅斯立即進行談判，形容在歐洲理智的人群中，沒有一個人相信在不造成任何部分領土損失的情況下，實現和平的可能性，認為烏克蘭將被迫做出領土讓步，以實現和平。
南非總統發言人表示，由於國際刑事法院對普京發出的逮捕令，俄羅斯總統普京將不會被邀請參加下一次20國集團峰會。

## 12月16日
烏克蘭地方政府表示，截至16日上午9時，俄羅斯在過去24小時內襲擊赫爾松、蘇梅、尼古拉耶夫、第聶伯羅彼得羅夫斯克、頓涅茨克、盧甘斯克、赫梅利尼茨基、哈爾科夫和切爾尼戈夫等地，至少造成6名平民受傷。烏克蘭空軍表示，俄羅斯在午夜至凌晨期間，對烏克蘭發動大規模的無人機襲擊，俄軍從布良斯克和奧廖爾發射49架見證者-136無人機和不明型號無人機，防空系統在切爾尼戈夫、蘇梅、切爾卡瑟、赫梅利尼茨基、哈爾科夫和第聶伯羅彼得羅夫斯克地區擊落27架無人機。另有19架無人機因電子戰措施，未能擊中目標。
烏克蘭武裝部隊總參謀部表示，自全面入侵以來，俄羅斯在烏克蘭損失763,510名士兵，過去一天俄軍有1,070人傷亡，累計損失9,563輛戰車、19,736輛裝甲戰鬥車輛、31,480輛車輛和油箱、21,151門火砲系統、1,256套多管火箭系統、1,025套防空系統、369架飛機、329架直升機、20,372架無人機、2,943枚巡弋飛彈、28艘船隻和1艘潛艦等。烏克蘭國防部情報總局表示，在14至15日在庫爾斯克州普列霍沃、沃羅茲巴和馬丁諾夫卡村附近發生襲擊，至少有30名朝鮮人民軍士兵在襲擊行動中喪生或受傷。烏克蘭無人機部隊指揮官蘇哈列夫斯基表示，烏軍已擁有一款能擊落2公里以上高度空中目標的雷射武器「三叉戟」。
俄羅斯國防部表示，南部集團軍部隊已經佔領頓涅茨克地區伊麗莎白蒂夫卡村。烏克蘭軍隊在過去一晝夜內，在前線各地區內損失1,610名軍人。
烏克蘭傳媒「基輔獨立報」引述烏克蘭國家安全局消息報道，安全局無人機幾天前成功襲擊俄佔頓涅茨克地區馬爾金附近的俄羅斯彈藥庫，存有數千發用於裝甲運兵車、坦克、反坦克制導導彈、地雷、手榴彈和數百萬發不同口徑的彈藥，附近的一個燃料和潤滑劑倉庫亦被摧毀。
烏克蘭總統澤連斯基表示，俄軍正試圖掩蓋北韓士兵在與烏克蘭的戰爭中的損失，一直試圖在北韓部隊的整個訓練和部署過程中對其存在保密，現在俄羅斯試圖在北韓士兵死亡後燒毀他們的臉。並分享一段影片聲稱顯示俄羅斯人員在前線放火燒北韓士兵屍體。
俄羅斯總統普京表示，2024年是實現特別軍事行動目標的重大年份，佔領189個居民點，為了削弱和從戰略上挫敗俄羅斯，美國將持續向「基輔不合法政權」提供武器和資金，派出雇傭兵和軍事顧問，從而鼓勵衝突進一步升級，俄羅斯部隊亦每天接裝數千架無人機。俄羅斯國防部長別洛烏索夫表示，2024年俄軍在特別軍事行動期間佔領4,500平方公里土地，烏克蘭控制盧甘斯克地區不足1%土地，控制頓涅茨克、扎波羅熱和赫爾松地區25-30%土地，俄軍每晝夜使用3,500多架無人機，防空系統擊落86枚暴風影導彈、215枚陸軍戰術導彈、1,629枚海馬斯多管火箭炮炮彈和超過2.7萬架無人機，2024年招募超過42.7萬名合同兵，每天有超過1,200人簽訂合同。俄羅斯應該為未來10年內的多種情況作準備，包括與北約的戰爭。俄羅斯的目標是在2025年佔領烏克蘭的盧甘斯克、頓涅茨克、扎波羅熱和赫爾松地區全境，並且取得戰爭的勝利。
烏克蘭總理什梅加爾與斯洛伐克總理費佐通電話後表示，烏克蘭的優先事項是為整個歐洲，特別是冬季期間，確保可靠的能源安全和穩定的天然氣供應，如果歐盟委員會正式向烏克蘭提出關於運輸任何非俄羅斯天然氣的請求，烏克蘭會進行討論，並準備根據歐盟及每個歐洲國家的能源安全原則來實施相關協議，但強調烏克蘭與俄羅斯的天然氣運輸協議將於2025年1月1日到期，並且不會延續。
烏克蘭外交部發聲明回應匈牙利近期對俄烏戰事的行動，指出匈牙利官員再次聲稱能夠停止戰爭。然而並未反映現實。事實上在匈牙利對俄羅斯提出和平呼籲後，俄羅斯仍然使用導彈和無人機襲擊烏克蘭的城市，匈牙利方面的行動與其聲稱的和平背道而馳，匈牙利的持續呼籲，令烏克蘭在面對俄羅斯的種族滅絕侵略時，無法獲得自衛的手段，阻礙加強烏克蘭防禦能力的資金支持，妨礙對侵略者施加更多制裁壓力，並反對其他關鍵的決策。這些都與任何真正恢復和平的願望無關。敦促匈牙利方面停止其不道德的和平和對聖誕節的操弄，並避免與侵略國進行單方面接觸，形容會破壞恢復公正和平的集體努力。烏克蘭始終堅持誠實對話和相互尊重的原則，將繼續與真正尋求結束戰爭的夥伴進行建設性接觸，而不是尋求擊敗烏克蘭的夥伴。烏克蘭外交部對泛非議會代表團訪問被俄佔頓涅茨克地區，並參與俄羅斯宣傳活動表示強烈抗議，表現出對烏克蘭主權和領土完整的粗暴無視，且無視國際法的基本原則。違背烏克蘭與非洲國家之間友誼與相互尊重的精神，嚴重損害泛非議會的聲譽，並與非洲聯盟主席和非洲聯盟委員會主席發表的聯合聲明相悖，希望此次訪問及其言論並不反映非聯和泛非議會的官方立場，要求非盟和泛非議會領導層堅決譴責其代表訪問俄佔頓涅茨克地區，並避免日後出現同樣情況。
俄羅斯內政部經濟安全與反腐局局長庫爾諾森科表示，負責軍事工程業務的俄羅斯國防部副部長伊凡諾夫涉嫌參與挪用580萬美元，該資金與在烏克蘭東部俄佔地區的俄軍供應材料有關。
美國總統當選人特朗普在當選後的首場記者會上表示，將烏克蘭戰爭描述為可怕，並強調迫切需要阻止它，在結束烏克蘭戰爭方面取得一點進展，批評衝突造成的高昂人員損失，聲稱雙方的死亡人數可能比報道更高，主要是因為烏克蘭的平坦地形，令唯一能阻止子彈的只有人體。又證實沒有邀請烏克蘭總統澤連斯基參加其1月份的就職典禮。
美國國防部發言人萊德表示，北韓士兵參與在俄羅斯庫爾斯克州的戰鬥行動，首次確認北韓士兵與烏軍的交戰，有跡象表明北韓士兵已出現傷亡情況。美國國務院發言人米勒表示，北韓士兵正參加一場戰爭，本身就是戰鬥人員，亦是烏克蘭軍方的合法目標。如果北韓人員從俄羅斯越過邊境進入烏克蘭並參與戰鬥，美國將認為是戰爭的重大升級。
歐盟理事會表示，通過對俄羅斯實施第15輪制裁方案，針對俄羅斯的影子油輪船隊和軍工綜合體，包括54名個人和30個實體，包括中華人民共和國公司，需對破壞或威脅烏克蘭領土完整、主權和獨立的行為負責，方案將削弱俄羅斯戰爭機器和對促成戰爭的回應。這也是歐盟首次制裁助俄的中国个人和实体。歐盟外交與安全政策高級代表卡拉斯表示，歐盟將在2025年2月之前培訓7萬5千名烏克蘭軍事人員，作為EUMAM培訓任務的一部分，本月向烏克蘭提供42億歐元的預算支援。北欧12个国家也同意采取额外措施打击俄罗斯影子舰队。
波蘭外交部長西科爾斯基表示，作為衝突中的侵略者，俄羅斯應該面臨談判壓力，美國和歐盟都必須幫助烏克蘭，為未來可能的談判達成更好的談判立場，相關的壓力應該被並強加給侵略者，而不是受害者。呼籲歐洲及其盟友組成反對俄羅斯的統一戰線，並表示歐盟在應對俄羅斯侵略時應該更加緊張。
挪威首相史托爾表示，挪威將撥款2.42億美元來支援烏克蘭海軍，並幫助其阻止俄羅斯在黑海的威脅，保護烏克蘭人和基礎設施免受俄羅斯黑海艦隊的攻擊，保護海上穀物和其他產品的出口。

## 12月17日
烏克蘭地方政府表示，截至17日上午9時，俄羅斯在過去24小時內襲擊赫爾松、蘇梅、尼古拉耶夫、第聶伯羅彼得羅夫斯克、頓涅茨克、盧甘斯克、哈爾科夫和切爾尼戈夫等地，至少造成4名平民死亡，6名平民受傷。
烏克蘭武裝部隊總參謀部表示，自全面入侵以來，俄羅斯在烏克蘭損失765,110名士兵，過去一天俄軍有1,600人傷亡，累計損失9,567輛戰車、19,751輛裝甲戰鬥車輛、31,550輛車輛和油箱、21,159門火砲系統、1,256套多管火箭系統、1,025套防空系統、369架飛機、329架直升機、20,406架無人機、2,943枚巡弋飛彈、28艘船隻和1艘潛艦等。烏克蘭特種作戰部隊表示，在過去3天於俄羅斯庫爾斯克州的戰鬥中，至少造成50名北韓士兵死亡，47人受傷。烏克蘭武裝部隊總司令瑟爾斯基表示，由於烏軍在邊境地區處於防禦狀態，俄軍連續第三天在庫爾斯克州發動密集進攻，並積極利用北韓部隊。
俄羅斯國防部表示，在過去24小時防空部隊擊落1枚美製海馬斯多管火箭炮彈和49架無人機。
俄羅斯國防部表示，南部集團軍部隊已經佔領頓涅茨克地區安諾夫卡村。俄軍航空兵、無人機、導彈部隊和炮兵摧毀142個有生力量和烏軍裝備聚集區。自特別軍事行動展開以來，俄軍已累計摧毀烏軍650架飛機，283架直升機，37,867架無人機，590套防空系統，19,827輛坦克及其他裝甲車輛，1,501門多管火箭炮，19,738門火炮和迫擊炮和29,286輛軍用車輛。
俄羅斯聯邦偵查委員會表示，俄羅斯聯邦武裝部隊輻射、化學和生物防護部隊司令基裡洛夫及其助理在莫斯科東南部爆炸事件中身亡，偵查委員會莫斯科偵查總局已對遭到謀殺進行刑事立案。俄羅斯緊急情況部門表示，上午莫斯科東南部梁贊大街發生不明爆炸裝置爆炸，爆炸裝置放置在一座公寓樓入口附近的滑板車上，2人死亡，裝置威力約為200克TNT。烏克蘭傳媒「基輔獨立報」引述烏克蘭國家安全局消息報道，安全局策劃行動，形容基裡洛夫是戰犯，也是完全合法的目標，下令對烏克蘭士兵使用被禁止的化學武器，對戰爭罪的報復是不可避免。俄羅斯聯邦安全會議副主席、前總統梅德韋傑夫表示，基輔的軍事政治領導層將因謀殺基裡洛夫而必然遭到報復。
公開來源地圖「DeepState Map」資訊報道，俄軍在距離頓涅茨克州大諾沃西爾卡附近包圍烏軍。
烏克蘭總統澤連斯基表示，匈牙利總理歐爾班對俄羅斯總統普京沒有影響力，烏克蘭在潛在的和平談判中不需要其調解，指出烏克蘭是一個強大的國家，在普京的整個侵略過程中，已證明這一點，質疑是否用開玩笑對普京施加壓力，並澄清言論是針對歐爾班，而不是匈牙利人民。澤連斯基在利沃夫會見波蘭總理圖斯克，討論雙邊合作、歷史和解以及與西方合作伙伴的協調。圖斯克強調西方堅定不移支援的重要性，並警告人們不要猜測烏克蘭失敗，認為這是毫無根據。澤連斯基則強調在西方團結支援下，一個強大而安全的烏克蘭共同願景。
烏克蘭總統辦公室主任葉爾馬克表示，只有當俄羅斯耗盡全面戰爭的資源時，基輔才有可能和莫斯科舉行和平談判，再次強調，只有強者才能得到幫助，所以烏克蘭必須保持堅強，對俄羅斯的任何讓步都只會讓俄羅斯在未來補充軍隊並發動新攻勢。
烏克蘭國防部長烏梅羅夫表示，下令調查第211浮橋旅指揮官虐待、敲詐和羞辱士兵的指控。有烏克蘭傳媒報道，該部隊的軍官毆打士兵，勒索錢財，甚至將一名士兵綁在木製十字架上作為懲罰。烏梅羅夫指出這種行為在戰爭的第三年是不可接受，所有責任人都必須受到懲罰。
俄羅斯人權事務專員莫斯卡爾科娃表示，俄羅斯和烏克蘭就允許雙方戰俘家人郵寄裝有保暖衣物和家屬信件的包裹給戰俘達成一致。
英國政府表示，將制裁20艘俄羅斯影子油輪，合共在2024年運送超過400萬桶俄羅斯石油，為克里姆林宮的戰庫提供燃料。另外，英國政府表示，將向烏克蘭提供4,400萬美元援助，以修绯能源電網。
德國武器生產商「萊茵金屬」表示，已收到向烏克蘭額外供應20輛黃鼠狼步兵戰車的訂單。
南韓外交部表示，對11名參與俄羅斯和北韓之間非法軍事合作的個人和15個實體實施制裁，包括7名俄羅斯個人和13個組織，包括多家銀行，涉嫌為俄羅斯和北韓之間的武器貿易提供便利，並幫助北韓的核和導彈計劃。
| 同意 反對 棄權 | 缺席 |

聯合國「被暫時佔領的克里米亞自治共和國和烏克蘭塞瓦斯托波爾市的人權狀況」決議

联合国大会以81票贊成、包括白俄罗斯、中国、古巴、北韓、伊朗和俄罗斯等14票反對和80票棄權下，通过《被暫時佔領的克里米亞自治共和國和烏克蘭塞瓦斯托波爾市的人權狀況》决议更新版本，决议旨在提请联合国成员国关注可怕的人权状况，并为受害者，特别是被俄罗斯强行驱逐或流离失所的数千名乌克兰儿童提供必要的保护。同時呼吁俄罗斯立即无条件归还所有乌克兰儿童，包括被非法收养或寄养的儿童。乌克兰外交部表示，欢迎联合国大会以81票“赞成”通过最新决议，并且强调决议內容严厉谴责俄罗斯对乌克兰犯下的罪行，特别是非法拘留乌克兰平民、使用酷刑和虐待，以及歧视临时被占领土居民的行为，联合国首次将俄罗斯的侵略称为“侵略乌克兰的战争”。乌克兰外交部指出，联合国大会及组织成员国的明确立场是恢复对国际法的尊重、追究俄罗斯对所有罪行责任的重要一步，呼吁联合国所有会员国继续向俄罗斯施压，以恢复乌克兰和世界的持久和平。

## 12月18日
烏克蘭空軍表示，俄羅斯在午夜至凌晨期間，對烏克蘭發動大規模的無人機襲擊，俄軍從布良斯克、米列羅沃、庫爾斯克和奧廖爾發射81架見證者-136無人機和不明型號無人機，防空系統在波爾塔瓦、蘇梅、哈爾科夫、基輔、日托米爾、赫梅利尼茨基、切爾卡瑟、基洛沃格勒、第聶伯羅彼得羅夫斯克、扎波羅熱地區擊落51架無人機。另有30架無人機因電子戰措施，未能擊中目標。
烏克蘭武裝部隊總參謀部表示，自全面入侵以來，俄羅斯在烏克蘭損失766,690名士兵，過去一天俄軍有1,580人傷亡，累計損失9,571輛戰車、19,772輛裝甲戰鬥車輛、31,610輛車輛和油箱、21,164門火砲系統、1,256套多管火箭系統、1,025套防空系統、369架飛機、329架直升機、20,470架無人機、2,943枚巡弋飛彈、28艘船隻和1艘潛艦等。
俄羅斯國防部表示，在過去24小時防空部隊擊落1枚美製海馬斯多管火箭炮彈和43架無人機。
俄羅斯羅斯托夫州代理州長表示，防空部隊於羅斯托夫地區上空擊落10枚導彈。烏克蘭國家安全與國防委員會轄下反虛假信息中心表示，烏軍成功攻擊俄羅斯羅斯托夫州卡門斯基化工聯合體，該工廠生產導彈燃料、彈藥和爆炸物的部件。俄羅斯國防部表示，烏克蘭再度使用西方提供的武器攻擊俄羅斯本土，對俄羅斯羅斯托夫州卡緬斯克聯合工廠進行導彈襲擊，使用6枚美製陸軍戰術導彈和4枚暴風影導彈，防空系統摧毀全部陸軍戰術導彈和3枚暴風影導彈。
俄羅斯國防部表示，烏克蘭軍隊在過去一晝夜內，在前線各地區內損失1,610名軍人。俄軍航空兵、無人機、導彈部隊和炮兵摧毀139個有生力量和烏軍裝備聚集區。自特別軍事行動展開以來，俄軍已累計摧毀烏軍650架飛機，283架直升機，37,910架無人機，590套防空系統，19,834輛坦克及其他裝甲車輛，1,501門多管火箭炮，19,803門火炮和迫擊炮和29,294輛軍用車輛。
烏克蘭總統澤連斯基在比利時布魯塞爾會晤法國總統馬克龍，討論向烏克蘭派遣維和部隊的可能性，以及加強防空能力、訓練更多烏克蘭旅以及實現和平的戰略。澤連斯基在記者會上表示，烏克蘭正在與多位歐洲領導人討論關於歐洲維和部隊可能部署在烏克蘭的想法，而各人同意繼續支援加強烏克蘭的想法。另外，澤連斯基亦與北約秘書長呂特舉行會談，尋求從西方盟友獲得更多的防空和有效的安全保障。
烏克蘭國防部長烏梅羅夫表示，烏克蘭已向前線部隊運送20多萬架國產無人機，以彌補彈藥不足的缺口。
俄羅斯聯邦安全局表示，拘捕1名烏茲別克公民受僱於烏克蘭情報部門，來到莫斯科收取強力自制爆炸裝置，並將其放置在俄羅斯聯邦武裝部隊輻射、化學和生物防護部隊司令基裡洛夫住所附近，並且在附近汽車安裝連網攝像頭，將畫面傳輸給烏克蘭第聶伯羅的烏克蘭特工，在畫面顯示基裡洛夫從單元樓出來後，自制爆炸裝置被遠程激活。烏克蘭特工許諾為該名烏茲別克公民提供10萬美元的報酬並幫其前往某歐盟國家居住。並表示參與實施恐襲案的烏克蘭特工人員將被找到並受到懲罰。
烏克蘭國家安全局表示，攔截一段來自俄羅斯莫斯科一間醫院護士與其在庫爾斯克地區作戰丈夫的電話對話，聲稱俄羅斯為受傷北韓士兵騰出病房，兩日共有約200名傷兵抵達醫院，醫院工作人員很難與他們溝通，亦不允許用英語與他們交談。
俄羅斯外交部發言人扎哈羅娃表示，13日美國向基輔提供的第73份援助，然而每一份對基輔的援助包裹，都最終成為烏克蘭公民的裹屍袋，用來裝他們的屍體。
烏克蘭國會人權監察員魯賓內茲表示，烏克蘭對俄羅斯庫爾斯克州發動的行動成功令俄羅斯首次在戰俘交換問題上，親自主動進行溝通。
美國總統當選人特朗普提名的烏克蘭和俄羅斯事務特使凱洛格將軍批評俄羅斯聯邦武裝部隊輻射、化學和生物防護部隊司令基裡洛夫遭暗殺的事件，形容事件從根本上不是一個好主意，雖然鑒於對基里洛夫的指控，令他可以被視為合法目標，但事件可能違反戰爭規則，加劇緊張局勢，但強調這並不妨礙烏克蘭和俄羅斯之間可能的談判。
英國國防大臣賀理安訪問烏克蘭首都基輔，與烏克蘭國防部長烏梅羅夫舉行會談，並矢言在明年加強英國對烏克蘭的支持。其後，宣布明年向烏克蘭提供2億2500萬英鎊的新軍援計畫，其中包含無人機、船艦和防空系統。
瑞典國防大臣榮松表示，不排除在未來部署維和人員監察停火湗在烏克蘭境內協助訓練烏克蘭部隊的可能性。
世界銀行董事會批准向烏克蘭提供20.5億美元的發展政策業務贈款，其中一部分資金由美國凍結的俄羅斯資產利潤支付。世界銀行在新聞稿中表示，這筆資金支援烏克蘭政府實施改革，以加強和穩定經濟。乌方還通过欧盟的乌克兰援助基金获得41亿欧元的财政援助。
波蘭法院宣判，效力波蘭冰球職業聯賽的俄羅斯球員謝爾蓋耶夫間諜罪成，涉嫌監視並拍攝波蘭和北約軍事地點，包括一家軍事裝備工廠，並在社交媒體上釋出親俄政治內容，包括烏克蘭戰爭與波蘭人無關，將相關提供給俄羅斯情報部門。
美國傳媒紐約時報引述不具名美國政府官員消息報道，美國拜登政府可能沒有時間交付已分配給烏克蘭的剩餘56億美元軍事援助，剩餘的軍事援助將由下一屆政府撥付。
英國傳媒「經濟學人」報道，烏克蘭的經濟已經很好地適應全面戰爭的現實，而俄羅斯的經濟則面臨著越來越不利的預測。烏克蘭是否贏得對俄羅斯的經濟戰爭，進一步的發展將取決於烏克蘭如何應對即將到來的挑戰，如勞動力和資源短缺或美國總統當選人特朗普的任期。俄羅斯入侵對烏克蘭經濟造成重大打擊，2022年烏克蘭的GDP下降29.1%，但預計2024年和2025年國內生產總值將增長4%以上。相比之下，俄羅斯面臨著通貨膨脹飆升和貨幣貶值，迫使俄羅斯央行實行21%的利率，是21世紀初以來的最高水平。然而烏克蘭國家銀行最近亦只將利率上調至13.5%。俄羅斯的預期經濟增長也在放緩，預計明年將增長0.5-1.5%。

## 12月19日
烏克蘭地方政府表示，截至19日上午9時，俄羅斯在過去24小時內襲擊赫爾松、 基洛夫格勒、基輔、切爾卡瑟、波爾塔瓦、蘇梅、尼古拉耶夫、第聶伯羅彼得羅夫斯克、頓涅茨克、赫梅利尼茨基、盧甘斯克、哈爾科夫和切爾尼戈夫等地，至少造成1名平民死亡，8名平民受傷。烏克蘭空軍表示，俄羅斯在午夜至凌晨期間，對烏克蘭發動大規模的無人機襲擊，俄軍從俄佔克里米亞和羅斯托夫地區發射2枚伊斯坎德爾-M彈道導彈和Kh-59/69導彈，從布良斯克、米列羅沃、庫爾斯克和奧廖爾發射85架見證者-136無人機和不明型號無人機，防空系統在波爾塔瓦、蘇梅、哈爾科夫、基輔、尼古拉耶夫、赫梅利尼茨基、切爾卡瑟、基洛沃格勒、第聶伯羅彼得羅夫斯克、切爾尼戈夫地區擊落45架無人機。另有40架無人機因電子戰措施，未能擊中目標。烏克蘭第聶伯羅彼得羅夫斯克州克里維裡赫軍事行政部門負責人表示，俄羅斯夜間發射1枚導彈擊中該市一棟兩層住宅，至少造成6名平民受傷，包括1名兒童。
烏克蘭武裝部隊總參謀部表示，自全面入侵以來，俄羅斯在烏克蘭損失768,220名士兵，過去一天俄軍有1,530人傷亡，累計損失9,576輛戰車、19,799輛裝甲戰鬥車輛、31,678輛車輛和油箱、21,178門火砲系統、1,256套多管火箭系統、1,026套防空系統、369架飛機、329架直升機、20,521架無人機、2,943枚巡弋飛彈、28艘船隻和1艘潛艦等。烏克蘭武裝部隊總司令瑟爾斯基表示，俄軍在前線幾個地區加強攻擊，但未能突破烏克蘭的防線，形容戰場局勢極其困難。烏克蘭特種作戰部隊表示，在庫爾斯克地區與北韓士兵交戰，使用無人機和Mk 19榴彈發射器，殺死12名北韓士兵，20人受傷，阻止其在庫爾斯克的推進。
俄羅斯國防部 表示，在過去一天俄軍擊落1枚海馬斯多管火箭炮彈、1枚海王星導彈和154架無人機。
俄羅斯羅斯托夫州代理州長表示，凌晨烏克蘭發動大規模無人機和導彈襲擊，包括30多架無人機和3枚導彈，令俄羅斯羅斯托夫州的新沙赫廷斯克煉油廠發生火災。烏克蘭武裝部隊總參謀部表示，烏克蘭海軍和烏克蘭國家安全局對俄羅斯羅斯托夫州的新沙赫金斯克煉油廠進行聯合襲擊，是該地區唯一運營的煉油廠，每年生產高達750萬噸的石油產品，專門生產燃料。
俄羅斯國防部表示，東部集團軍部隊已經佔領頓涅茨克地區澤列諾夫卡和諾維科馬爾定居點。烏克蘭軍隊在過去一晝夜內，在前線各地區內損失1,630名軍人。俄軍航空兵、無人機、導彈部隊和炮兵摧毀149個有生力量和烏軍裝備聚集區。自特別軍事行動開始以來，俄軍共摧毀烏軍650架飛機、283架直升機、38,064架無人機、590個防空系統、19,844輛坦克和裝甲車、1,502個多管火箭發射系統、19,822門火炮和迫擊炮、29,326輛特種軍用車輛。
烏克蘭總統澤連斯基在比利時布魯塞爾的記者會上表示，即使烏克蘭收到加入北約的邀請，也不會同意削減武裝部隊。西方對向基輔提供軍事和財政援助的保證，不足以保證普京不會再次襲擊烏克蘭。因此最好的事情是擁有一支強大的軍隊。美國和歐洲參與可能與俄羅斯的和平談判至關重要，同時拒絕凍結衝突的想法，認為不要讓普京透過停火尋求暫時休息，而是主張透過國際一致施加壓力，以實現戰爭的實際結束。同時證實烏克蘭不會延長俄羅斯天然氣透過其領土過境的協議，該協議將於12月31日到期，形容烏克蘭不會允許俄羅斯在繼續侵略烏克蘭的同時額外賺取數十億美元。另外，澤連斯基會面歐洲理事會主席科斯塔和歐盟委員會主席馮德萊恩，討論如何支援烏克蘭、西方努力實現公正和平的重要性、保護烏克蘭的能源基礎設施免受俄羅斯空襲、增加國內國防生產、烏克蘭加入歐盟以及使用凍結的俄羅斯資產來滿足烏克蘭的需求等議題。此外，總統澤連斯基在接受法國傳媒「巴黎人報」訪問時表示，烏克蘭軍隊並不具備驅逐自2014年以來佔領克里米亞和東部部分地區俄軍所需的力量。同時，烏克蘭憲法禁止放棄任何領土，烏克蘭只能依賴國際社會的外交壓力，迫使俄羅斯總統普京坐到談判桌上。指出如果西方在烏克蘭首次要求時就提供所需的所有防禦系統，烏克蘭現在就不會處於與俄羅斯的這種情況中。
俄羅斯總統普京召開年度記者會和直播連線，談到經濟問題，認為國家整體維持穩定發展，預計今年增長可能達4%，但國際制裁正在產生影響，擔心通脹加劇，預計可能達9.2%。對於俄羅斯早前試射「榛樹」新型中程高超音速導彈，被質疑成效，普京指榛樹是根據俄方以往研究基礎之上開發，並非落後武器，邀請抱懷疑態度的專家進行一場21世紀高科技對決，在烏克蘭首都基輔定一個攻擊目標，看看烏克蘭現時防空系統能否攔截榛樹導彈。另外，普京指烏克蘭「特別軍事行動」區的局勢正發生重大變化，俄方正朝著完成主要任務的目標邁進，重申準備好與烏方談判及作出妥協，又透露曾與烏方在土耳其達成協議，但被時任英國首相約翰遜破壞。庫爾斯克的戰鬥正在持續，俄軍一定會擊退烏克蘭軍隊，每天都收到有關在庫爾斯克完全擊退烏軍的相應計劃和匯報，但目前無法明確何時最終完成。對於特別軍事行動的成果，俄軍在接觸線全線每天都推進數平方公里，俄軍正在逐步實現之前設定的主要目標。此外，普京俄羅斯正計劃在亞速海周圍修建一條環海公路，穿過俄佔烏克蘭地區，道路將穿過俄羅斯的羅斯托夫州、俄佔馬裡烏波爾、梅利託波爾和海尼切斯克，以及俄佔克里米亞的占科伊。目前俄羅斯已經在俄佔頓涅茨克地區馬裡烏波爾和俄羅斯城市塔甘羅格之間建造一條40公里長的路段。普京指出俄羅斯至少3次同意與烏克蘭短暫停火，但遭到基輔政權拒絕。當被問及如果能夠回到2022年2月，亦即是俄羅斯對烏克蘭發動「特別軍事行動」的月份，會否有其他不同的行動時表示，如果早在2022年便知道現在會發生什麼，普京認為會提早發動「軍事行動」，並預早作準備。並且表示，願意與美國進行對話，與總統當選人唐特朗普隨時討論結束烏克蘭戰爭，但重申俄羅斯對和平協議的堅定要求，包括拒絕任何領土讓步，以及烏克蘭不能加入北約。在回答關於他在戰爭期間是否瞭解自己所做的事情時表示，相信俄羅斯在過去兩三年裡變得更強大，正在成為一個真正的主權國家。從經濟角度上，俄羅斯能夠自立，逐漸減少依賴其他人。並且加強防禦能力。
烏克蘭主管歐洲和大西洋一體化事務的副總理兼司法部長奧莉加·斯特凡尼希娜表示，俄羅斯對烏克蘭政府服務進行網路攻擊，多項政府服務成為目標，包括司法部監督的國家登記冊。烏克蘭國家安全局代理網路安全主管卡拉斯特利奧夫20日表示，俄羅斯聯邦軍隊總參謀部情報總局「格魯烏」的駭客可能是對烏克蘭政府部門進行網路攻擊的幕後黑手，準備多個月，當局已經展開刑事調查。
烏克蘭國會以259票贊成，批准烏克蘭總統澤連斯基在10月22日簽署的法案，在12月31日之前解散醫療檢查委員會，成立工作小組，在三個月內驗證醫療檢查委員會發出的殘疾證書，如發現任何違規行為，將撤銷這些證書。從2025年1月1日起，烏克蘭將在主要醫院引入新專家委員會，以新的現代系統為基礎，評估適齡人士的醫療狀況。
烏克蘭總檢察長辦公室表示，捷爾諾波爾一家法院拘留第211浮橋旅指揮官奧萊·波別列日紐克上校，涉嫌濫用權力，2023年秋天讓4名下屬幫助他在赫梅利尼茨基州建造房屋，為波別列日紐克提供服務期間，4名軍人獲得政府全額工資和戰鬥費。早前，國防部長烏梅羅夫曾下令調查第211浮橋旅指揮官虐待士兵的指控。
歐洲理事會主席科斯塔表示，只有作為受害國的烏克蘭才能合法地定義和平是什麼以及是否和何時滿足可信談判的條件，所以現在不是猜測不同情況的時候，現在是加強烏克蘭的時候。敦促歐盟成員國立即加強對烏克蘭的軍事援助，加快交付防空系統、彈藥和導彈，以及為新的烏克蘭士兵提供額外的培訓和裝置。
美國國務卿布林肯表示，拜登政府繼續加強烏克蘭在戰場上的地位，確保為即將上任的新政府和烏克蘭人提供最強大的手段，以便在2025年進行談判。指出烏克蘭人必須對繼續戰鬥或尋求談判以促成停火作出根本決定，同時根本的問題是俄羅斯是否準備這樣做，如果事情發展到該步，希望確保烏克蘭人和特朗普政府擁有最佳的條件來達成最強有力的協議。
英國國防部武裝部隊國務大臣波拉德表示，俄羅斯在全面入侵烏克蘭中，已損失超過75萬俄羅斯士兵，預計在6個月內將超過100萬俄羅斯士兵，俄軍目前遭受重大的戰鬥傷亡，而只取得有限的戰術成果。
丹麥國防部長波爾森表示，已撥款超過2.92億美元來加強烏克蘭的防空系統，包括用於丹麥提供給烏克蘭的F-16戰機營運財政支援。
韓國國會議員李成權出席國家情報院閉門簡報後表示，指北韓士兵因缺乏無人機作戰經驗，而且不熟悉開闊地形戰鬥導致死傷慘重，至少陣亡100人，另有1,000人受傷，陣亡北韓最高級別軍官很有可能是將官級。俄軍內部對北韓士兵有不滿意見，認為他們對無人機一無所知，反而成為負累。國情院透露，派遣至俄烏戰場的北韓「暴風軍團」內部出現將調派援軍的傳聞，韓方切關注北韓增派部隊赴俄的可能，俄方很可能支援北韓常規武器現代化升級作為酬謝，暴風軍團總數共4.6萬人，目前僅派出1.1萬人，判斷將於明年1月和2月開始投入實戰。
白俄羅斯人權組織「春天人權中心」表示，2名白俄羅斯人和1名烏克蘭人因涉嫌參與策劃恐怖行為，被白俄羅斯當局判處監禁11年至25年，白俄羅斯當局指控3人涉嫌聽取烏克蘭情報部門指示製作爆炸物，企圖破壞鐵路。

## 12月20日

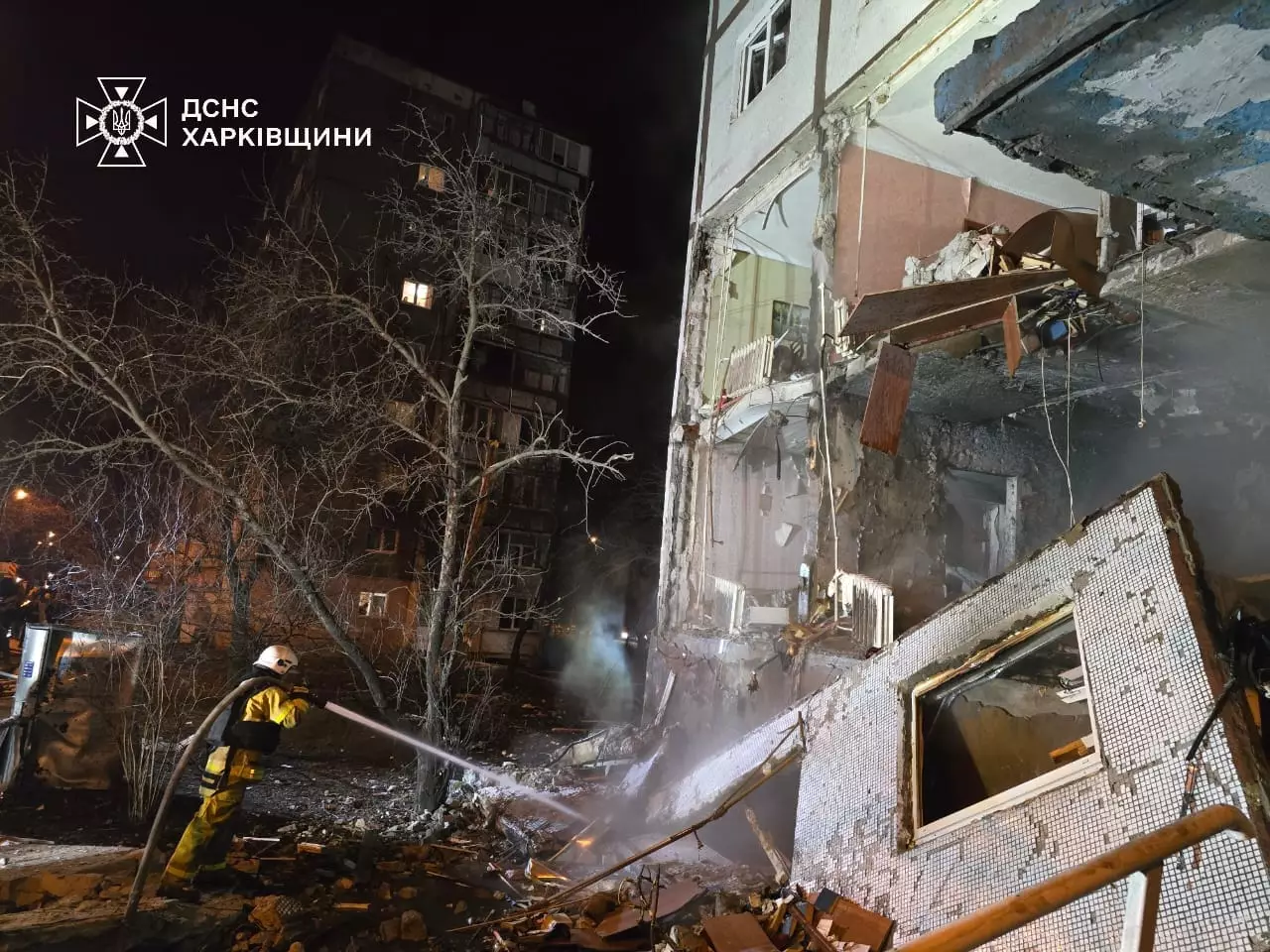
俄軍襲擊哈爾科夫市後

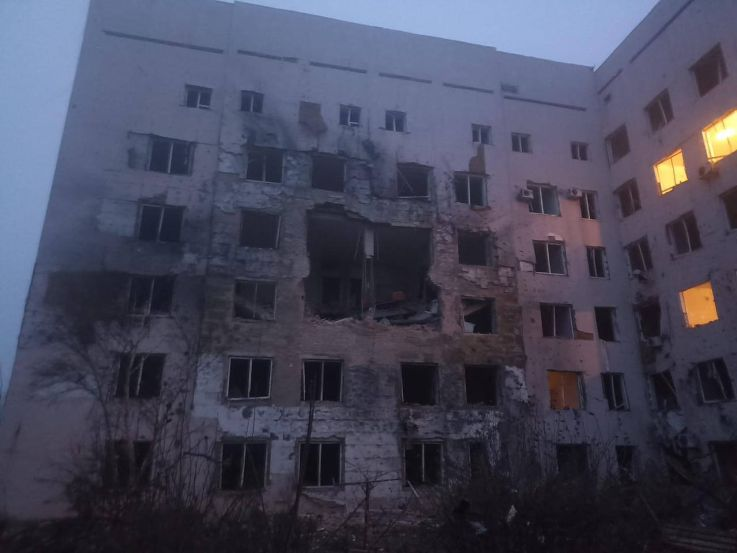
俄軍襲擊赫爾松市後

烏克蘭地方政府表示，截至20日上午9時，俄羅斯在過去24小時內襲擊赫爾松、基輔、蘇梅、尼古拉耶夫、第聶伯羅彼得羅夫斯克、頓涅茨克、盧甘斯克、哈爾科夫和切爾尼戈夫等地，至少造成7名平民死亡，34名平民受傷。烏克蘭空軍表示，俄羅斯在午夜至凌晨期間，對烏克蘭發動大規模的無人機襲擊，俄軍從羅斯托夫地區發射2枚伊斯坎德爾-M彈道導彈和Kh-59/69導彈，從布良斯克、米列羅沃、濱海阿赫塔爾斯克和奧廖爾發射65架見證者-136無人機和不明型號無人機，防空系統在烏佔庫爾斯克、波爾塔瓦、蘇梅、基輔、切爾卡瑟、第聶伯羅彼得羅夫斯克、切爾尼戈夫地區擊落40架無人機。另有20架無人機因電子戰措施，未能擊中目標。此外，上午7時左右，俄軍從沃羅涅日和布良斯克地區發射5枚伊斯坎德爾-M或北韓製KN-23彈道導彈襲擊烏克蘭首都基輔，全部被擊落。烏克蘭基輔市長表示，防空系統在該市上空擊落5枚伊斯坎德爾-M或北韓製KN-23彈道導彈，碎片落在多個地區，至少造成1名平民死亡， 12名平民受傷。烏克蘭外交部發言人泰克伊表示，阿爾巴尼亞、阿根廷、巴勒斯坦、北馬其頓、葡萄牙和黑山駐烏克蘭大使館在襲擊中均受到破壞。烏克蘭國家緊急服務局表示，一架俄羅斯無人機襲擊哈爾科夫市一棟公寓樓，至少造成6名平民受傷，包括1名兒童。扎波羅熱州長，俄軍晚上襲擊扎波羅熱市一棟公寓樓，至少造成4名平民受傷，包括1名兒童。
烏克蘭武裝部隊總參謀部表示，自全面入侵以來，俄羅斯在烏克蘭損失770,420名士兵，過去一天俄軍有2,200人傷亡，累計損失9,584輛戰車、19,823輛裝甲戰鬥車輛、31,793輛車輛和油箱、21,220門火砲系統、1,256套多管火箭系統、1,027套防空系統、369架飛機、329架直升機、20,600架無人機、2,943枚巡弋飛彈、28艘船隻和1艘潛艦等。烏克蘭赫爾松州州長表示，烏軍夜間在第聶伯河附近擊退俄羅斯破壞和偵察組織，正試圖在夜間向赫爾松市推進。烏克蘭國防部情報總局表示，俄軍一架An-72軍用運輸機12日在俄羅斯莫斯科州奧斯塔菲耶沃機場爆炸，沒有交代原因。烏克蘭軍方霍爾蒂恰作戰戰術小組發言人表示，在激烈的防禦戰鬥後，烏克蘭武裝部隊總司令瑟爾斯基決定從頓涅茨克州烏斯佩尼夫卡和特魯多夫撤出部隊，以避免被包圍，並駁斥流傳有士兵未能撤出當地的說法。烏克蘭國民警衛隊哈爾提亞旅發言人表示，烏克蘭軍隊首次只使用地面和第一人稱視角無人機襲擊俄羅斯陣地，在哈爾科夫州北部利普齊附近的襲擊中使用由偵察無人機支援的數十臺配備機槍的無人裝置和無人機。
俄羅斯庫爾斯克州代州長表示，雷利斯克遭到烏軍15次大規模炮彈襲擊。
俄羅斯國防部表示，作為對基輔18日使用西方武器襲擊羅斯托夫州大型化工廠的回應，俄軍早上使用遠程武器對烏克蘭國家安全局1個指揮所、設計並製造海王星導彈系統和赤楊多管火箭炮的基輔射線設計局，以及多個愛國者防空導彈系統陣地實施集群打擊，全部擊中目標。
俄羅斯國防部表示，過去一星期防空系統擊落烏克蘭空軍1架米格-28戰機、6枚美製陸軍戰術導彈、3枚英製暴風影導彈、1枚海王星導彈、4枚法製鐵錘航空制導炸彈、18枚美製海馬斯多管火箭炮炮彈和519架無人機。過去一周對烏克蘭軍事目標和相關能源基礎設施進行24次集體打擊。烏軍損失13,250名軍人。自俄軍開展「特別軍事行動」以來，已摧毀烏軍650架戰機、283架直升機、38,152架無人機、590套防空系統、19,933輛坦克及其它裝甲戰車、1,504套多管火箭系統、19,874門火炮和迫擊炮，以及29,384輛特種軍用車輛。
烏克蘭總統澤連斯基批評俄羅斯總統普京19日召開年度記者會期間表示，邀請抱懷疑態度的專家進行測試，在烏克蘭首都基輔定一個攻擊目標，看看烏克蘭現時防空系統能否攔截榛樹導彈。形容普京是蠢人，指出人們正在因俄羅斯的襲擊而死去，普京卻認為這有趣。另外，澤連斯基任命30多名駐外使節，包括2024年6月25日的交換戰俘行動中，獲釋的克里米亞韃靼人民族議會副主席納里曼·傑利亞爾出任駐土耳其大使。
烏克蘭總理什梅加爾表示，烏克蘭已經開始接收七國集團利用來自俄羅斯凍結資產的利潤提供的500億美元貸款中的美國資金。
烏克蘭國家安全局表示，缺席指控俄羅斯地面部隊總參謀長和第一副總司令阿列克謝·金，涉嫌在2024年8月24日下令對烏克蘭頓涅茨克州克拉馬托爾斯克一間酒店發動襲擊，導致新聞通訊社「路透社」的採訪團隊成員1死2傷，阿列克謝簽署對酒店發射伊斯坎德爾-M彈道導彈襲擊的戰鬥命令，涉嫌發動侵略戰爭和違反戰爭法。
烏克蘭戰俘待遇協調總部表示，在烏克蘭國家安全局、內政部、國家緊急服務局和武裝部隊以及國際紅十字會的協助下，成功設法從盧甘斯克地區、頓涅茨克地區和扎波羅熱地區，尋回503名在與俄羅斯作戰中陣亡的烏克蘭士兵遺體。
保加利亞看守總理迪米特尔·格拉夫切夫表示，原定19日在布魯塞爾與烏克蘭總統澤連斯基簽署雙邊安全條約，但表示需要先尋求議會的批准，並且交由下屆政府處理，因此未能簽署。曾經支持條約的議會最大黨保加利亞歐洲發展公民黨領袖鮑里索夫突然改變立場表示，在潛在的和平談判的預期發生下，條約不利兩國發展。
斯洛伐克總理菲科表示，由於烏克蘭堅持拒絕延長將於12月31日到期的俄羅斯天然氣過境協議，天然氣危機迫在眉睫，並在歐盟峰會上批評烏克蘭和建議，如果停止俄羅斯天然氣透過烏克蘭過境到斯洛伐克，可能會考慮對烏克蘭採取對等措施。
聯合國裁軍事務副秘書長中滿泉表示，自2022年2月俄羅斯發動全面入侵以來，烏克蘭已記錄超過12,340名平民死亡，超過27,836人受傷。在2024年，空中炸彈和遠端武器造成的傷亡人數比前一年多，空襲炸彈造成341名平民死亡，1803人受傷，較2023年以來的死亡人數增加三倍，受傷人數增加六倍。
人權組織「保護記者委員會」表示，呼籲烏克蘭總統澤連斯基確保烏克蘭的新聞自由，並追究恐嚇記者人士的責任，強調過去一年烏克蘭政府對新聞自由出現令人不安的限制模式，破壞烏克蘭民主價值觀。烏克蘭國會正擬議的法案，可能會對戒嚴期間從公共資料庫中釋出資訊進行更嚴厲的刑事處罰，威脅調查性新聞。
英國傳媒「金融時報」引述不具名訊息來源報道，美國總統當選人特朗普計劃在就職後繼續對烏克蘭提供軍事支援，提供武器符合其以力量為強和平哲學，仍然反對烏克蘭加入北約，並主張立即解決衝突。

## 12月21日
烏克蘭武裝部隊總參謀部表示，自全面入侵以來，俄羅斯在烏克蘭損失772,280名士兵，過去一天俄軍有1,860人傷亡，累計損失9,594輛戰車、19,841輛裝甲戰鬥車輛、31,891輛車輛和油箱、21,252門火砲系統、1,256套多管火箭系統、1,027套防空系統、369架飛機、329架直升機、20,685架無人機、2,947枚巡弋飛彈、28艘船隻和1艘潛艦等。武裝部隊總參謀部駁斥英國傳媒「衛報」關於前線部隊人員短缺，防空部隊人員被重新分配成為前線步兵，削弱烏克蘭防空能力的說法，形容是不可信和不正確，部分後方部隊士兵已被重新分配到戰鬥陣地，但不包括負責保護烏克蘭天空的防空人員。
俄羅斯國防部表示，在過去24小時防空部隊擊落8枚美製海馬斯多管火箭炮彈和89架無人機。
俄羅斯國防部表示，烏軍使用無人機對喀山發動三波襲擊，防空系統摧毀3架無人機，3架被電子戰設備壓制。當地地方官員表示，市內2個地區的房屋遇襲起火，有無人機擊中建築物發生爆炸。俄羅斯外交部發言人扎哈羅娃表示，烏克蘭因感覺到軍事上的失敗，而把無能為力的憤恨發洩到俄羅斯平民的身上，襲擊喀山是對俄羅斯10月份成功舉行金磚國家峰會的能力和影響力的報復，是試圖恐嚇俄羅斯一個蓬勃發展地區平民的行徑。
俄羅斯國防部表示，南部集團軍部隊已經佔領頓涅茨克地區奧斯特羅夫斯科戈村。俄軍航空兵、無人機、導彈部隊和炮兵摧毀147個有生力量和烏軍裝備聚集區。
烏克蘭總統澤連斯基表示，在烏克蘭會見美國中央情報局局長伯恩斯，指出是伯恩斯最後一次以中央情報局局長身份訪問烏克蘭，感謝其幫助，特別在整個戰爭中多次秘密會面，期待再次見面，到時肯定會看到這場戰爭如何以真正持久的和平結束。澤連斯基 在晚間演講中表示，俄羅斯夜間使用2枚制導空中炸彈襲擊赫爾松市一個腫瘤中心，是該市唯一提供放療治療的線性加速器。

## 12月22日
烏克蘭地方政府表示，截至22日上午9時，俄羅斯在過去24小時內襲擊赫爾松、蘇梅、尼古拉耶夫、第聶伯羅彼得羅夫斯克、頓涅茨克、盧甘斯克、哈爾科夫和切爾尼戈夫等地，至少造成1名平民死亡，10名平民受傷。烏克蘭空軍表示，俄羅斯在午夜至凌晨期間，對烏克蘭發動大規模的無人機襲擊，俄軍從俄佔克里米亞地區發射1枚伊斯坎德爾-M彈道導彈，從布良斯克、米列羅沃、庫爾斯克、俄佔普里莫爾斯克和奧廖爾發射103架見證者-136無人機和不明型號無人機，防空系統在哈爾科夫、波爾塔瓦、蘇梅、基輔、切爾卡瑟、基洛夫格勒、日托米爾、第聶伯羅彼得羅夫斯克、赫爾松、尼古拉耶夫、扎波羅熱、切爾尼戈夫地區擊落52架無人機。另有44架無人機因電子戰措施，未能擊中目標。
烏克蘭武裝部隊總參謀部表示，自全面入侵以來，俄羅斯在烏克蘭損失774,100名士兵，過去一天俄軍有1,820人傷亡，累計損失9,609輛戰車、19,870輛裝甲戰鬥車輛、31,972輛車輛和油箱、21,284門火砲系統、1,256套多管火箭系統、1,030套防空系統、369架飛機、329架直升機、20,735架無人機、2,947枚巡弋飛彈、28艘船隻和1艘潛艦等。
俄羅斯奧廖爾州州長表示，烏克蘭午夜至凌晨期間，針對奧廖爾市附近的一個石油倉庫發動大規模無人機襲擊，引發火災，防空系統擊落20架無人機。
俄羅斯國防部表示，中部集團軍部隊已經佔領頓涅茨克地區克拉斯諾耶村，西部集團軍部隊已經佔領哈爾科夫地區洛佐瓦亞村。
俄羅斯總統普京在克里姆林宮會見斯洛伐克總理菲科，是俄羅斯入侵烏克蘭以來第三位訪問俄羅斯的歐洲領導人。兩人集中討論俄羅斯天然氣供應、烏克蘭戰爭以及俄羅斯和斯洛伐克之間相互關係標準化。普京證實俄羅斯準備繼續向西方和斯洛伐克供應天然氣，但由於烏克蘭聲稱在12月31日後不會延長相關協議，形容供應幾乎是不可能。普京回應早前烏克蘭無人機襲擊俄羅斯喀山地區時表示，烏克蘭將遭受更多破壞，並且會讓烏克蘭後悔所做的事。
烏克蘭國會人權監察員魯賓內茲表示，網上一段片段顯示俄羅斯士兵在頓涅茨克州東部大諾沃西爾卡前線，開槍射殺5名被俘的烏克蘭守軍，向聯合國和國際紅十字委員會報告相關罪行尋求正義。
烏克蘭駐波蘭大使博德納爾表示，波蘭烏克蘭軍團已經收到超過1千份申請，波蘭方面將繼續提供基本軍事訓練和專業訓練，完成後將分配到烏克蘭的相關軍事單位。
烏克蘭司法部副部長庫切里亞文科表示，在俄羅斯針對司法部國家登記處最大的網路攻擊後，司法部面臨嚴重挑戰，但預計將在兩週內全面恢復，俄羅斯的行動旨在破壞國家登記處的工作穩定，而攻擊的目標沒有實現。
南韓聯合參謀本部表示，北韓正計劃向俄羅斯提供額外的軍事支援，包括準備輪換或增加士兵部署、提供自殺式無人機、火箭發射器和自走炮等。
俄羅斯獨立媒體Mediazona與BBC新聞俄語根據公共來源，包括訃告、親屬、地區媒體和地方當局的報道，確認自2022年2月俄羅斯全面入侵烏克蘭以來，84,761名俄羅斯陣亡士兵的名字，近4,500多名軍官在烏克蘭的戰鬥中喪生，至少有15,044名從監獄招募的囚犯、18,860名志願者和10,105名動員士兵在戰爭中死亡，報道明確表示，2024年可能是戰爭最致命的一年，過去12個月已確認死亡人數超過2萬人，而實際數字可能更高。
俄羅斯聯邦政府下轄傳媒「俄羅斯衛星通訊社」，基於俄羅斯國防部官方數據統計報道，俄軍在烏克蘭的特別軍事行動中至少擊毀30個美製愛國者防空導彈系統的發射裝置。

## 12月23日
烏克蘭地方政府表示，截至23日上午9時，俄羅斯在過去24小時內襲擊赫爾松、蘇梅、尼古拉耶夫、第聶伯羅彼得羅夫斯克、頓涅茨克、盧甘斯克、哈爾科夫和切爾尼戈夫等地，至少造成3名平民死亡，3名平民受傷。烏克蘭空軍表示，俄羅斯在午夜至凌晨期間，對烏克蘭發動大規模的無人機襲擊，俄軍從布良斯克和奧廖爾發射72架見證者-136無人機和不明型號無人機，防空系統在哈爾科夫、波爾塔瓦、蘇梅、基輔、敖德薩、切爾卡瑟、赫梅利尼茨基、日托米爾和切爾尼戈夫地區擊落47架無人機。另有25架無人機因電子戰措施，未能擊中目標。
烏克蘭武裝部隊總參謀部表示，自全面入侵以來，俄羅斯在烏克蘭損失776,090名士兵，過去一天俄軍有1,990人傷亡，累計損失9,615輛戰車、19,885輛裝甲戰鬥車輛、32,039輛車輛和油箱、21,313門火砲系統、1,256套多管火箭系統、1,030套防空系統、369架飛機、329架直升機、20,790架無人機、2,948枚巡弋飛彈、28艘船隻和1艘潛艦等。烏克蘭國防部情報總局表示，俄羅斯韃靼斯坦共和國葉拉布加經濟特區一個見證者-136無人機倉庫發生毁滅性火災，損毁價值1,600萬美元的無人機部件。
俄羅斯國防部表示，在過去24小時防空部隊擊落14架無人機。俄羅斯羅斯托夫州代理州長表示，烏克蘭無人機襲擊俄羅斯羅斯托夫州的米列羅沃市，晚上9時以來防空部隊擊落8架無人機，4架無人機被電子戰攔截。
俄羅斯國防部表示，東部集團軍部隊已經佔領頓涅茨克地區斯托羅熱沃耶村。俄軍航空兵、無人機、導彈部隊和炮兵摧毀143個有生力量和烏軍裝備聚集區。自特別軍事行動展開以來，俄軍已累計摧毀烏軍650架飛機，283架直升機，38,355架無人機，590套防空系統，19,961輛坦克及其他裝甲車輛，1,504門多管火箭炮，19,953門火炮和迫擊炮和29,452輛軍用車輛。
烏克蘭總統澤連斯基表示，在俄羅斯庫爾斯克州與俄軍一同作戰的北韓士兵傷亡人數已超過3千人，警告俄羅斯深化與平壤之間的軍事合作，帶來全球風險，包括現代戰爭經驗和先進軍事技術的轉讓，而北韓亦有向俄軍派遣更多士兵和軍事裝備的風險。韓國方面認為，已有1千100名北韓士兵“阵亡或受伤”。
烏克蘭駐波蘭大使博德納爾表示，波蘭烏克蘭軍團第一支在波蘭組建和訓練的志願旅，已前往烏克蘭。
烏克蘭外交部就斯洛伐克總理菲科在克里姆林宮會見俄羅斯總統普京發聲明，指出菲科的能源政策軟弱、依賴俄羅斯和短視，對整個歐洲構成威脅，泛歐趨勢是放棄俄羅斯能源，提高能源獨立性，實現供應來源多樣化，俄羅斯多年來一直將能源作為武器，是一種羞辱和威脅其他主權國家的工具，在此背景下，斯洛伐克政府堅持維持對莫斯科的能源依賴，違反歐盟政策和歐洲國家在實現能源供應多樣化方面的共同努力，令人驚訝。
烏克蘭國會網路安全委員會主席費延科表示，19日俄羅斯對烏克蘭的網路攻擊中，駭客可能使用釣魚信件或賄賂員工來突破司法部的登記冊，漏洞出現在高層帳戶上。
烏克蘭國家證券和股市委員會表示，為了保護烏克蘭經濟並限制烏克蘭資本離開，包括國家銀行在內的金融機構在俄羅斯全面入侵開始後的幾個小時內實施嚴格的貨幣限制，委員會與烏克蘭國家銀行達成協議，自2025年1月1日起，在戒嚴期間禁止從存管會計系統中提取外國發行人的證券。
北約秘書長呂特表示，烏克蘭總統澤連斯基對德國總理朔爾茨的嚴厲批評並不公平，指出朔爾茨對烏克蘭的貢獻值得稱讚，在任期間德國對烏克蘭的軍事援助僅次於美國，烏克蘭應該對此表示感謝，但呂特表明支持在不限制使用的情況下，向烏克蘭提供德製金牛座遠端導彈。
德國政府表示，已向烏克蘭提供15輛豹1A5坦克、1套短程和1套中程IRIS-T防空系統、2架愛國者防空發射器以及其他最新交付的援助物資。
歐盟國防和航太專員庫比柳斯表示，歐盟預計將在2025年生產約200萬枚炮彈，目前只有20-25%的武器是在歐盟內生產，其餘的是從外部來源購買，強調歐盟增加武器生產取決於歐洲政府的訂單，而目前相關訂單仍然不足，警告如果沒有與國防製造商簽訂長期合同，歐洲不太可能在未來幾年為烏克蘭增加武器和彈藥的生產。
義大利內閣公布法令，允許繼續向烏克蘭提供手段、材料和裝置，以支援其對俄羅斯的戰爭努力，直到2025年底。
歐洲投資銀行表示，已向烏克蘭國家電網運營商提供8,950萬美元，以保護烏克蘭能源基礎設施免受無人機襲擊。
烏克蘭基輔國際社會學研究所公布民意調查顯示，大約73%受訪烏克蘭人支持烏克蘭重建核武器庫的想法，20%反對，約一半受訪者表示，即使以失去西方援助和受到制裁為代價，亦．會支援發展核武器。
伊科庫契里夫民主倡議基金會和拉祖姆科夫中心公布民意調查顯示，近47%受訪烏克蘭人支持烏克蘭在部分領土處於俄羅斯佔領的情況下加入北約，55%受訪者認為加入北約是烏克蘭最好的安全選擇，60%受訪者認為是防止俄羅斯未來侵略的唯一方法。

## 12月24日

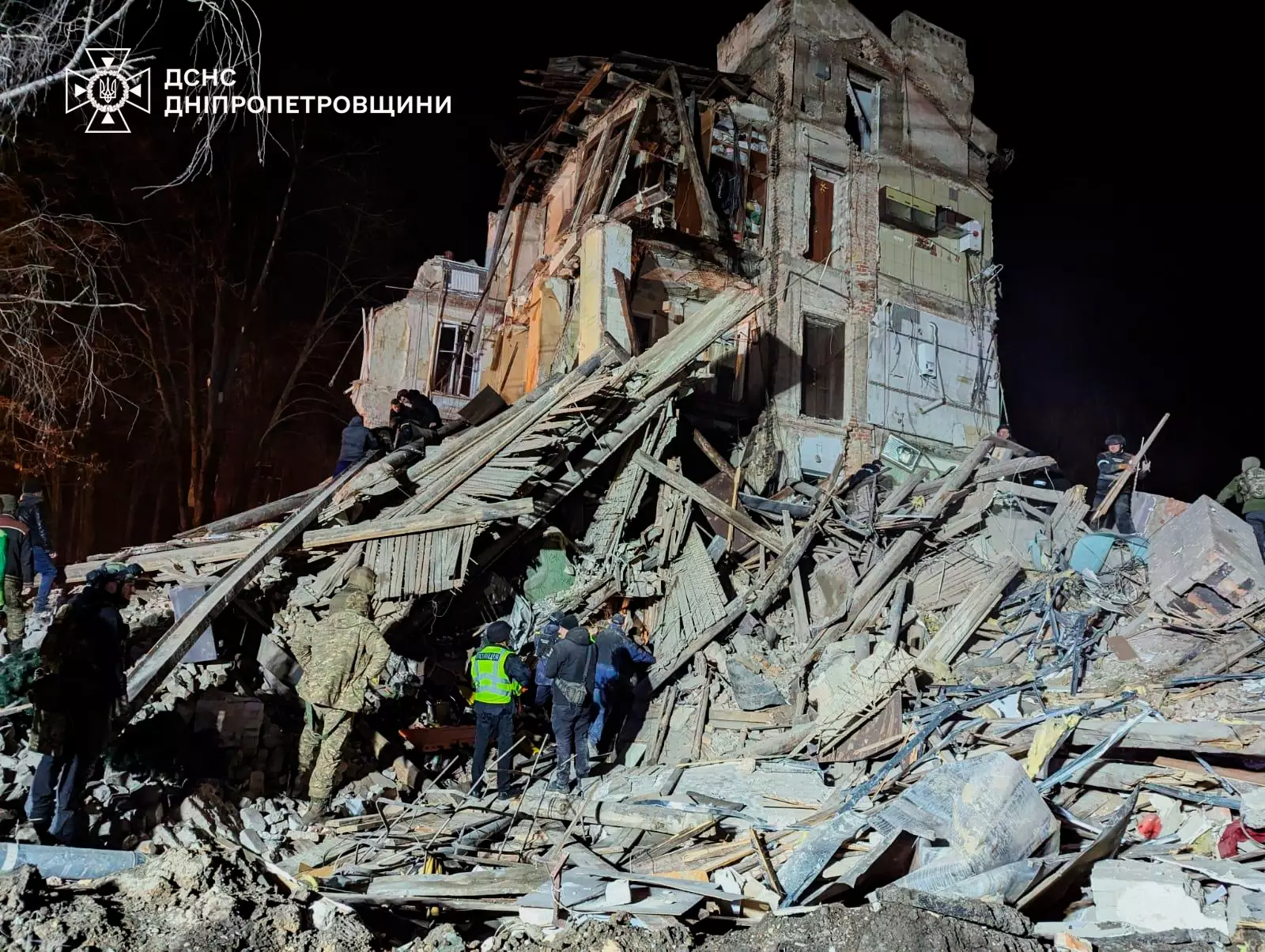
俄軍襲擊克里維里赫後

烏克蘭地方政府表示，截至24日上午9時，俄羅斯在過去24小時內襲擊赫爾松、蘇梅、尼古拉耶夫、第聶伯羅彼得羅夫斯克、頓涅茨克、盧甘斯克、哈爾科夫和切爾尼戈夫等地，至少造成2名平民死亡，5名平民受傷。烏克蘭空軍表示，俄羅斯在午夜至凌晨期間，對烏克蘭發動大規模的無人機襲擊，俄軍從布良斯克、米列羅沃和濱海阿赫塔爾斯克發射60架見證者-136無人機和不明型號無人機，防空系統在哈爾科夫、波爾塔瓦、蘇梅、基輔、扎波羅熱、赫梅利尼茨基、第聶伯羅彼得羅夫斯克和切爾尼戈夫地區擊落36架無人機。另有23架無人機因電子戰措施，未能擊中目標。第聶伯羅彼得羅夫斯克州州長表示，平安夜俄軍發射1枚彈道導彈擊中克里維里赫一棟公寓樓，至少造成1名平民死亡，15名平民受傷。
烏克蘭武裝部隊總參謀部表示，自全面入侵以來，俄羅斯在烏克蘭損失777,720名士兵，過去一天俄軍有1,630人傷亡，累計損失9,624輛戰車、19,915輛裝甲戰鬥車輛、32,086輛車輛和油箱、21,323門火砲系統、1,256套多管火箭系統、1,030套防空系統、369架飛機、329架直升機、20,834架無人機、2,948枚巡弋飛彈、28艘船隻和1艘潛艦等。烏克蘭軍方南部司令部發言人表示，俄軍可能正試圖奪取第聶伯河西岸或其中一個島嶼上的橋頭堡，以便將火力轉移到該處，從新立足點俄軍可以向位於第聶伯河西岸沿岸的赫爾松地區的和烏克蘭部隊開火。目前，俄軍每天在該地區進行5至7次的小型步兵攻擊，以發現烏克蘭防禦弱點。烏克蘭海軍發言人表示，俄羅斯在維護其艦隊方面存在系統性問題，受制裁影響缺乏外國部件維修船艦，是俄羅斯國防部軍事建設部門旗下「大熊座號」貨船在地中海爆炸沉沒的其中一個原因。
俄羅斯國防部表示，在過去一天俄軍擊落4枚美製海馬斯多管火箭炮彈和65架無人機。
俄羅斯國防部表示，過去一天，烏軍在特別軍事行動中損失1,480名軍人。俄軍航空兵、無人機、導彈部隊和炮兵摧毀146個有生力量和烏軍裝備聚集區。自特別軍事行動開始以來，俄軍共摧毀烏軍650架飛機、283架直升機、38,420架無人機、590個防空系統、19,967輛坦克和裝甲車、1,504個多管火箭發射系統、19,969門火炮和迫擊炮、29,469輛特種軍用車輛。
烏克蘭第2年在12月25日慶祝聖誕節，不再遵循蘇聯或俄羅斯的節日慣例。烏克蘭總統澤連斯基在平安夜發表聖誕致辭，提及到在戰火下慶祝第3次聖誕節，烏克蘭所需要的只是在自己的土地上和平地生活，看到太陽、天空以及天空中的聖誕星星，而不是伊朗製的見證者-136無人機無人機和俄羅斯的導彈。烏克蘭人民不能充分地慶祝，不是每個人都在家，不是每個人都有家，也不是每個人都和我們在一起。呼籲為士兵、戰俘和被佔領土上的人祈禱，無論我們今天在哪裡，我們都在一起，作為一個大家庭，作為一個聯合國家。祝願所有烏克蘭人享有和平、正義和快樂，為此而戰和祈禱。
烏克蘭總理什梅加爾表示，已經從美國凍結的俄羅斯資金利潤中，獲得10億美元貸款。
烏克蘭國防部長烏梅羅夫表示，內閣批准決議簡化採購國內生產的無人機和電子戰裝置，確保更快、更透明、更高效的流程，軍事指揮官無需複雜的官僚批准，便可購買相關裝置。
烏克蘭別爾江斯克市軍事管理局代理負責人馬特維延科表示，俄羅斯任命的俄佔別爾江斯克負責人瓦西里·內切特在一場汽車爆炸中受傷。
俄羅斯獨立調查媒體「iStories」報道，一名在2022年於赫爾松地區被俄軍強制驅逐到俄羅斯的烏克蘭兒童，在今年1月10日被發現在寄養家庭住所附近自殺。其俄羅斯家庭成員表示，該名兒童在自殺時已經成年，與他們無關。有消息指該名兒童曾經計劃返回烏克蘭探望生母，但遭到寄養家庭阻止。兒童居住在烏克蘭的生母表示，不相信兒子決定自殺，亦不清楚同樣被驅逐到俄羅斯的女兒下落。

## 12月25日

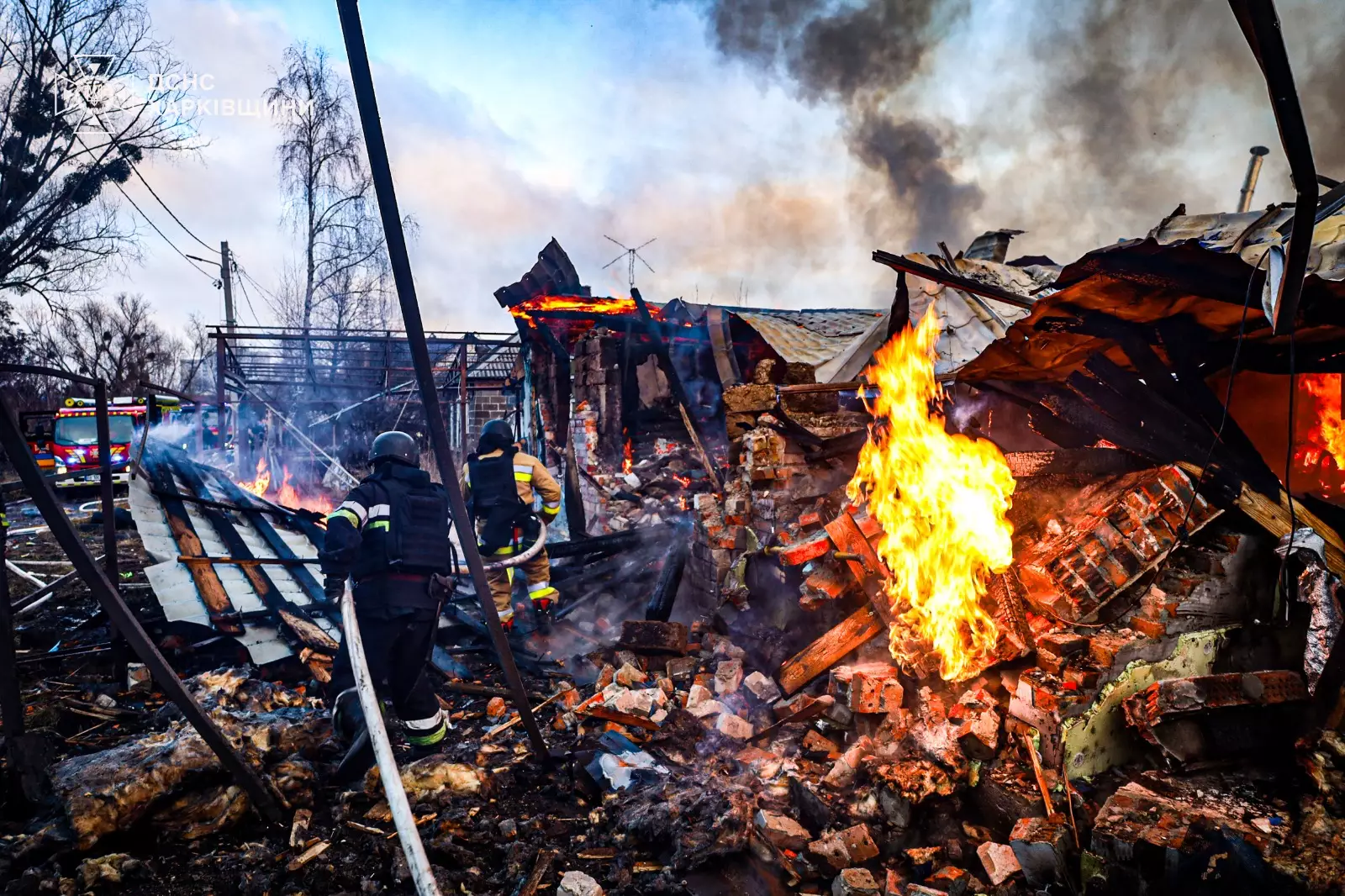
俄羅斯襲擊哈爾科夫市後

烏克蘭空軍表示，俄羅斯在平安夜至聖誕節凌晨期間，對烏克蘭能源設施發動大規模無人機和導彈襲擊，共發射78枚導彈和106架無人機，其中俄軍從沃羅涅日地區2枚KN-23彈道導彈，從伏爾加格勒和里海地區上空使用Tu-95MS戰略轟炸機發射50枚Kh-101和Kh-55SM巡航導彈，從黑海發射12枚口徑巡弋導彈，從別爾哥羅德地區發射4枚Kh-59/Kh-69導彈和10枚S-300/S-400導彈，從濱海阿赫塔爾斯克、米列羅沃區、布良斯克和奧廖爾發射106架見證者-136無人機和不明型號無人機，襲擊哈爾科夫、基輔、第聶伯羅彼得羅夫斯克、波爾塔瓦、日托米爾、伊萬諾-弗蘭科夫斯克和扎波羅熱等地區的能源設施，防空系統擊落54架無人機，50枚Kh-101、Kh-55SM和口徑巡航導彈和4枚Kh-59/Kh-69導彈。另有52架無人機因電子戰措施，未能擊中目標。哈爾科夫州州長表示，哈爾科夫市遭受受彈道導彈的大規模火力攻擊，至少造成6人受傷。第聶伯羅彼得羅夫斯克州州長，俄羅斯對第聶伯羅彼得羅夫斯克州能源基礎設施的襲擊，至少造成1人死亡。
烏克蘭武裝部隊總參謀部表示，自全面入侵以來，俄羅斯在烏克蘭損失779,320名士兵，過去一天俄軍有1,600人傷亡，累計損失9,628輛戰車、19,923輛裝甲戰鬥車輛、32,117輛車輛和油箱、21,333門火砲系統、1,256套多管火箭系統、1,030套防空系統、369架飛機、329架直升機、20,908架無人機、2,948枚巡弋飛彈、28艘船隻和1艘潛艦等。烏克蘭軍方盧甘斯克作戰戰術小組發言人表示，俄軍開始在頓涅茨克州的托雷茨克和恰西夫亞爾附近使用裝甲戰車、摩托車和越野車參與戰鬥，變得更加活躍，目前局勢最為困難。
俄羅斯國防部 表示，在過去一天俄軍擊落5枚美製海馬斯多管火箭炮彈和119架無人機。
俄羅斯國防部表示，早上俄軍對烏克蘭軍工企業相關的關鍵能源設施發動大規模打擊，目的達成，各處目標設施均被命中。中部集團軍部隊已經佔領頓涅茨克地區新特魯德村。過去一天，烏軍在特別軍事行動中損失1,495名軍人。俄軍航空兵、無人機、導彈部隊和炮兵摧毀140個有生力量和烏軍裝備聚集區，包括摧毀1個外國雇傭軍和烏克蘭國家安全局的部署點。
烏克蘭傳媒「基輔獨立報」引述烏克蘭國家安全局消息報道，烏克蘭遠端無人機襲擊俄羅斯羅斯托夫州卡達莫夫斯基軍事訓練場一個彈藥庫，彈藥庫完全被摧毀。
烏克蘭戰略通訊中心表示，午夜至凌晨期間，烏軍襲擊俄羅斯庫爾斯克州利戈夫第810近衛海軍步兵旅位於一棟廢棄民用建築中的指揮所，削弱俄軍協調針對烏克蘭人民軍事行動的能力。庫爾斯克州代理州長表示，烏克蘭襲擊利戈夫民用設施和基礎設施，造成4人死亡，5人受傷。
俄羅斯多間獨立傳媒報道，在哈薩克阿克套墜毀的阿塞拜疆航空客機疑似遭到俄羅斯地對空防空導彈擊落，現場照片顯示機尾出現遭防空導彈擊中的損毁痕跡。該客機原定由的阿塞拜疆首都巴庫飛往俄羅斯車臣首府格羅茲尼，車臣當地同日曾經遭到無人機襲擊。阿塞拜疆總統阿利耶夫表示，客機曾經因天氣轉差問題改道，強調墜毀原因仍然未明。俄羅斯聯邦航空運輸署聲稱，客機與一群鳥相撞，促使飛行員試圖緊急降落。
摩爾多瓦總統桑杜表示，在俄羅斯對烏克蘭的大規模襲擊中，1枚俄羅斯導彈進入摩爾多瓦領空，譴責相關行為，形容顯然違反國際法，並全力聲援烏克蘭。監控Telegram頻道表示，1枚俄羅斯導彈進入羅馬尼亞領空，羅馬尼亞國防部表示相關指控未得到證實。波蘭作戰司令部表示，波蘭派出戰機，以應對俄羅斯在烏克蘭西部的導彈威脅。
烏克蘭總統澤連斯基表示，日本準備從凍結的俄羅斯資產中向烏克蘭追加撥款30億美元，在與日本首相石破茂的通話中，感謝日本向烏克蘭提供的援助，並講述俄羅斯在平安夜至聖誕節凌晨對烏克蘭能源基礎設施的大規模襲擊。
烏克蘭國防部表示，已批准烏克蘭製造的什徹德里克無人機用於軍事用途，增強對電子戰的抵抗力，並可以負責監測俄軍在戰場上的行動，適合全天候執行任務。
俄羅斯副總理諾瓦克表示，俄羅斯準備透過繞過烏克蘭的替代路線向歐洲供應天然氣。
俄羅斯聯邦國家統計局表示，在戰爭支出和食品價格上漲的推動下，俄羅斯的通貨膨脹率達到近一年來的最高水平。
美國總統拜登譴責俄羅斯在聖誕節當天對烏克蘭的大規模襲擊，已經指示國防部繼續激增向烏克蘭運送武器，並承諾繼續支援烏克蘭，直到擊敗俄羅斯的侵略。
美國總統當選人特朗普提名的烏克蘭和俄羅斯事務特使凱洛格將軍表示，在聖誕節應該是和平的時刻，但烏克蘭在聖誕節遭到殘酷的襲擊，譴責相關襲擊，並形容在主誕生之日發動大規模導彈和無人機攻擊是錯誤的，世界正在密切關注雙方的行動，美國比以往任何時候都更加有決心為當地帶來和平。
烏克蘭筆會表示，曾在波克羅夫斯克前線作戰，來自哈爾科夫的34歲的詩人兼散文作家奧列克西·貝茲帕爾采夫在哈爾科夫州執行戰鬥任務時陣亡。

## 12月26日

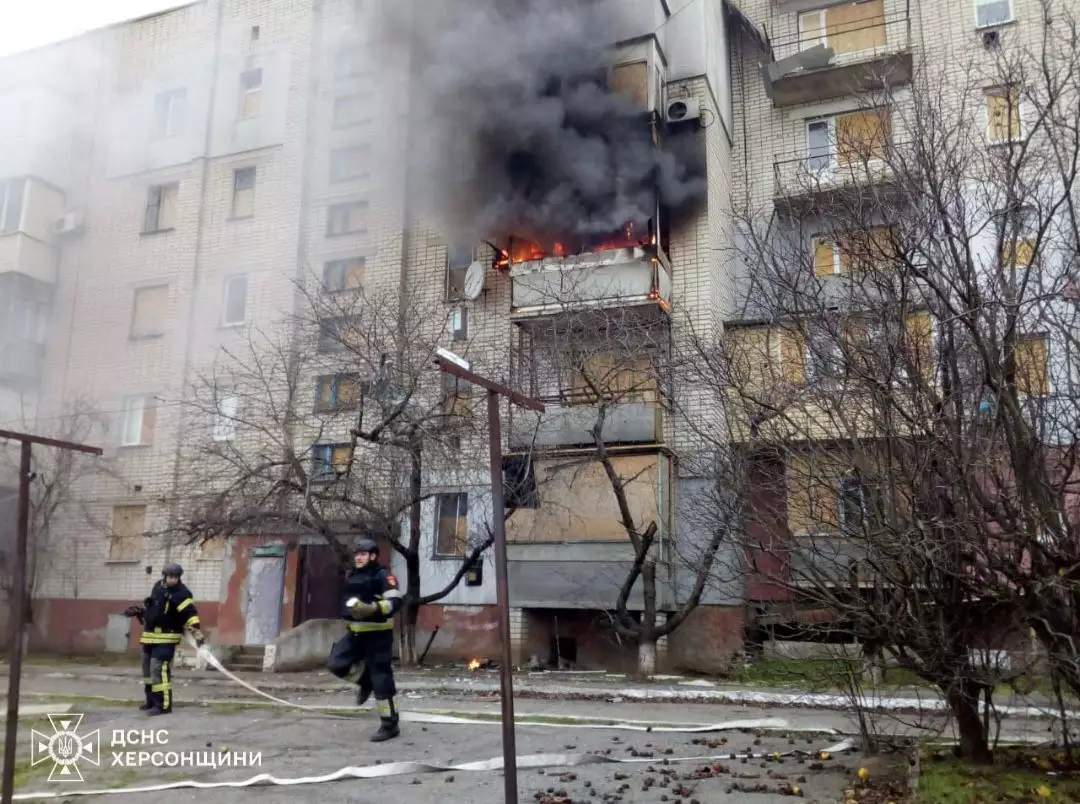
俄羅斯襲擊赫爾松州比洛澤爾卡後

烏克蘭國家應急服務部門表示，俄軍使用無人機襲擊第聶伯羅彼得羅夫斯克州尼科波爾市的中央市場，至少造成8名平民受傷。
烏克蘭武裝部隊總參謀部表示，自全面入侵以來，俄羅斯在烏克蘭損失780,860名士兵，過去一天俄軍有1,540人傷亡，累計損失9,630輛戰車、19,933輛裝甲戰鬥車輛、32,180輛車輛和油箱、21,357門火砲系統、1,256套多管火箭系統、1,031套防空系統、369架飛機、329架直升機、20,971架無人機、3,003枚巡弋飛彈、28艘船隻和1艘潛艦等。烏克蘭國防部情報總局表示，部署在俄羅斯庫爾斯克州的北韓士兵繼續遭受重大損失，並且出現嚴重的後勤問題，包括由於戰鬥行動導致的飲用水短缺，而俄軍繼續向北韓士兵提供彈藥和食物，以維持陣地並恢復攻擊行動。烏克蘭赫爾松州州長表示，俄羅斯破壞組織正試圖站穩腳跟，並增加對赫爾松州的襲擊次數，形容情況並不罕見。
俄羅斯國防部表示，南部集團軍部隊已經佔領頓涅茨克地區吉甘特居民點。過去一天，烏軍在特別軍事行動中損失1,505名軍人。
烏克蘭戰略通訊中心表示，烏克蘭空軍襲擊俄羅斯羅斯托夫州卡門斯克-沙赫廷斯基一家工廠，該工廠生產彈道導彈的固體推進劑。另外中心表示，24日午夜至25日凌晨期間，烏軍襲擊俄羅斯庫爾斯克州利戈夫第810近衛海軍步兵旅位於一棟廢棄民用建築中的指揮所，至少造成18名俄羅斯士兵死亡。
總部位於阿塞拜疆首都巴庫的國際傳媒「AnewZ」引述阿塞拜疆政府消息報道，25日在哈薩克阿克套墜毀的阿塞拜疆航空客機在飛越俄羅斯車臣上空期間，俄羅斯防空部隊正在積極嘗試擊落烏克蘭無人機，客機遭到俄羅斯鎧甲-S防空系統擊落，事件導致至少38人死亡。
俄羅斯總統普京表示，針對俄羅斯領土的打擊行為，一定會還擊，必要時會再次使用「榛樹」高超音速彈道導彈，目前俄羅斯手上同類系統數量不多，如有需要將會根據情況使用威力更大的中程武器。俄羅斯正努力結束俄烏衝突，首要任務是明年繼續達成特別軍事行動的一切既定目標，又指將烏克蘭加入北約的時間推遲10至15年，不能改變俄羅斯的處境，指俄羅斯一直主張向歐洲供應天然氣，以及經濟問題「去政治化」，強調如果沒有歐洲的支持，烏克蘭無法存在。提到斯洛伐克準備舉行俄羅斯與烏克蘭之間的談判，俄羅斯並不反對斯洛伐克作為談判的東道主。
俄羅斯外交部部長拉夫羅夫表示，在烏克蘭實施停火是死路一條，俄羅斯不接受關於調解烏克蘭問題的空談，俄羅斯需要最終的法律協議，該協議應規定所有保障俄羅斯安全和鄰國安全的合法利益，應確立無法違反協議的機制。法國通過非公開渠道向俄羅斯提議，在無基輔參與下就烏克蘭問題對話，形容法國，發出的信號似乎違背西方的規則，即沒有烏克蘭的參與，就不討論烏克蘭的問題。同時，法國也是向烏克蘭派遣維和部隊的發起者，並在其烏克蘭境內訓練烏克蘭士兵，認為這種模稜兩可的行為，並不能激發俄羅斯認真相關提議。另外拉夫羅夫表示，俄軍只會瞄准軍事設施、軍事工業設施和其他與烏克蘭武裝力量保障有關的設施，攻擊威脅俄羅斯領土、民用設施以及造成平民喪生的陣地。重申總統普京曾經的講話，俄羅斯選擇烏克蘭境內打擊目標的出發點完全是基於對俄羅斯造成威脅的情況，選擇對民用目標發動反擊，不符合俄羅斯的原則。
俄羅斯聯邦安全局表示，成功挫敗烏克蘭情報部門特工策劃對參加特別軍事行動的俄羅斯國防部高官及其家屬的系列暗殺圖謀，參與策劃暗殺圖謀的4名俄羅斯公民被拘留，查獲用於犯罪活動的自制爆炸裝置和通信工具，將面臨終身監禁。
烏克蘭總檢察長辦公室表示，指控第211浮橋旅指揮官濫用職權，虐待、敲詐和羞辱下屬，在2024年2月至5月期間，該指揮官在前線服役時至少毆打3名士兵，包括命令下屬將1名士兵綁在木製十字架上至少4小時。
烏克蘭內政部特殊情況失蹤人員部門負責人博加圖克表示，自特殊情況下失蹤人員統一登記冊生效以來，已登記超過7萬名被視為失蹤人員的資訊，仍然積極搜找約6萬人。
波蘭總理圖斯克批評匈牙利總理歐爾班在聖誕節俄羅斯對烏克蘭進行大規模導彈襲擊期間，在訪談中表示，普京是匈牙利人民最誠實的合作夥伴。
自由歐洲電台／自由電台引用衛星圖片分析報道，俄羅斯當局為保護克里米亞大橋建造由躉船等組成的屏障，在風暴中被摧毁。

## 12月27日
烏克蘭地方政府表示，截至27日上午9時，俄羅斯在過去24小時內襲擊赫爾松、蘇梅、尼古拉耶夫、第聶伯羅彼得羅夫斯克、頓涅茨克、盧甘斯克、哈爾科夫和切爾尼戈夫等地，至少造成6名平民死亡，6名平民受傷。
烏克蘭武裝部隊總參謀部表示，自全面入侵以來，俄羅斯在烏克蘭損失782，510名士兵，過去一天俄軍有1,650人傷亡，累計損失9,644輛戰車、19,951輛裝甲戰鬥車輛、32,262輛車輛和油箱、21,379門火砲系統、1,256套多管火箭系統、1,032套防空系統、369架飛機、329架直升機、20,999架無人機、3,003枚巡弋飛彈、28艘船隻和1艘潛艦等。烏克蘭國防部情報總局表示，獲取俄羅斯軍事人員會議情報，並與烏克蘭無人系統部隊和國家安全局一同制定攻擊計劃，使用美製海馬斯多管火箭炮和無人機襲擊俄佔扎波羅熱地區的俄軍車隊，3名俄羅斯高級軍官在襲擊中喪生。烏克蘭軍方南部司令部發言人表示，烏軍挫敗俄羅斯在第聶伯河三角洲一個島嶼上建立陣地的企圖。
俄羅斯國防部表示，過去一周內，烏軍在特別軍事行動中損失12,910名軍人，使用高精度武器和無人機對烏軍目標和保障軍工綜合體企業運行的能源設施發動1次密集和37次集群打擊，防空系統擊落4枚英製暴風影導彈，1枚海王星遠程導彈、2枚法製鐵錘航空制導炸彈，31枚美製海馬斯火箭炮彈和496架無人機。自俄軍開展特別軍事行動以來，已摧毀烏軍650架戰機、283架直升機、38,648架無人機、590套防空系統、20,057輛坦克及其它裝甲戰車、1,504套多管火箭系統、20,043門火炮和迫擊炮以及29,584輛特種軍用車輛。
烏克蘭總統澤連斯基表示，敦促中國利用其對北韓的影響力，防止北韓繼續向俄羅斯派遣士兵，並部署到前線，強調北韓士兵迄今為止在庫爾斯克地區面臨嚴重損失。
烏克蘭武裝部隊總司令瑟爾斯基表示，在與總參謀部、分支指揮官和個別戰鬥部隊領導人協商後，計劃將基礎軍事訓練延長至兩個月，以加強士兵的準備和安全。烏克蘭總理什梅加爾表示，位於扎波羅熱市和附近定居點的防禦工事建設已經100%完成。烏克蘭國防部情報總局發言人尤索夫表示，烏克蘭擁有能夠飛越2千公里距離的無人機，烏克蘭對俄羅斯領土的所有襲擊都針對軍事和工業設施，而不是民用基礎設施。
烏克蘭外交部發言人泰克伊表示，烏克蘭已經完成第二次全球和平峰會的必要準備工作，總統澤連斯基提出的10點和平公式仍是烏克蘭結束戰爭願景的核心和解決方法的基礎。烏克蘭新任駐聯合國大使梅爾尼克表示，烏克蘭加入北約仍然在議程上，但目前外交努力的重點是獲得強而有力的安全保證，如果俄羅斯再次發動襲擊，合作伙伴應該仔細寫下將用什麼軍事手段來保衛烏克蘭，強調需要超越布達佩斯安全保障備忘錄等純粹政治承諾的保證。
烏克蘭教育部副部長庫茲米霍娃表示，由於俄羅斯空襲經常針對包括教育設施在內的民用基礎設施，因此烏克蘭計劃在2025年9月開放150多個地下教育設施，集中在前線地區和受俄羅斯炮擊影響最大的地區。
南韓國家情報院表示，透過與友好國家情報組織實時資訊共享，確認1名受傷的北韓士兵被烏克蘭俘虜，計劃徹底調查事件。該被俘虜的士兵不久後死亡。
美國國家安全會議戰略溝通協調官柯比表示，北韓士兵在庫爾斯克州與俄軍一同對抗烏克蘭時遭受大規模傷亡，認為僅在過去一週內就有1千多名北韓士兵死亡或受傷。
斯洛伐克總理菲科表示，如果烏克蘭堅持拒絕延長將於12月31日到期的俄羅斯天然氣過境協議，將評估對烏克蘭實施對等措施，包括停止電力供應。
美國傳媒「紐約時報」引述不具名美國官員消息報道，美國供應烏克蘭的美製遠端陸軍戰術導彈系統庫存正在減少。在美國總統拜登允許烏克蘭向俄羅斯領土發射相關導彈時，烏克蘭的武器庫中可能只剩約50枚導彈。由於武器供應減少和美國政策可能發生變化，烏克蘭目前正在限制相關襲擊。
英國傳媒「金融時報」引述取得的俄羅斯武器研究中心材料列表報道，儘管俄羅斯在全面入侵烏克蘭後，國防工業受到西方國家制裁，但俄羅斯新型「榛樹」高超音速彈道導彈仍然使用西方公司的先進製造裝置開發，包括德國和日本金屬加工系統。
美國傳媒「有線電視新聞網」引述調查報道，俄羅斯在韃靼斯坦阿拉布加經濟特區耶拉布加無人機工廠大幅增加見證者-136無人機和更便宜的非洲菊無人機的產量。2023年工廠生產2,738架見證者-136無人機，2024年前九個月產量增加，生產5,760架，並計劃到2024年底生產1萬架非洲菊無人機。
新聞通訊社「彭博社」引述美國不具名官員消息報道，根據目前情況推斷烏軍將在明年春季被迫撤出烏佔庫爾斯克地區，以避免在俄軍奪回領土的攻擊中遭受重大傷亡。

## 12月28日

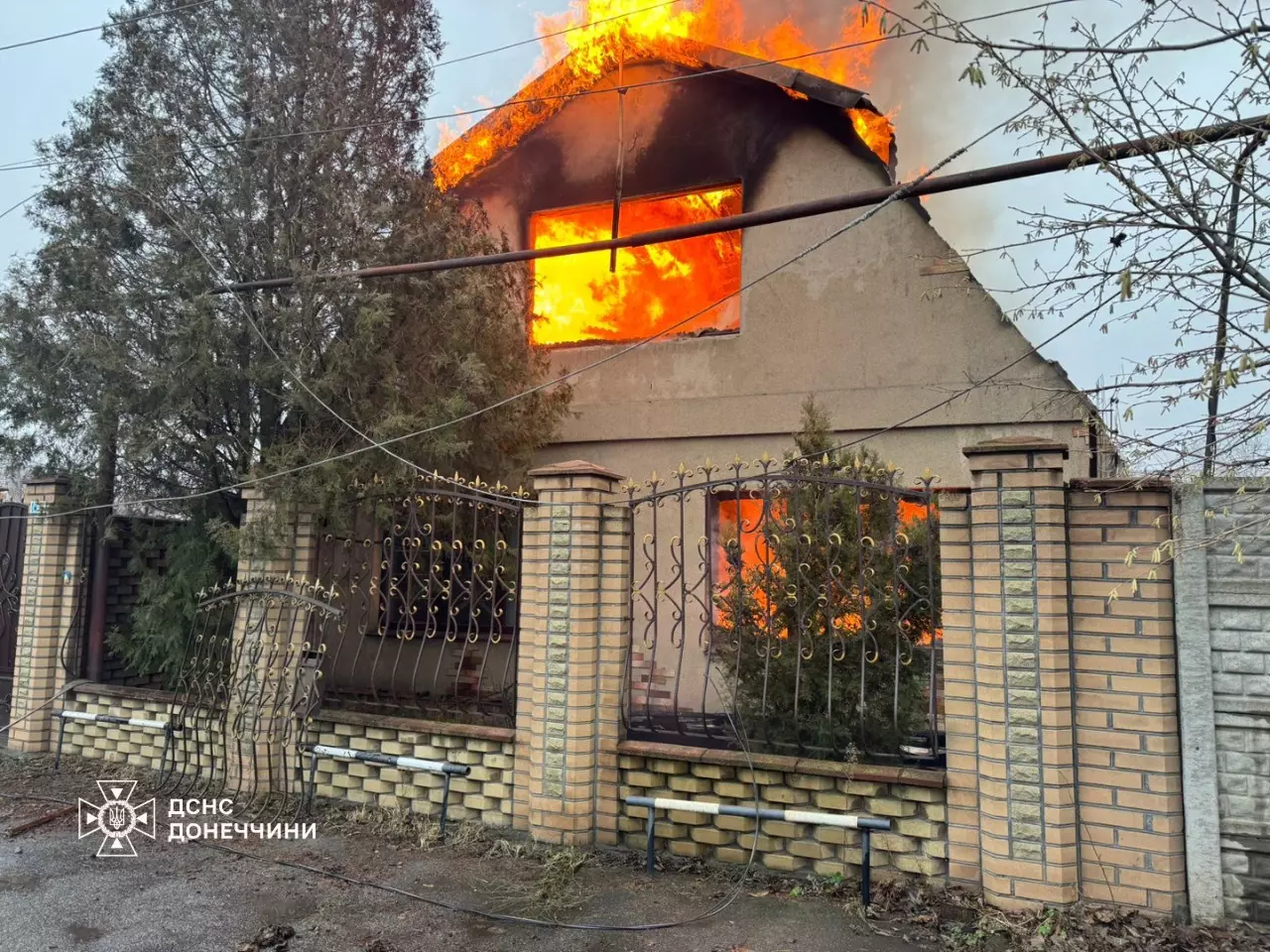
俄軍襲擊波克羅夫斯克後

烏克蘭赫爾松州州長表示，俄軍炮擊赫爾松州比洛澤爾卡，至少造成8名平民受傷，包括2名兒童。
烏克蘭武裝部隊總參謀部表示，自全面入侵以來，俄羅斯在烏克蘭損失784,200名士兵，過去一天俄軍有1,690人傷亡，累計損失9,651輛戰車、19,970輛裝甲戰鬥車輛、32,328輛車輛和油箱、21,408門火砲系統、1,256套多管火箭系統、1,032套防空系統、369架飛機、329架直升機、21,013架無人機、3,003枚巡弋飛彈、28艘船隻和1艘潛艦等。
俄羅斯沃羅涅日州州長表示，防空部隊上午在沃羅涅日州上空擊落10多架無人機，其中1架無人機的碎片損壞俄羅斯沃羅涅日州鐵路。
俄羅斯國防部表示，過去一天，烏軍在特別軍事行動中損失1,470名軍人。
烏克蘭武裝部隊總參謀部表示，烏克蘭空軍襲擊俄羅斯西部奧廖爾地區一個軍事設施，摧毀一個無人機儲存、維護和維修設施，大大降低俄軍使用無人機對烏克蘭民用基礎設施進行空襲的能力。俄羅斯傳媒「Astra」報道，3枚英製暴風影導彈擊中設施，造成2人死亡，7人受傷。
烏克蘭總統澤連斯基表示，譴責斯洛伐克總理菲科威脅若烏克蘭繼續拒絕延長俄羅斯天然氣過境協議，將會在冬季切斷斯洛伐克對烏克蘭的緊急電力供應。澤連斯基形容菲科似乎一直在執行俄羅斯總統普京的命令，犧牲斯洛伐克人民的利益為代價，對烏克蘭開闢第二個能源戰線。
俄羅斯總統普京致電阿塞拜疆總統阿利耶夫，討論阿塞拜疆航空客機在哈薩克墜毀造成38人死亡的空難，並且就事件致歉，指客機試圖降落車臣首府格羅茲尼時，俄羅斯的防空系統正在啟動，反制烏克蘭對格羅茲尼等地的無人機攻擊，但普京沒說明是否俄羅斯防空系統擊落客機，形容事件是悲劇。另外俄羅斯總統普京簽署發明，批准更新後的俄羅斯聯邦打擊極端主義戰略，將烏克蘭列為極端主義的主要來源之一，形容是嚴重威脅，並首次將恐俄概念列入戰略中。
烏克蘭武裝部隊總司令瑟爾斯基表示，2024年俄羅斯在烏克蘭損失42.1萬名士兵，是自入侵開始以來的最高代價，烏軍正在保持對戰略重要地區的控制，確保黑海西部的安全，並削弱敵人的軍事和工業潛力。武裝部隊在2024年建立無人系統部隊，是現代技術戰爭條件下的必要條件。與2023年相比，向烏軍交付的無人系統數量增加19倍，被擊中和摧毀的俄軍目標數量增加3.7倍，烏克蘭亦透過深度打擊手段，攻擊俄羅斯境內軍事目標，削弱俄羅斯的軍事潛力。烏克蘭國防部長烏梅羅夫表示，烏克蘭在2024年生產超過150萬架第一人稱視覺無人機，國內生產的無人機佔烏軍使用的全部無人機96.2%。
俄羅斯總統新聞秘書佩斯科夫表示，採取中立立場並與莫斯科和基輔進行對話的國家可以成為俄羅斯和烏克蘭之間的談判平台，並形容這樣的國家有很多。俄羅斯尊重這些國家的所有維和努力，總統普京亦與這些國家的領導層保持著良好、建設性的關係。
烏克蘭總統辦公室主任葉爾馬克表示，27日首批烏克蘭購買的美國液化天然氣已經抵達希臘的液化天然氣碼頭，指出俄羅斯在戰爭期間試圖摧毀烏克蘭的能源系統，但烏克蘭在能源戰線上再次取得勝利。
德國外交部長貝爾伯克表示，俄羅斯用於規避制裁的影子艦隊，在過去幾個月內破壞位於波羅的海的重要海底電纜，影響國家安全，敦促對俄羅斯實施更嚴厲的制裁。
拉脫維亞國防部長斯普魯茲表示，拉脫維亞將透過國際無人機聯盟向烏克蘭提供1千多架各種型號戰鬥無人機。
希臘傳媒「每日報」報道，希臘將向烏克蘭提供24枚海麻雀防空導彈，以抵禦俄羅斯進行的空襲。

## 12月29日
烏克蘭地方政府表示，截至29日上午9時，俄羅斯在過去24小時內襲擊赫爾松、蘇梅、尼古拉耶夫、第聶伯羅彼得羅夫斯克、頓涅茨克、盧甘斯克、哈爾科夫和切爾尼戈夫等地，至少造成2名平民死亡，14名平民受傷。
烏克蘭武裝部隊總參謀部表示，自全面入侵以來，俄羅斯在烏克蘭損失785,930名士兵，過去一天俄軍有1,730人傷亡，累計損失9,656輛戰車、19,981輛裝甲戰鬥車輛、32,410輛車輛和油箱、21,450門火砲系統、1,256套多管火箭系統、1,032套防空系統、369架飛機、329架直升機、21,038架無人機、3,003枚巡弋飛彈、28艘船隻和1艘潛艦等。烏克蘭國防部情報總局表示，4個位於俄佔頓涅茨克地區由俄軍使用的俄羅斯電訊運營商「Phoenix」的電信裝置被摧毀，俄羅斯列寧格勒地區的蜂窩通訊設備和雅羅斯拉夫爾地區鐵路交通控制的3個鐵路中繼櫃亦被摧毀。
俄羅斯國防部表示，在過去一天俄軍擊落61架無人機。
俄羅斯國防部表示，中部集團軍部隊已經佔領頓涅茨克地區新特羅伊茨科耶居民點。俄軍航空兵、無人機、導彈部隊和炮兵摧毀137個有生力量和烏軍裝備聚集區。自特別軍事行動開始以來，俄軍共摧毀烏軍650架飛機、283架直升機、38,813架無人機、590個防空系統、20,083輛坦克和裝甲車、1,504個多管火箭發射系統、20,073門火炮和迫擊炮、29,621輛特種軍用車輛。
烏克蘭國防部長烏梅羅夫表示，烏克蘭已從丹麥、法國和立陶宛獲得超過1.56億美元資金，以加強國防工業，將支援遠端無人機、導彈和大炮的生產。烏克蘭總統辦公室主任葉爾馬克表示，俄羅斯可能會升級其混合戰爭戰術，破壞歐洲基礎設施或在北約邊境發起挑釁。
俄羅斯外交部長拉夫羅夫表示，俄羅斯拒絕傳媒報道，美國總統當選人特朗普團隊計劃提出，將烏克蘭加入北約的時間延遲20年以及在烏克蘭部署歐洲維和部隊的和平協議相關內容，認為該建議只是將戰線凍結，並且將對抗俄羅斯的責任轉移至歐洲，而且反對在烏克蘭部署歐洲維和部隊。
烏克蘭外交部長西比哈表示，2024年歐盟進口的俄羅斯液化天然氣創歷史新高，而市場上有足夠的液化天然氣，認為必須禁止進口俄羅斯液化天然氣，取而代之的是來自美國和其他合作伙伴的供應，不能再為俄羅斯犯罪政權的侵略、戰爭罪和混合攻擊提供資金。
烏克蘭空軍否認俄羅斯國家通訊社「塔斯社」關於1名烏克蘭飛行員在庫爾斯克州向俄軍投降的報。指出確實有1名曾在空軍服役的軍事人員被俘的案件。
俄羅斯聯邦安全局表示，1名俄羅斯公民因向烏克蘭軍事情報機構提供莫斯科州燃料能源綜合體設施的照片而被拘留。俄羅斯聖彼得堡地方法院表示，26日一名16歲女孩涉嫌在學校公告欄上張貼，題為俄羅斯英雄的海報，上面有在俄羅斯入侵烏克蘭期間協助烏克蘭政府抵禦侵略的「俄羅斯志願軍團」創辦人照片的海報，於27日被俄羅斯當局拘留，被指控公開呼籲實施恐怖活動或公開為恐怖主義辯護的罪行。
烏克蘭警方表示，俄羅斯第76空降師第234空降突擊團的指揮官阿爾喬姆·塔里耶夫涉嫌在2022年布查大屠殺期間，謀殺烏克蘭女子伊琳娜·菲爾基納。菲爾基納被超過15發子彈擊中，同一條街上另有13名平民被殺，菲爾基納遇害的照片在網絡世界流傳，成為布查大屠殺中平民被大規模殺害的象徵。當局表示，確定嫌疑人是對烏克蘭境內戰爭罪調查的重要一步，所有參與殺害平民的人都必須在國際上受到審判。
阿塞拜疆總統阿利耶夫表示，阿塞拜疆航空8243號客機在飛越俄羅斯時被電子戰影響無法控制飛行，並被地面火力損壞後在哈薩克墜毀，並造成38人死亡。表明俄羅斯必須承認阿塞拜疆航空公司飛機在俄羅斯領土上空被地面火力擊中墜毀的責任，指責俄羅斯試圖封口不談事件，且在27日，阿塞拜疆已向俄羅斯提交要求清單，包括道歉、承認責任、追究肇事者刑事責任，以及向阿塞拜疆和受影響的乘客和機組人員支付賠償。
斯洛伐克副總理兼國防部長卡利尼亞克表示，基於目前前線現實情況，烏克蘭可能需要割讓一些領土，斯洛伐克的首要任務是立即停火與和平談判。俄羅斯不可否認是衝突中的侵略者，並違反國際法，但戰後穩定比其確切的邊界更重要。烏克蘭將永遠與俄羅斯共享最長的邊界，但最重要的是停止人們的死亡。
聯合國兒童基金會表示，2024年前九個月烏克蘭的兒童傷亡人數超過2023年的總數，凸顯戰爭對兒童的毀滅性影響，衝突地區的兒童面臨輟學、營養不良或被迫流離失所的風險更高。

## 12月30日
烏克蘭空軍表示，俄羅斯在午夜至凌晨期間，對烏克蘭發動大規模的無人機襲擊，俄軍從濱海阿赫塔爾斯克發射43架見證者-136無人機和不明型號無人機，防空系統在哈爾科夫、波爾塔瓦、敖德薩、頓涅茨克、第聶伯羅彼得羅夫斯克和切爾尼戈夫地區擊落21架無人機。另有22架無人機因電子戰措施，未能擊中目標。
烏克蘭武裝部隊總參謀部表示，自全面入侵以來，俄羅斯在烏克蘭損失787,940名士兵，過去一天俄軍有2,010人傷亡，累計損失9,663輛戰車、20,003輛裝甲戰鬥車輛、32,551輛車輛和油箱、21,494門火砲系統、1,256套多管火箭系統、1,032套防空系統、369架飛機、329架直升機、21,069架無人機、3,003枚巡弋飛彈、28艘船隻和1艘潛艦等。烏克蘭武裝部隊總司令瑟爾斯基表示，俄軍今年約有42.7萬名士兵喪生或受傷，主要是在頓涅茨克州的戰鬥中，而俄羅斯繼續進行不斷利用人潮攻擊，導致遭受創紀錄的損失。
俄羅斯國防部表示，在過去一天俄軍擊落4枚美製海馬斯多管火箭彈和65架無人機。
俄羅斯庫爾斯克州代理州長表示，烏軍襲擊俄羅斯庫爾斯克州利戈夫，至少造成1名平民受傷。俄羅斯獨立傳媒「Mediazona」則引述訃告報道，烏克蘭使用英製暴風影導彈襲擊第76空中突擊師，至少4名中校軍銜以上的軍官被炸死，另有4人在襲擊中死亡，22人受傷。
俄羅斯國防部表示，中部集團軍部隊已經佔領頓涅茨克地區新奧列諾夫卡村。俄軍航空兵、無人機、導彈部隊和炮兵摧毀143個有生力量和烏軍裝備聚集區。自特別軍事行動開始以來，俄軍共摧毀烏軍650架飛機、283架直升機、38,878架無人機、590個防空系統、20,103輛坦克和裝甲車、1,504個多管火箭發射系統、20,093門火炮和迫擊炮、29,644輛特種軍用車輛。
流亡的烏克蘭馬里烏波爾市市長顧問安德留申科表示，馬里烏波爾抵抗運動成員在俄羅斯莫斯科州燒毁2輛前往俄佔烏克蘭地區的火車機車。
烏克蘭總統澤倫斯基表示，在阿拉伯聯合大公國協助斡旋下，與俄羅斯進行第59次交換戰俘，187名烏克蘭士兵和2名平民返回烏克蘭，當中包括87名武裝部隊軍人、43名國民警衛隊成員、33名邊防軍和24名海軍，負責保衛亞速鋼鐵廠、馬裡烏波爾、切爾諾貝利核電站、蛇島和其他前線地區。俄羅斯國防部則表示，作為交換的一部分，150名俄羅斯軍人從烏克蘭獲釋。
烏克蘭總統澤倫斯基任命烏克蘭人權工作者雷舍蒂洛娃出任軍事監察員一職，負責審議士兵的上訴和投訴，提供主要法律援助，進行檢查，並調查侵犯軍人及其家人權利的行為。解除基輔州州長魯斯蘭·克拉夫琴科和波爾塔瓦州州長菲利普·普羅寧職務，將分別被任命為稅務和金融監督委員會的負責人。解除總統辦公室負責軍事指導的副主任羅曼·馬紹韋茨的職務。另外澤連斯基表示，經過多年來的俄羅斯干預，烏克蘭終於有機會為恢復敘利亞的穩定作出貢獻，並強調將繼續努力加強烏克蘭對和平的追求。烏克蘭外交部長西比哈到訪敘利亞大馬士革，會見敘利亞過渡政府實質領導人艾哈邁德·沙拉，討論雙方的合作，承諾烏克蘭支援敘利亞的穩定和復甦，形容與俄羅斯形成鮮明對比，俄羅斯向敘利亞出口炸彈、死亡和破壞，而烏克蘭則出口麵粉、生命和復甦。將會反思俄羅斯支援的政權在敘利亞犯下的暴行，烏克蘭準備分享其在收集證據、進行調查和追究戰犯行為責任方面的經驗。
烏克蘭總理什梅加爾表示，美國將以俄羅斯凍結資產的未來收入，向烏克蘭提供150億美元的資金，協議由烏克蘭財政部和世界銀行簽署，作為烏克蘭和平專案的一部分。
烏克蘭基輔市軍事管理局局長波普科表示，俄羅斯於2024年向基輔市發射1,300多架無人機和250多枚各種型別的導彈，全年首都經歷500多次空襲警報和近200次空襲，能源基礎設施受嚴重破壞，迫使基輔居民忍受大約100天的停電，平均每天停電9小時。
烏克蘭財政部長馬欽柯表示，烏克蘭財政部在2024年獲得417億美元的國際援助，國際援助幫助烏克蘭在大量國防支出中確保全額的社會支付。
烏克蘭國家能源監管委員會表示，從1月1日起，烏克蘭對國內客戶的天然氣運輸費將增加四倍，原俄罗斯的天燃氣過境協議覆蓋運營商「GTS Operator」85%的天然氣運輸收入，並指出運輸費的上漲無法彌補協議到期帶來的全部收入損失，但公司正採取一切可能的措施來降低成本。
美國總統拜登表示，將向烏克蘭提供價值近25億美元的新安全援助計劃，包括為烏克蘭提供12.5億美元的軍事裝備和12.2億美元的烏克蘭安全援助倡議，由國防部領導，透過與美國國防公司的合同為烏克蘭採購武器。相關資源將提供即時和長期的軍事支援，包括防空系統、火炮和其他關鍵武器。美國財政部長耶倫表示，美國將向烏克蘭提供34億美元直接預算支援，該款項是美國國會通過的「2024年烏克蘭安全補充撥款法」分配的最後一部分資金。
德國聯邦檢察官辦公室表示，指控3名拜律特的俄羅斯-德國雙重國籍公民，其中1名是俄羅斯駐烏克蘭代理部隊的前成員，涉嫌為俄羅斯進行間諜活動，拍攝軍事設施照片，包括協助訓練烏克蘭士兵的基地，並計劃破壞鐵路、炸彈襲擊和縱火等。

## 12月31日
烏克蘭空軍表示，俄羅斯午夜至凌晨期間，對烏克蘭發動無人機和導彈襲擊，俄軍從沃羅涅日地區6枚伊斯坎德爾-M/KN-23彈道導彈，從圖拉地區上空使用Tu-95MS戰略轟炸機和MiG-31K戰機發射1枚匕首高超音速導彈和8枚Kh-22巡弋導彈，從別爾哥羅德地區上空使用戰機發射6枚Kh-59/Kh-69導彈，從濱海阿赫塔爾斯克、米列羅沃區和布良斯克發射40架見證者-136無人機和不明型號無人機，蘇梅州和基輔州遭遇襲擊，防空系統擊落16架無人機，1枚匕首高超音速導彈和5枚Kh-59/Kh-69導彈。另有24架無人機因電子戰措施，未能擊中目標。
烏克蘭武裝部隊總參謀部表示，自全面入侵以來，俄羅斯在烏克蘭損失789,550名士兵，過去一天俄軍有1,610人傷亡，累計損失9,668輛戰車、20,030輛裝甲戰鬥車輛、32,626輛車輛和油箱、21,528門火砲系統、1,256套多管火箭系統、1,032套防空系統、369架飛機、329架直升機、21,081架無人機、3,003枚巡弋飛彈、28艘船隻和1艘潛艦等。烏克蘭國防部情報總局表示，在俄佔克里米亞西端附近的黑海一場戰鬥中，使用烏製MAGURA V5無人艇發射「SeeDragon」導彈擊落2架俄羅斯Mi-8直升機和摧毀1架俄羅斯Mi-8直升機，是首次使用無人艇擊落空中目標。
俄羅斯國防部表示，在過去一天俄軍擊落2枚法製鐵錘航空制導炸彈、7枚美製海馬斯多管火箭炮彈和103架無人機。
俄羅斯斯摩棱斯克州當局表示，烏克蘭無人機針對燃料和能源設施發動襲擊，亞爾採沃區一個石油倉庫起火。烏克蘭武裝部隊總參謀部表示，烏克蘭襲擊俄羅斯斯摩稜斯克州亞爾採沃區一個石油倉庫，為俄軍提供物資，在特種作戰部隊和無人系統部隊的行動中發生猛烈爆炸發生。
俄羅斯國防部表示，過去一天，烏軍在特別軍事行動中損失1,495名軍人。俄軍航空兵、無人機、導彈部隊和炮兵摧毀138個有生力量和烏軍裝備聚集區。
烏克蘭總統澤倫斯基發表新年講話，提及烏克蘭將在2025年以一切的必要手段，努力結束俄羅斯近3年來的入侵，烏克蘭需要在新的一年鞏固軍事地位、並在和俄羅斯進行任何結束戰爭的會談前強化自己。我們知道和平不會被當作禮物送給我們，但我們將竭盡所能阻止俄羅斯並結束這場戰爭，這是我們每個人的願望。毫無疑問新任美國總統願意並有能力實現和平並結束普京的侵略。感謝今年支援烏克蘭的每個人。
俄羅斯總統普京發表新年賀詞，指過去一年國家成功應對最艱巨挑戰。讚揚軍人是真正的英雄，並宣布慶祝衞國戰爭勝利80周年，定2025年為祖國保衞者年。指出俄羅斯仍有許多問題有待解決，但已經取得的成就值得驕傲。在新年來臨之際展望未來，相信一切會更好，並將繼續前進。普京表示，軍人背負親朋好友、全俄羅斯人民的所想所願，為他們的勇敢與大無畏精神感到驕傲。普京回顧本世紀以來，人民的凝聚力幫助俄羅斯挺過許多重大事件，團結的俄羅斯人不止一次經受考驗，同時變得更團結。普京祝願每一個家庭幸福安康，祈求國家繁榮昌盛。
烏克蘭赫爾松州州長普羅庫金表示，通過「帶孩子回UA」倡議和非政府組織「拯救烏克蘭」的合作下，4名兒童成功從俄佔赫爾松地區返回烏克蘭。
烏克蘭能源部長加盧先科表示，斯洛伐克總理菲科早前指如果烏克蘭堅持拒絕延長將於12月31日到期的俄羅斯天然氣過境協議，將考慮停止對烏克蘭的緊急電力供應的威脅行不通，烏克蘭可以透過從羅馬尼亞和波蘭進口電力來補償發電量下降，菲科的潛在行動將違反歐盟法規。
烏克蘭戰俘待遇協調總部表示，在過去一年裡，烏克蘭進行11次戰俘交換，相比2023年多356名戰俘返回烏克蘭，自全面入侵開始以來，已有3,956人獲釋，其中包括2024年的1,358人。